# Vincent van Gogh

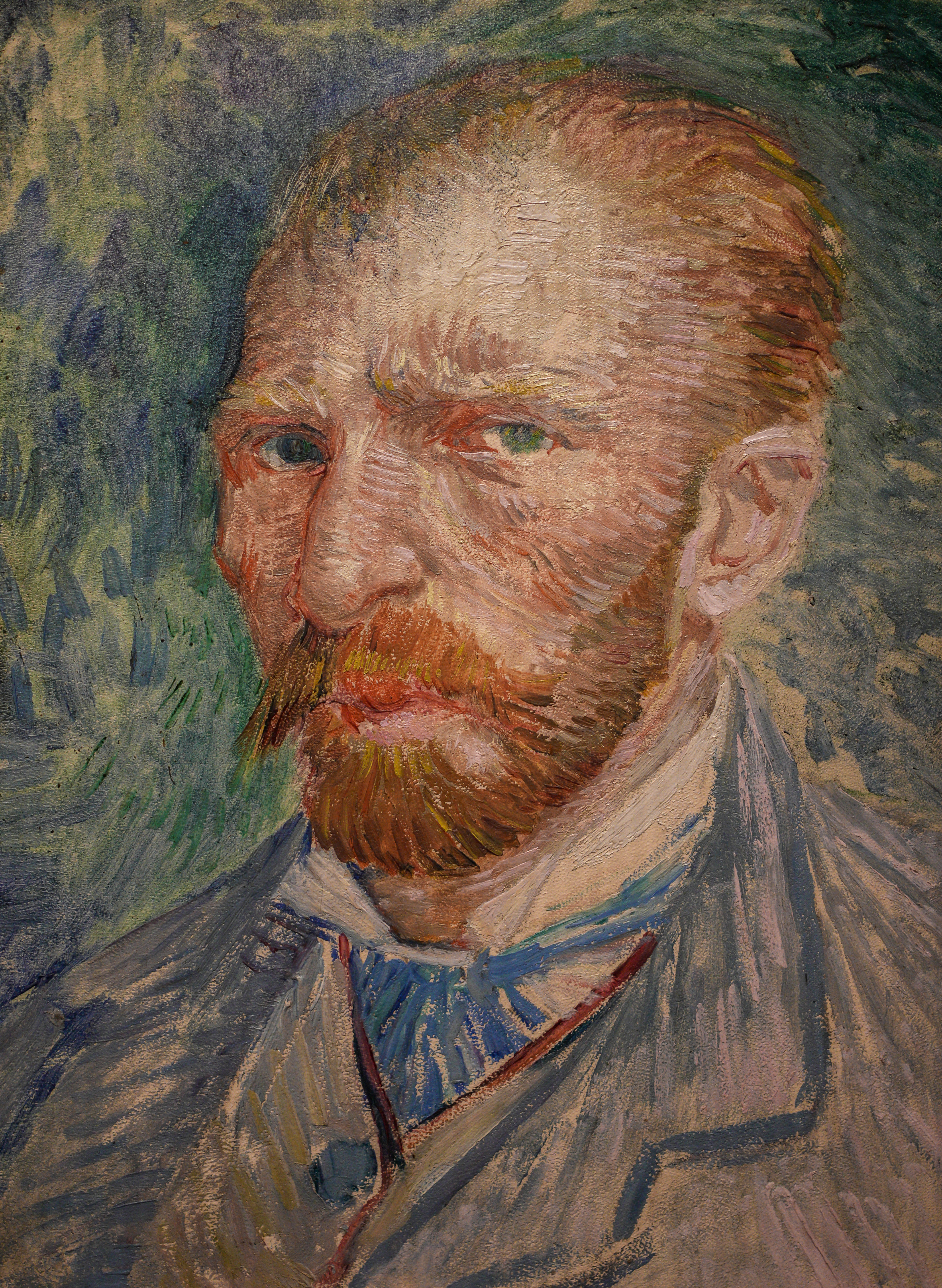
Selbstbildnis (1887)

Vincent Willem van Gogh [ɡɔx, niederländisch ɣɔx] (* 30. März 1853 in Groot-Zundert; † 29. Juli 1890 in Auvers-sur-Oise) war ein niederländischer Maler und Zeichner. Er gilt als einer der Begründer der modernen Malerei. Als Schüler erhielt er Mal- und Zeichenunterricht von Constant Cornelis Huijsmans, später von seinem Vetter Anton Mauve. Nach dem Wissensstand von 2021 hinterließ er über 900 Gemälde und über 1000 Zeichnungen. Die Gemälde entstanden überwiegend in den letzten zehn seiner 37 Lebensjahre. Vincent van Gogh führte – vor allem mit seinem Bruder Theo van Gogh, dem Händler seiner Bilder – einen umfangreichen Briefwechsel, der eine Fülle von Hinweisen auf sein malerisches Werk enthält und selbst von literarischem Rang ist. Die ersten Zeichnungen des Jugendlichen finden sich dort, und viele der Gemälde hat Vincent in seinen Briefen an Theo vorgezeichnet.
Sein Hauptwerk greift stilistisch den Realismus, den Naturalismus und den Impressionismus auf; zugeordnet wird es dem Post-Impressionismus. Es übte starken Einfluss auf nachfolgende Künstler aus, vor allem auf die Fauves und die Expressionisten. Während er zu Lebzeiten nur ein Bild an die Künstlerin Anna Boch verkaufen konnte, erzielen seine Werke seit den 1980er Jahren bei Auktionen Rekordpreise.

## Leben

### Kindheit

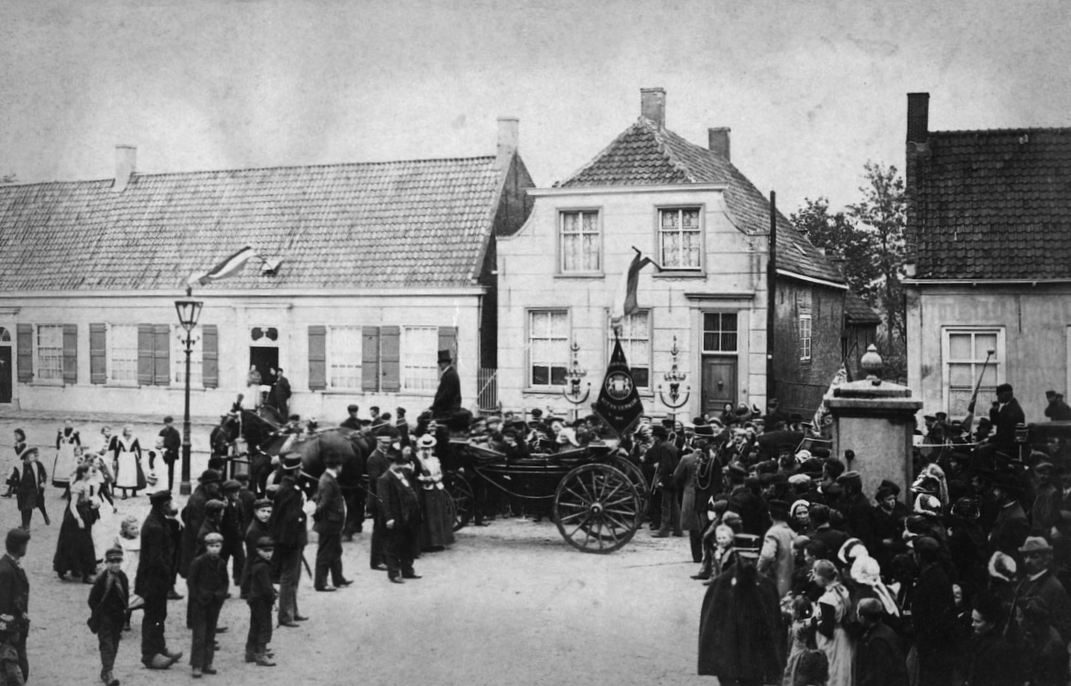
Van Goghs Geburtshaus in Zundert (um 1900)

Vincent van Gogh kam am 30. März 1853 in Groot-Zundert, einem Landstädtchen in Noord-Brabant, als Sohn des Pfarrers Theodorus van Gogh und seiner Frau Anna Cornelia Carbentus, der Tochter eines Buchbinders, zur Welt. Genau ein Jahr zuvor war ein nicht lebensfähiger Bruder geboren worden, der ebenfalls den Namen Vincent erhalten hatte. Einige Autoren vertreten die Meinung, dass van Gogh sich als ungeliebten Ersatz für den Erstgeborenen empfunden und dadurch seelischen Schaden genommen habe. Seine Mutter hatte eine besonders enge Beziehung zu ihm und sorgte in den ersten Schuljahren für Hausunterricht, den sie und eine Gouvernante gaben. Dieses Privileg endete mit dem Wachsen der Kinderschar, so dass er doch noch einige Zeit auf die Dorfschule in Zundert gehen musste. Diese Probleme werden von Viviane Forrester in ihrer Biographie Van Gogh oder: Das Begräbnis im Weizen dargestellt.

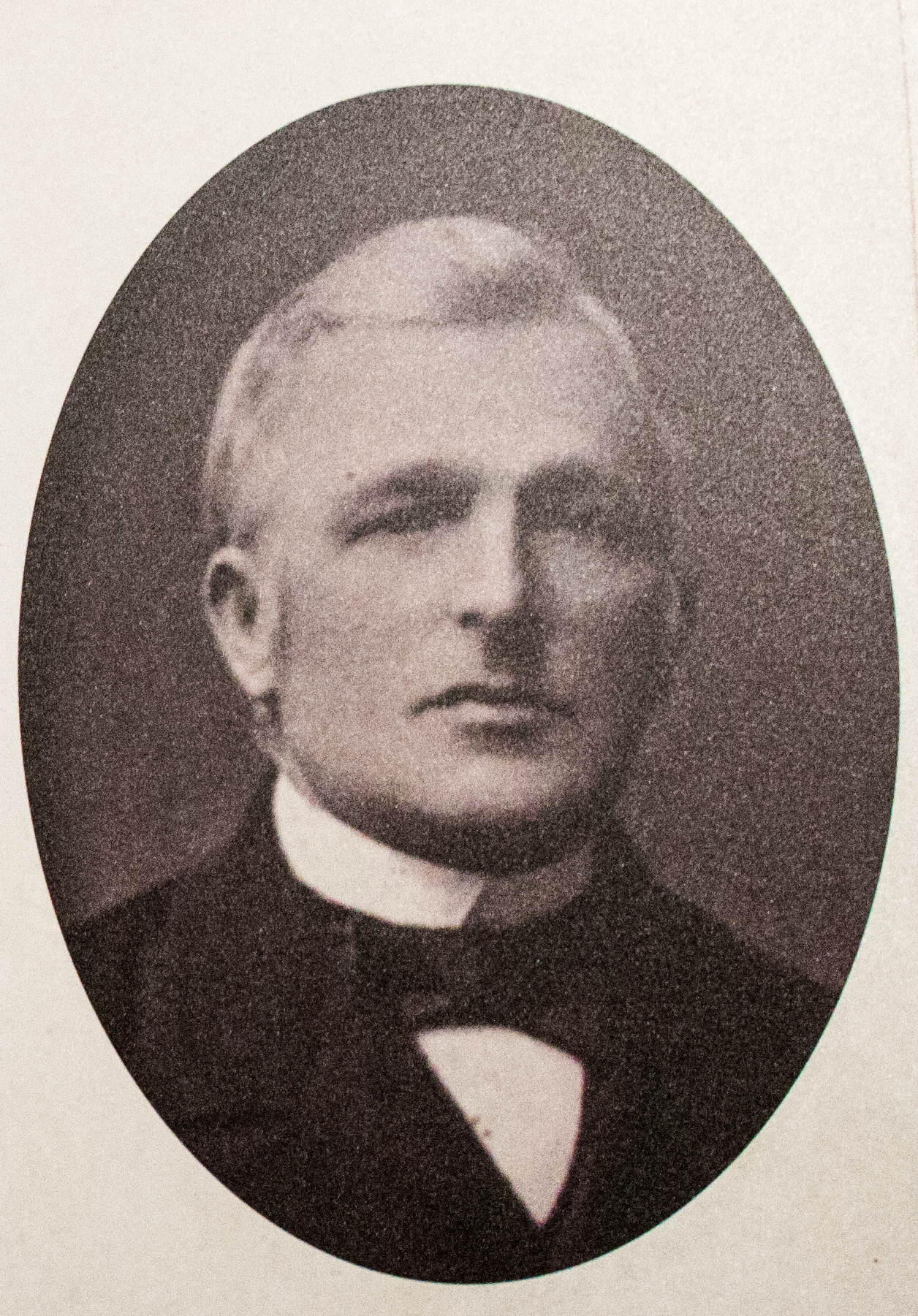
Theodorus van Gogh

Nach Vincent wurden noch fünf jüngere Geschwister geboren: Anna (1855–1930), Theo (1857–1891), Elisabeth ‚Lies‘ (1859–1936), Willemien ‚Wil‘ (1862–1941) und Cor (1867–1900). Die Familie unternahm häufige Spaziergänge in der Umgebung von Zundert, welche bei Vincent früh eine Liebe zur Natur entstehen ließen; davon zeugen viele seiner Bilder. Der Vater hatte eine unbedeutende Pfarrstelle der Niederländisch-Reformierten Kirche in einem Ort mit katholischer Mehrheit; christliche Werte spielten in der Familie eine wichtige Rolle. Anfangs bewunderte Vincent seinen Vater, und einige Jahre versuchte er, es ihm als Prediger gleichzumachen. Vorher jedoch nutzte die Familie ihre Verbindungen zum Kunsthandel, wo drei von Vincents Onkeln tätig waren und Vincent die Nachfolge des Onkels Cen (Vincent) antreten sollte. Seine Verwandtschaft hatte Wohlstand durch das Handeln mit Malerei erworben, daher sollte er Bilderhändler werden. Als Ältester sollte er die „Krone“ tragen, die nach seinem Ausscheiden dem nächstjüngeren Bruder Theo übertragen wurde. Die Sippe Van Gogh gehörte zum gehobenen Bürgertum, die Firma Vincent Van Gogh des gleichnamigen Vorfahren war Lieferant für die Kabinette seiner Hoheiten des Königs und der Königin in Den Haag.

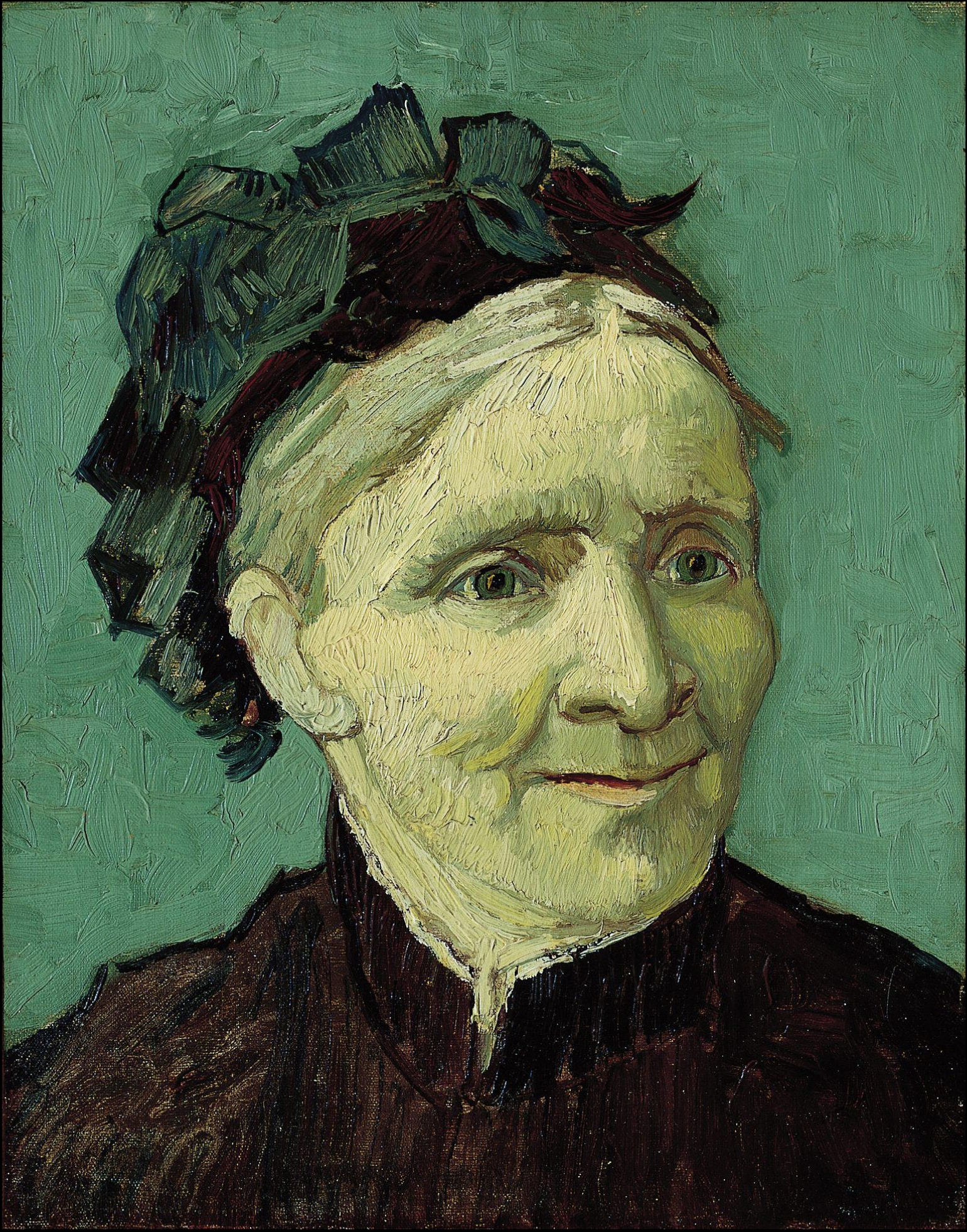
Anna Cornelia Carbentus (1888), Porträt von van Gogh

Nachdem er zuerst die Dorfschule in Zundert besucht hatte, wurde van Gogh mit elfeinhalb Jahren in ein Internat in Zevenbergen gegeben. Ab 1866, im Alter von 13 Jahren, wurde Vincent als Kostgänger nach Tilburg geschickt, um dort die höhere Bürgerschule im ehemaligen Palast von König Wilhelm II. zu besuchen. Er wohnte privat bei einer Familie. Dort lernte er Französisch, Englisch und Deutsch (später las er französische und englische Bücher in der Originalsprache und korrespondierte mit seinen Geschwistern auf Französisch); auch waren wöchentlich vier Stunden Zeichnen vorgesehen. Trotz guter Noten, insbesondere in den Fremdsprachen, verließ er diese Schule bereits im März 1868 während seines zweiten Schuljahres aus unbekanntem Grund. Angesichts der prekären finanziellen Verhältnisse des Vaters und der Geburt eines sechsten Kindes reichten vermutlich die Mittel nicht mehr. Er war alt genug, um einen finanziellen Beitrag zum Familieneinkommen zu leisten, wie es damals für den ältesten Sohn selbstverständlich war.
Von September 1866 bis März 1868 erhielt er in Tilburg richtigen Zeichen- und Kunstunterricht. An der Stelle, wo er zur Schule ging, kann man heute Vincents Zeichenklasse besuchen. Er wurde also auf das renommierte Institut „Wilhelm II.“ in Tilburg geschickt. In Brabant war es die einzige weiterführende Schule, eine staatliche Institution von hohem Ansehen, die von den Erben des Königs gegründet wurde. Nur 36 Jungen wurden zugelassen, in Vincents Klasse waren sie 10 Schüler. Die Lehrer waren zahlreich und auserlesen, sie kamen von Universitäten. Vincent war ein guter Schüler und wurde in die nächste Klasse versetzt. Malerei gehörte theoretisch und praktisch zum Unterrichtsplan und hatte mit vier Wochenstunden einen hohen Stellenwert. Sein Lehrer war ein in Frankreich erfolgreicher Maler von Landschaften und Bauernleben, Constant Cornelis Huijsmans. Vincent machte dort als Jugendlicher seine erste Zeichnung von zwei Bauern, die auf einer Schaufel lehnen. Es bleibt festzuhalten, dass Vincent auf der Schule den wichtigsten holländischen Maler der Avantgarde zum Lehrer hatte, der ihm die Art zu sehen und zu malen beibrachte, an die Vincent später anknüpfen wird, denn in Paris wird er sich mit den Nachfolgern dieser „Schule“ zusammentun.
Die folgenden 15 Monate verbrachte er bei seinen Eltern; womit er sich dort beschäftigte, ist nicht belegt. Im Juli 1869 begann er nach einem Beschluss des Familienrats eine Ausbildung in der Den Haager Filiale der Kunsthandlung Goupil & Cie, der sein Onkel Cent als Teilhaber angehörte, weil dieser aus gesundheitlichen Gründen die Firma nicht mehr allein führen konnte. Der Onkel hielt seine schützende Hand über den Neffen. Während seiner Zeit bei Goupil begann im September 1872 die lebenslange Korrespondenz zwischen Vincent und seinem Bruder Theo, der ab 1873 bei einer anderen Filiale Goupils in Brüssel angestellt war.

### Berufssuche: Verkäufer, Lehrer, Prediger, Maler

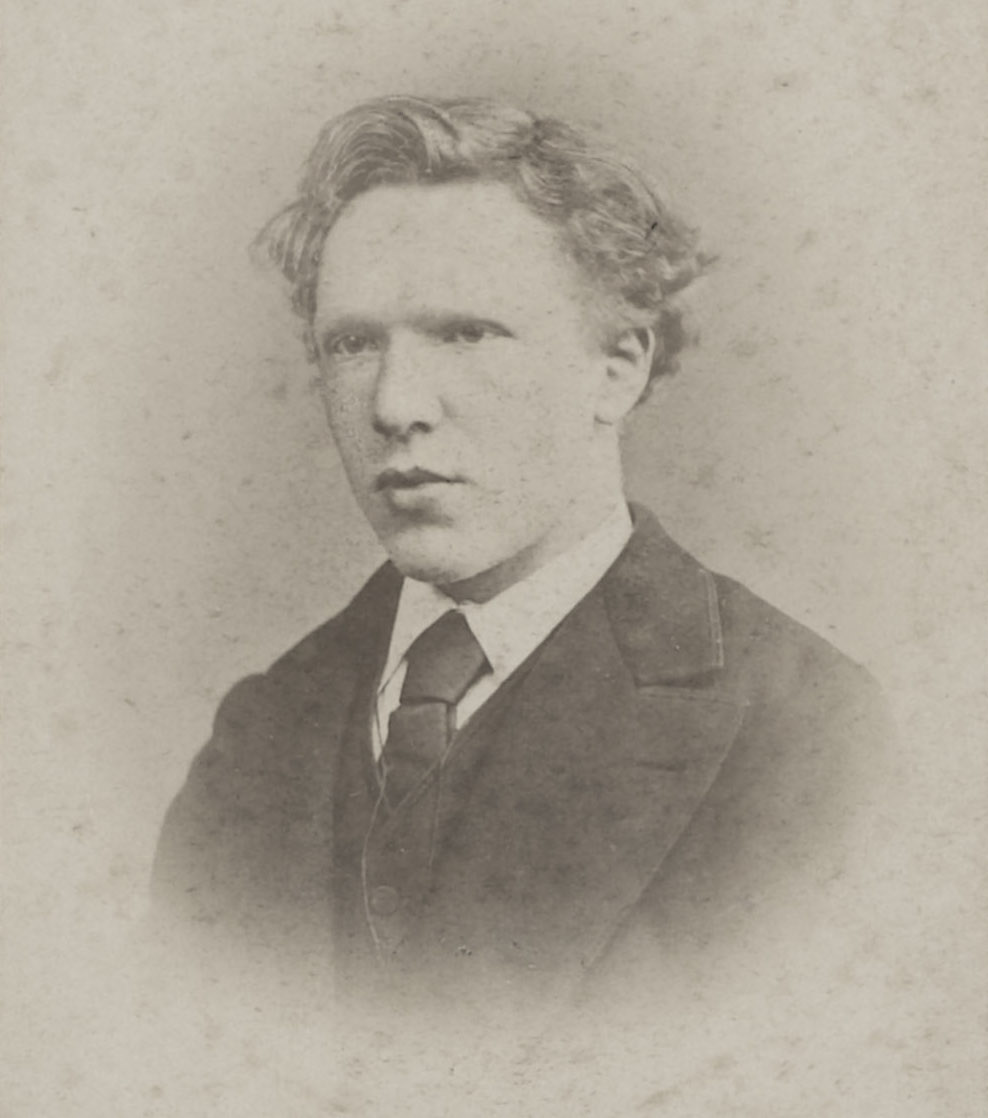
Porträtfoto des 19-jährigen van Gogh, aufgenommen 1873 von J. M. W. de Louw

Goupil war ein bedeutendes Unternehmen mit Niederlassungen in mehreren Hauptstädten. Vincent van Gogh lernte dort die etablierte Kunst kennen und beurteilen. Sein Hauptinteresse galt der zeitgenössischen Kunst. In einem Brief an Theo empfahl er ihm mehrere Dutzend moderne Maler seiner Zeit, die er besonders gut fand.
Hier wie auch an seinen späteren Aufenthaltsorten besuchte er sein Leben lang eifrig die örtlichen Museen. Nach dem Ende seiner Ausbildung wurde er im Sommer 1873 in die Londoner Filiale versetzt, was einen Aufstieg bedeutete. Vincent setzte sich dort intensiv mit den britischen Malern auseinander. Er besuchte das British Museum und die National Gallery, wo er unter anderem mit den Werken von François Millet und Jules Breton in Kontakt kam. Das Wissen, das er sich in den sechs Jahren als Händler erwarb, machte ihn überlegen und in vielen Auseinandersetzungen mit Malern auch überheblich. Lange bevor er mit dem Malen anfing, wusste er, welche Malerei wegführend war. Sein Ringen ging darum, technisch dazu in die Lage zu kommen, diese Vorstellungen umzusetzen. Immer wieder klagte er bis zum Ende darüber, seinen eigenen Ansprüchen nicht zu genügen.
Fern von seinen Verwandten fühlte sich Vincent van Gogh einsam. In seiner Freizeit machte er lange Wanderungen durch die Stadt und ihre Umgebung, wobei er auch Zeichnungen anfertigte. In diese Zeit fiel eine unglückliche Liebe zur Tochter seiner Vermieterin. Die Enttäuschung über die Zurückweisung durch die junge Frau hatte er noch Jahre später nicht verwunden. Während eines Urlaubs bei den Eltern im Sommer 1874 fiel diesen seine Niedergeschlagenheit auf. Um ihn aus den Londoner Verhältnissen zu lösen, wurde beschlossen, ihn nach Paris in die andere Filiale von Goupil versetzen zu lassen. Von Januar bis April 1875 wohnte van Gogh noch einmal kurzzeitig in London, um dann endgültig nach Paris zu ziehen.
Dort kapselte er sich zunehmend ab und zeigte auch im Dienst ein auffälliges Verhalten. Immer stärker wandte er sich der Religion zu; er las nur noch in der Bibel und in Erbauungsbüchern. Nachdem er zu Weihnachten 1875 – offenbar unerlaubt – nach Hause gefahren war, legte sein Vorgesetzter ihm eine Kündigung zum April 1876 nahe, die van Gogh gezwungenermaßen dann auch aussprach. Der Hauptgrund für die Kündigung scheinen seine Probleme im Umgang mit Kunden gewesen zu sein. Vincent van Gogh, der jede Heuchelei verabscheute, war dadurch als Verkäufer für Goupil ungeeignet. Er sagte den Kunden seine Meinung. Aus den Konflikten, die Theo ein paar Jahre später auf demselben Arbeitsplatz mit seinen Chefs hatte, ist diese Erklärung zwingend: Sie verdienten das große Geld mit der damals herrschenden klassizistischen Malerei und verabscheuten den Impressionismus oder noch modernere Malerei. Aus seiner Ablehnung der bevorzugten pompösen Malerei machte Vincent gewiss keinen Hehl. Aber seine Heimfahrt zu Weihnachten, einem wichtigen christlichen Fest, in den Schoß der Familie war für ihn eine Selbstverständlichkeit. Er kam gar nicht auf die Idee zu fragen, denn Goupil war doch die Firma seines Onkels.
Während der folgenden dreieinhalb Jahre versuchte er sich erfolglos in unterschiedlichen Berufen. Nach einer kurzen Anstellung als Hilfslehrer an einer Schule in Ramsgate (Kent) wechselte er zu einer anderen Schule in Isleworth (heute London), die von einem Methodistenpfarrer geleitet wurde. Hier hatte er die Möglichkeit, auch als Hilfspfarrer in der Schule und den umliegenden Dörfern tätig zu sein. Diese Tätigkeit bot allerdings wenige Perspektiven. Weihnachten 1876 verbrachte er bei seinen mittlerweile nach Etten versetzten Eltern; auf Rat seines Vaters kehrte er nicht nach England zurück. Es folgte ein kurzes Volontariat in einer Buchhandlung, erneut durch seinen Onkel vermittelt, das van Gogh allerdings abbrach. Begründet durch seine wachsende Religiosität, entschloss er sich nun zu einem Theologiestudium. Seine Eltern stimmten diesem Plan nach einigen Monaten zu. Er zog zu einem Onkel nach Amsterdam, wo er zur Vorbereitung auf die Aufnahmeprüfung der Universität Privatunterricht in Latein, Griechisch und Mathematik bei einem weiteren Onkel, der Minister war, nahm. Nach einem knappen Jahr gab er den Unterricht jedoch wieder auf, da „[…] ich die ganze Universität, die theologische wenigstens, für einen unbeschreiblichen Schwindel halte, wo lauter Pharisäertum gezüchtet wird.“ Van Gogh zog es vor, sich auf lange Spaziergänge durch die umliegende Landschaft zu begeben. Sein Onkel der Minister riet ihm darauf, seine Studien niederzulegen. Daraufhin besuchte er ab August 1878 ein Seminar für Laienprediger in Brüssel, wurde aber nach der dreimonatigen Probezeit als ungeeignet eingestuft, wohl, weil er sich im Unterricht nicht hatte ein- und unterordnen können.
Dennoch fand er probeweise eine Anstellung als Hilfsprediger im Borinage bei Mons, einem belgischen Steinkohlerevier, wo die Menschen unter besonders harten Bedingungen lebten. Dort identifizierte er sich in hohem Maße mit dem Schicksal der Bergarbeiter. Er verschenkte Kleidungsstücke, vernachlässigte sein Äußeres und lebte in ärmlichsten Verhältnissen. Das entsprach nicht den Vorstellungen seiner Vorgesetzten, und im Juli 1879 erfuhr van Gogh, dass seine Anstellung nicht verlängert werden würde. Diese zweifache Zurückweisung seitens der Kirche ist ein Grund dafür, dass er sich in der Folgezeit vom Christentum völlig abwandte. Entscheidend ist der Konflikt mit seinem Vater, der aufhörte, leuchtendes Vorbild zu sein. So wie Vincent Partei nahm für die ausgebeuteten Minenarbeiter und die bürgerlichen Kleider ablegte, geriet er in heftigen Streit mit dem Vater, dessen Kirche auf Seiten der Minenbesitzer, der Kleriker und des Bürgertums agierte. Er blieb noch ein Jahr im Borinage, zeichnete viel und dachte nun daran, einen künstlerischen Beruf zu ergreifen.

### Vincent und Theo van Gogh

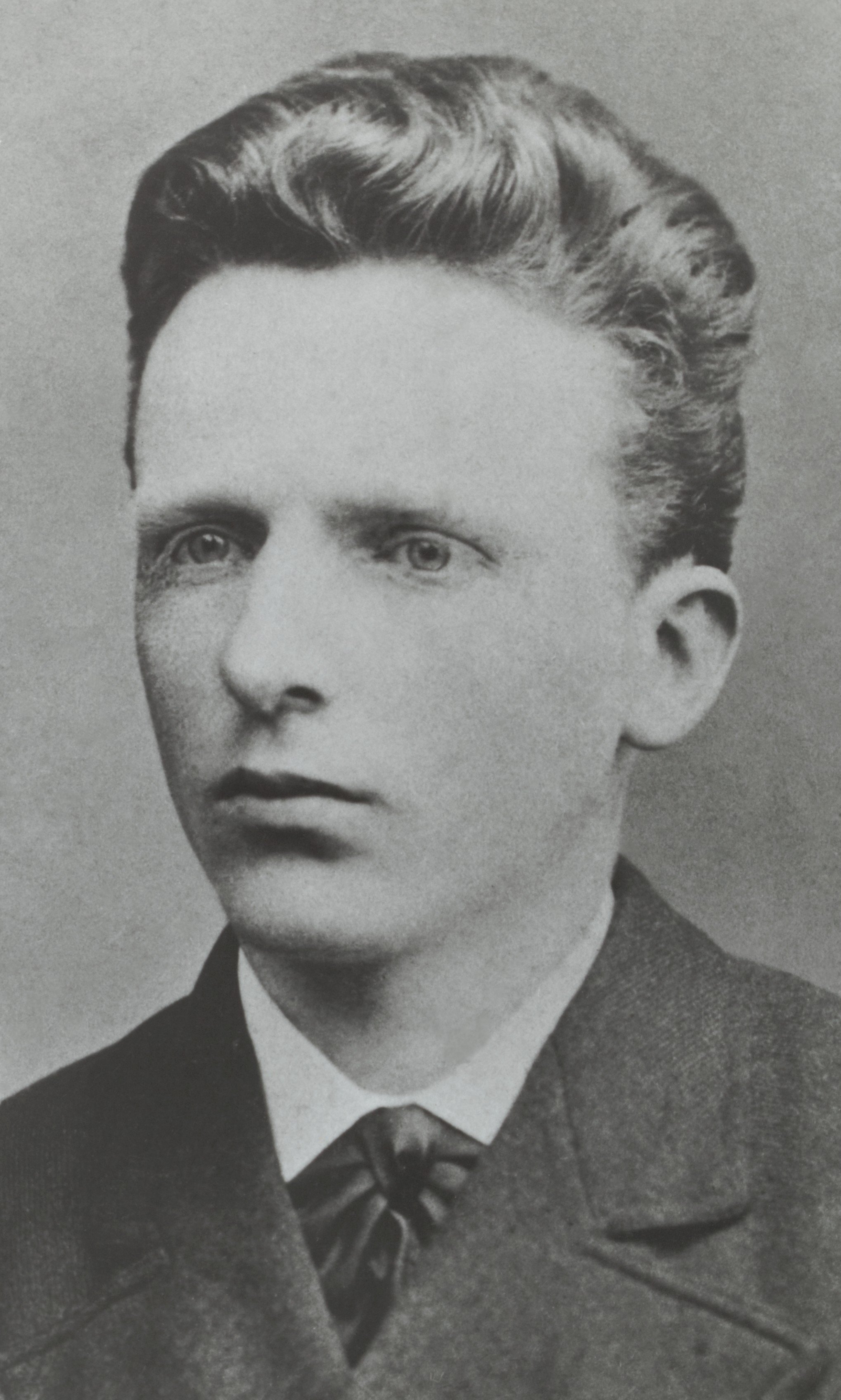
Theo van Gogh (1878)

Ab Mitte 1880 kam der vier Jahre jüngere Bruder Theo an Stelle des Vaters für Vincent van Goghs Lebensunterhalt auf. Theo war ebenfalls bei Goupil eingetreten und leitete nun eine Pariser Filiale der Kunsthandlung. Theo protegierte sehr zum Leidwesen seiner Chefs aufstrebende junge Maler der Avantgarde (zum Beispiel den Impressionisten Claude Monet, aber auch Paul Gauguin) und kaufte ihnen Bilder ab. So kam es zum Pakt zwischen den Brüdern: Der Händler Theo finanzierte den Lebensunterhalt des Malers Vincent, der ihm dafür alle seine Bilder überließ. Obwohl die Unterstützung keineswegs gering bemessen war, lebte Vincent van Gogh weiter in ständiger Geldnot. Es gab keinen festen Geldbetrag, sondern Vincent schrieb, wenn er Geld brauchte, so dass die Korrespondenz voller Geldforderungen ist. Bei geringstem Lebensstandard floss das allermeiste Geld in Malutensilien, vor allem Farben, wobei der Farbenhändler Père Tanguy sich mehrfach von Vincent mit Gemälden bezahlen ließ. Das waren vermutlich die ersten Verkäufe. Betrachtet man den Umfang des malerischen Werkes von Vincent, der oft wie ein Besessener malte, begreift man, wohin sein Geld ging. Theo zumindest glaubte daran, dass diese Investition sich eines Tages rechnen würde. Und Vincent ebenfalls. Die finanzielle Unterstützung Theos wird von den Herausgebern der Briefe auf 17.500 Francs geschätzt. Das ist plausibel und macht deutlich, wie stark sein Engagement für den Erfolg des Malers Vincent war. Andererseits erzielte Theo mit dem Verkauf von zwei oder drei Gemälden des Malers Monet mindestens so viel Geld, wie er für ein Jahrzehnt Unterstützung des Bruders verwendete. Sein Einkommen reichte dafür, auch noch die Mutter und zwei Schwestern zu unterstützen.
In seiner Pariser Zeit als anerkannter Maler wohnten die Brüder – nicht immer konfliktfrei – zusammen: „Es gab eine Zeit, in der ich Vincent so sehr liebte, er war mein bester Freund. Das ist im Augenblick vorbei. Von seiner Seite aus ist es schlimmer. Er lässt keine Gelegenheit aus, mir zu zeigen, dass er mich verachtet und ich ihn empöre. Die Situation zuhause ist nicht auszuhalten; niemand will mehr zu mir kommen, er tut nichts, als Streit zu suchen, und er ist so dreckig und unordentlich, dass die Wohnung alles andere als anziehend ist. Alles, was ich hoffe, ist, dass er auszieht, um allein zu leben, davon hat er lange gesprochen, aber wenn ich ihm sagen würde, dass ich meinerseits ausziehe, wäre es für ihn ein Grund zu bleiben. Weil ich unfähig bin, ihm Gutes zu tun, bitte ich ihn nur um eines, dass er mir nichts Schlechtes tut. Er tut es, indem er bleibt.“
Einen Monat später schreibt Theo wieder an Wil: „Wir haben Frieden geschlossen. Es war für niemanden gut, so weiter zu machen. Ich hoffe, dass es anhält. Es wird also keine Veränderung geben. Darüber bin ich glücklich; es wäre mir merkwürdig vorgekommen, wieder allein zu leben. Es wäre da auch nichts gewonnen. Ich habe ihn gebeten zu bleiben.“
Theo war darüber hinaus sein Vertrauter, seine wichtigste Bezugsperson und sein – wenn auch wenig erfolgreicher – Kunsthändler. Am 27. November 1889 schrieb Theo an seine Schwester Wil über Vincents geplante Beteiligung an einer Ausstellung der Vingtistes in Brüssel: „Vincent hat mir kürzlich eine Menge seiner Werke geschickt, darunter viele Dinge, die gut sind… Nächstes Jahr wird er eingeladen werden, in Brüssel in einer Vereinigung junger Künstler auszustellen, von denen zwei hergekommen sind, um seine Arbeit zu sehen, und sie sehr interessant fanden. Glücklicherweise ist seine Gesundheit wieder gut, und wenn er keine neue Krise erleidet, wird er im Frühling etwas näher zu uns kommen.“
Vincent hatte noch Perspektiven, denn die Anerkennung nahm zu: „Und ich sehe schon den Tag voraus, an dem ich einigen Erfolg haben und meine Einsamkeit wie auch meine hiesige Verzweiflung bedauern werde, als ich durch die Eisengitter der Irrenzelle hindurch den Schnitter dort unten auf dem Felde sah.“
Am 25. Juli 1890 schrieb Theo an Jo: „… In seinem Brief waren auch ein paar Skizzen von Bildern, an denen er arbeitet. Wenn er doch nur jemanden finden würde, der ein paar von ihnen kauft, aber ich fürchte, das könnte noch eine sehr lange Zeit dauern. Aber man kann ihn nicht fallen lassen, wenn er so hart und so gut arbeitet. Wann wird eine glückliche Zeit für ihn kommen? Er ist so durch und durch gut und hat mir so viel geholfen weiterzumachen.“
Der umfangreiche Briefwechsel, den die Brüder ab 1872 führten, ist eine wichtige Quelle der Van-Gogh-Forschung mit ihren fast 1000 Briefen.
In einem Brief an seine künftige Frau charakterisierte Theo van Gogh 1889 den Bruder und wies seine Frau zurecht, Vincent nicht als „Verrückten“ zu titulieren: „Wie du weißt, wendete er sich vor langer Zeit von allem ab, was sie Konventionen nennen. An seiner Art sich zu kleiden und zu verhalten kannst Du sofort sehen, dass er anders ist, jahrelang hat jeder, der ihn gesehen hat, gesagt <Das ist ein Verrückter>. Daraus mache ich mir überhaupt nichts, aber zuhause ist das nicht akzeptabel. Dann gibt es etwas in der Art, wie er redet, das Menschen dazu bringt, ihn entweder sehr herzlich zu lieben oder ihn nicht ertragen zu können. Er ist immer umgeben von Leuten, die von ihm angezogen sind, aber auch von einem Haufen Feinde. Er kann von seinen Beziehungen zu Leuten nicht getrennt werden. Es ist entweder eine Sache oder die andere. Selbst jene, die beste Freunde von ihm sind, finden es schwierig, mit ihm auszukommen, weil er nichts auslässt und niemanden verschont. Das Jahr, das wir zusammen verlebt haben, war äußerst schwierig, auch wenn wir oft übereinstimmten, insbesondere zum Ende hin.“

### Beginn als Maler

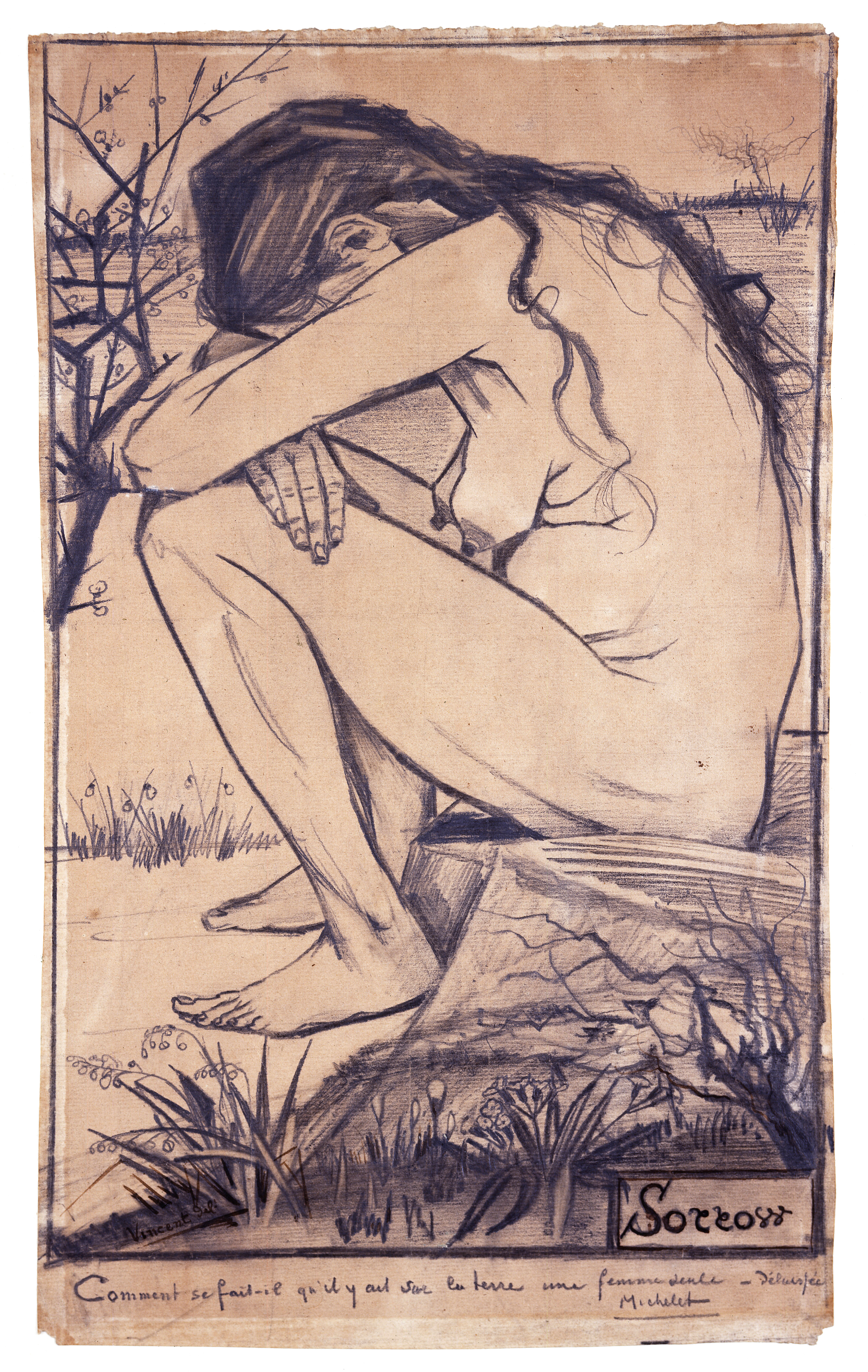
Die schwangere Sien Hoornik als Modell für Sorrow (1882)

Vincent van Gogh beschloss im August 1880, Maler zu werden.
Er begann wie damals üblich mit Zeichenunterricht, auch autodidaktisch, zeichnete nach Lehrbüchern und kopierte von ihm bewunderte Zeichnungen und Drucke. Um in Kontakt mit Kunst und Künstlern zu kommen, zog er im Oktober 1880 nach Brüssel, wo er sich auf der Kunstakademie einschrieb. In Brüssel traf er Anthon van Rappard, mit dem er sich über künstlerische Fragen austauschte, der ihm Unterricht gab, ihn in den folgenden Jahren mehrmals besuchte und mit dem er längere Zeit brieflich in Kontakt stand. Nachdem Rappard Brüssel verlassen hatte, kehrte van Gogh im April 1881 ins Elternhaus nach Etten zurück. Vincent richtete sich im Pfarrhaus ein Atelier ein und bekam ohne Geld Modelle, weil die Mitglieder der Pfarrei bereit waren zu posieren. Er hoffte auf die Familie, die in der Malerei einen Namen hatte. Er haderte damit, dass die beiden Onkel Cor und Cent, „die sich im Handel mit Kunstobjekten bereichert haben“, ihm nicht finanziell halfen, ihn nicht mit anderen Malern zusammenführten, die ihm viel beibringen könnten, und ihm keine Arbeit in einer illustrierten Zeitung verschafften. Die Familie, zu der er sich noch zählte, ließ ihn fallen. Zu dieser Distanzierung trug bei, dass er sich unglücklich verliebte – in seine Cousine Kee (Caroline Vos Stricker). Sie wies ihn schroff zurück: „Niemals!“ Er bestand darauf, sie floh. In Etten ließ Vincent sich zum ersten Mal als „Kunstmaler“ registrieren. Es kam zum offenen Kampf mit dem Vater. Dieser sah die Karriere als Maler gleichgesetzt mit einem sozialen Abstieg.
Vincent beschrieb es in einem Brief an Theo so: „Es fing eigentlich damit an, dass ich nicht zur Kirche ging und auch sagte, wenn der Gang zur Kirche ein Zwang sei & ich zur Kirche hin müsste, ich ganz gewiss nie mehr und nicht einmal aus Höflichkeit hingehen würde, wie ich es die ganze Zeit, die ich in Etten war, ziemlich regelmäßig getan habe. […] Ich kann mich nicht erinnern, je in meinem Leben so zornig gewesen zu sein, und ich habe Pa rundheraus gesagt, dass ich das ganze System dieser Religion abscheulich fände, gerade weil ich mich in einem miserablen Abschnitt meines Lebens zu sehr in diese Dinge vertieft hätte und nichts mehr mit ihnen zu tun haben wolle und ich mich davor wie vor etwas Unheilvollem hüten müsse.“ Pa verjagte Vincent aus Etten: „Du bringst mich um!“
So verließ Vincent sein Elternhaus endgültig an Weihnachten 1881 und zog nach Den Haag. Er bekam ab November 1881 Zeichen- und Malunterricht bei Anton Mauve. Der Vetter war ein guter, anerkannter Maler und nahm den fünfzehn Jahre jüngeren Vincent unter seine Fittiche. Er lud Vincent zu sich ein, unterstützte ihn (auch finanziell) und half ihm technisch. Er war überzeugt, dass in Vincent ein Maler steckte. Er versuchte, ihm das Aquarellieren beizubringen, aber sein Malerkollege Weissenbruch empfahl weiter das Zeichnen. Anton Mauve spielte eine zentrale Rolle in Den Haag und erleichterte seinem Verwandten Vincent den Einstieg in die Malerei. Dann kam im Mai 1882 das tragische Zerwürfnis mit Mauve. Als Vincent sich zeichnerisch so weit entwickelt hatte, dass er die ersten Zeichnungen an Tersteeg (der sein negatives Urteil über Vincent korrigieren musste) und Onkel Cor verkaufte, bestand Mauve darauf, Vincent solle weiter zeichnen, und zwar nach Gipsabdrücken, wie die Methode Bargue es vorschrieb. Das lehnte Vincent empört ab, zerschlug die Gipsabdrücke und warf die Bruchstücke in die Abfallgrube. „Mein Alter, sprechen Sie mir nicht mehr von Gipsmodellen, denn vor denen graut mir.“ Nach vielen Versuchen, sich mit Mauve zu treffen, um sich zu versöhnen, begegnete Vincent ihm zufällig. Als Mauve ablehnte, Vincents Werke anzuschauen, beschimpfte er ihn: „Sie haben einen heimtückischen Charakter!“ Das war der endgültige Bruch.
Vincent van Gogh wurde ein begeisterter Maler. Am Jahresende schrieb er: „Ich spüre in mir eine Kraft, die ich entwickeln möchte, ein Feuer, das ich nicht ausgehen lassen kann, das ich schüren muss, ohne dass ich wüsste, welches Ergebnis dabei herauskommt; ich würde nicht erstaunt sein, wenn das Ergebnis traurig wäre.“
Die Zeit der Beschränkung auf das Zeichnen war 1883 vorbei, der Maler nicht mehr zu bremsen. Vergeblich hat der Meister Mauve seinen Schüler Vincent davon abhalten wollen, ihm gleichrangig zu werden. Betrachtet man das Selbstbildnis von Mauve, dann ist ein gesteigertes Selbstbewusstsein des Malers Richtung Arroganz nicht zu verkennen.
1882 verliebte sich van Gogh in Clasina Maria Hoornik, genannt Sien Hoornik, die ihm auch Modell stand. Das sorgte für Streit in der Familie, denn sie war eine ehemalige Prostituierte, schwanger und hatte bereits eine fünfjährige Tochter. Er entschied sich, für sie zu sorgen und mietete ein kleines Studio, in dem er gemeinsam mit ihr und ihrer Tochter leben wollte. Er habe schon mehrere dieser Frauen geliebt, die „oben von der Kanzel herab von diesen Pastoren verleumdet, verurteilt und mit Schande beladen werden. Ich dagegen, ich verleumde sie nicht.“ Sie verstand, ihm Liebe zu geben. „Man findet die Welt lustiger, wenn man morgens aufwacht und sich nicht mehr allein fühlt, wenn man an seiner Seite im Halbdunkel ein anderes menschliches Wesen entdeckt. Das ist lustiger als die frommen Bücher und die kalkweißen Kirchenmauern, in die unsere Pastoren so verliebt sind.“ Der neugeborene Sohn Siens bekam den Namen Willem – wie der erste, aber auch wie Vincents zweiter Name –, Vincent renovierte die Wohnung und empfing Mutter und Sohn nach der Entbindung. Er nahm diese Kinder an. Die materielle Grundlage war Theos Geld, das für die kleine Familie reichte, ohne dass Sien wieder als Prostituierte tätig werden musste.
Sien war das älteste der acht lebenden Kinder ihrer katholischen Mutter, die sie in die Prostitution geschickt hatte, um die Familie mit zu ernähren. Ihre Brüder, Chorknaben, verweigerten den Kontakt mit ihr. Vincent zeichnete Sien und ihre Mutter mehrfach. Die Zeichnung Sorrow stellt Sien dar. Onkel Cor war anfangs abweisend, als er Vincent in seinem Atelier besuchte. Er fand, man müsse sein Brot verdienen, um ein anständiges Leben zu führen, anders als der belgische Maler De Groux, den Vincent so sehr bewunderte. Charles De Groux war Vertreter eines sozialkritischen Realismus, der die Verarmung und Verelendung insbesondere der Arbeiterschaft thematisierte. Es liegt nahe, dass sein bourgeoiser Verwandter von derartigen Sujets nichts hielt, jedoch Vincent nach seinen Erfahrungen im Borinage um so mehr. De Groux hatte 1851/52 in Düsseldorf studiert, wo sich die Malschule um Wilhelm Ludwig Heine und Ludwig Knaus nach der 48er Revolution sozialpolitischer Themen angenommen hat. Für diese neue Entwicklung stand in der Literatur damals Georg Büchner. Bis heute wird diese Schule als „Tendenzmalerei“ diffamiert, weil sie keine Malerei-Kunst um der Kunst willen betreibt. Knaus ging später auch nach Paris und Barbizon. Vincent war auf Grund seiner beruflichen Erfahrungen diese wichtige Düsseldorfer Malschule mit ihren bedeutenden Vertretern selbstverständlich bekannt, und ebenso eindeutig positionierte er sich in den Auseinandersetzungen mit seinen konservativen Verwandten.
Ein Jahr später, im Sommer 1883 verliebte auch Theo van Gogh sich in eine Prostituierte, verzichtete jedoch wegen des Drucks der Familie und machte auch seinem Bruder Druck, weil der Vater drohte, Vincent, der finanziell von Theo abhängig war, in die Psychiatrie einweisen zu lassen. Vincent van Gogh schickte sich drein: „Du kannst mir keine Frau verschaffen, Du kannst mir kein Kind verschaffen. Du kannst mir keine Arbeit verschaffen. Aber Geld, das ja. Was nützt mir das?“
Im Herbst 1883 trennte van Gogh sich von Sien, im Bewusstsein, für die Zukunft auf eine eigene Familie zu verzichten: „Wir stehen jetzt vor dieser Tatsache – meinem festen Vorsatz, tot zu sein für alles, außer für meine Arbeit.“ Vincent beschloss, sich beziehungslos ganz der Malerei zu widmen, aber schrieb an Theo: „Ich sage Dir, dass es für mich allein zu viel ist. Ich brauche einen Gefährten … Ich habe Projekte, die so beschaffen sind, dass ich allein nicht wage, sie auszuführen … Wir werden beide nicht allein sein; unsere Arbeiten werden verschmelzen, ein wenig wie die Wasser, die zusammen fließen.“
Nach seiner Trennung verbrachte van Gogh drei Monate in der Provinz Drenthe, um die dortige Heide und Moore zu malen. Es entstanden dort u. a. die Werke Bauer verbrennt Unkraut und Der Torfkahn. Das Wetter und die Isolation machten ihm zu schaffen, weshalb er sich wieder zu seinen Eltern, die nun in Nuenen wohnten, begab. Dort zog er im Dezember 1883 ein und arbeitete in einem kleinen Studio im Hinterhaus der Eltern. Nach ein paar Monaten mietete er eine eigene kleine Räumlichkeit im selben Dorf an. Dort malte er die Bauern und Landarbeiter. Anfang 1884 schlug er seinem Bruder Theo vor, ihm seine Arbeiten als Gegenleistung für die finanzielle Unterstützung zu überlassen. Der Plan war, dass Theo diese auf dem Pariser Kunstmarkt verkaufen sollte, jedoch waren van Goghs Bilder für den französischen Markt zu düster.
Nachdem sein Vater im März 1885 gestorben war, zog Vincent van Gogh aus dem Elternhaus in sein Studio und begann seine Arbeit an dem Gemälde Die Kartoffelesser. Während der Arbeit an diesem Werk ernährte er sich schlecht und rauchte viel. Am Ende des Jahres 1885 traf er die Entscheidung, sich an der Kunstakademie in Antwerpen einzuschreiben.

### Antwerpen und Paris

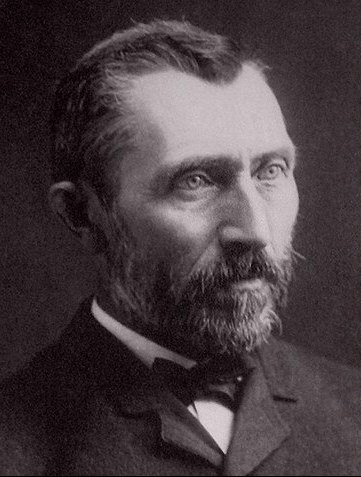
Mögliche Fotografie van Goghs (1886), die jedoch umstritten ist

Drei Monate blieb Vincent van Gogh in Antwerpen. Der Maler sparte lieber am Essen als an Malmaterialien; in seinen Briefen klagte er über gesundheitliche Probleme und Schwäche infolge der mangelhaften Ernährung. Die Kurse an der Kunstakademie besuchte der nun 32-Jährige hauptsächlich, weil ihm dort Modelle und geheizte Räume kostenlos zur Verfügung standen. Des Weiteren bot Antwerpen Kirchen und Museen voller Kunst. Die Inhalte der Kurse waren ihm jedoch zu traditionell. Von ehemaligen Mitstudenten sind Berichte überliefert, die ihn wiederum als Sonderling und Außenseiter beschreiben. Als an der Akademie im März 1886 die Ferien begannen, fuhr van Gogh zu seinem Bruder Theo nach Paris, dem damaligen Zentrum der Kunstwelt.

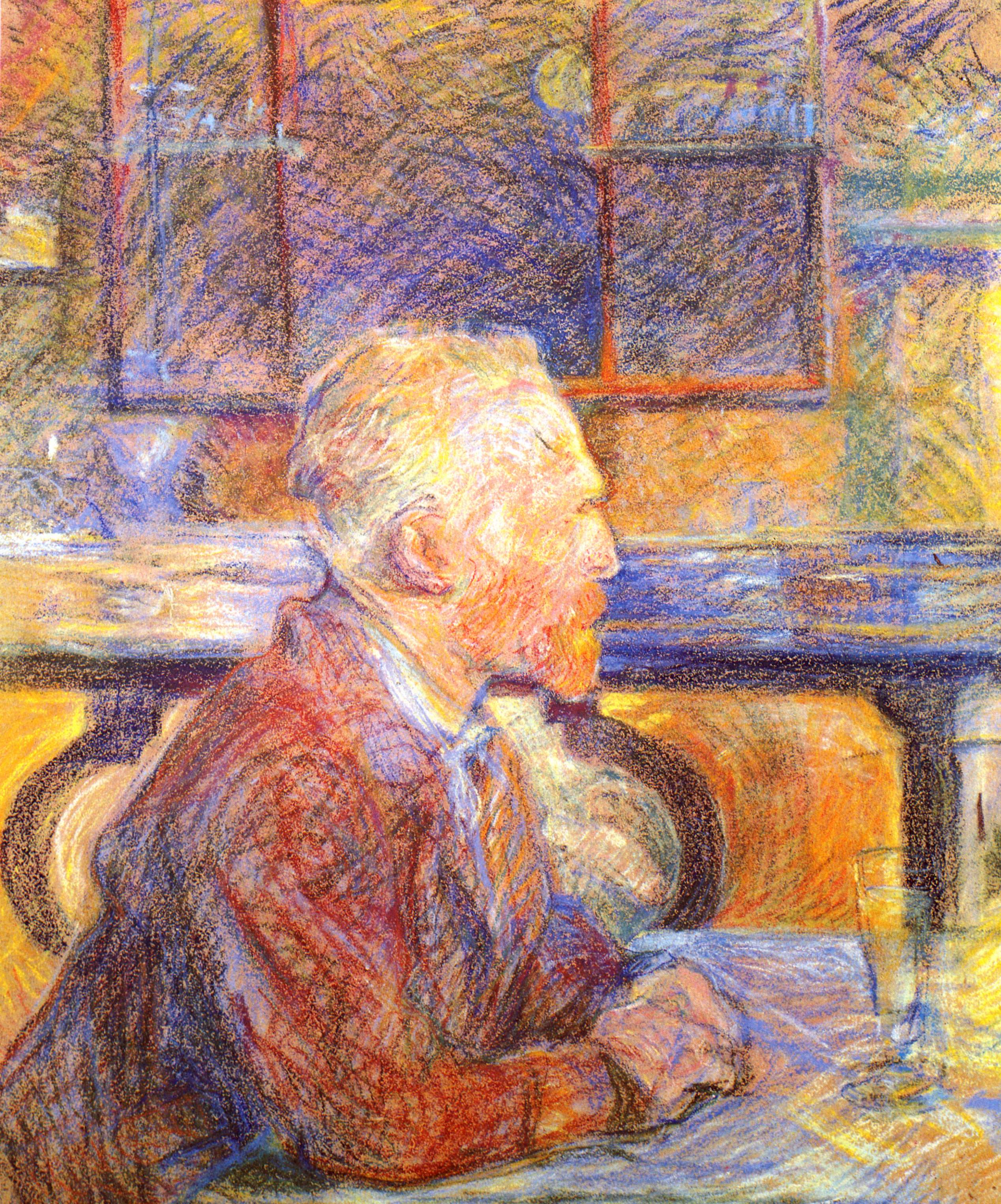
Henri de Toulouse-Lautrec: Vincent van Gogh in Paris (1887)

Nicht ohne Bedenken nahm Theo den Bruder in seiner Wohnung auf. Tatsächlich sollte das zweijährige Zusammenleben der beiden von Höhen und Tiefen geprägt sein. Er wohnte in der Rue Laval und leitete die Niederlassung am Boulevard Montmartre 19, wo er im Parterre die Maler des (offiziellen, anerkannten) Salons ausstellen musste, die den Reichtum von Boussod und Valadon (Nachfolgern von Goupil & Co) förderten, und im Zwischengeschoss wurden seine bevorzugten impressionistischen Maler geduldet, die (noch) verschriene Avantgarde. Er war ein selbstbewusster Fachmann, wenn es um Malerei ging. Er hatte den richtigen Blick, um ein Bild einzuschätzen, einen Maler zu beurteilen, und ein enormes Wissen. Er war in seinem Auftreten zwar linkisch, aber genauso auf der Höhe seiner Zeit wie Vincent, wenn es um moderne Malerei ging. Sie standen in ständigem Austausch, ergänzten, korrigierten einander und befruchteten sich gegenseitig. Und er war ein hervorragender Kaufmann. Er stellte Monet aus und verkaufte auch Bilder von Degas, Renoir, Sisley, Camille und Lucien Pissarro. Er korrespondierte selbstbewusst mit seinen Malern. Vincent stellte immer wieder Kontakt zu neuen Malern her, die er entdeckte und an Theo vermittelte. Dadurch hatte Theo einen direkten Draht zur Avantgarde. Man könnte sagen, Vincent war ein sachkundiger Vertreter, der ihm als erster neue Maler vorstellte.
Boussod & Valadon schrieben 1890 an Theos Nachfolger: „Unser Verwalter van Gogh, übrigens eine Art Verrückter wie sein Bruder, der Maler, ist in einer Privatklinik; Sie sollen ihn ersetzen, machen Sie, was Sie wollen. Er hat grässliche Sachen von modernen Malern angesammelt, die eine Schande für unser Haus sind. Es gab da wohl einige Corot, Rousseau, Daubigny, aber wir haben diesen Lagervorrat übernommen, der für Ihre Unerfahrenheit unnötig ist. Sie werden auch eine gewisse Anzahl von Ölgemälden eines Landschaftsmalers Claude Monet finden, der anfängt, sich ein wenig in Amerika zu verkaufen, aber er macht zu viel davon. Wir haben einen Vertrag, dass wir seine ganze Produktion kaufen müssen, und er ist dabei, uns mit seinen Landschaften zu überhäufen, die immer dasselbe Thema haben. Was den Rest betrifft, sind es Scheußlichkeiten…“ Viviane Forrester
Van Gogh belegte für einige Monate Kurse im Atelier von Fernand Cormon, einer privaten Kunstschule. Vor allem hier machte er die Bekanntschaft zahlreicher anderer Maler, darunter Henri de Toulouse-Lautrec, Paul Signac, Louis Anquetin und Paul Gauguin. Freundschaft schloss er mit Émile Bernard. Im Kreise der jungen Kollegen, die wie er noch auf den Durchbruch warteten, war er offenbar recht gut integriert. Van Gogh, der für einen Zusammenschluss der konkurrierenden und vielfach zerstrittenen Künstler eintrat, organisierte zwei Gemeinschaftsausstellungen in Restaurants, die für ihn allerdings ohne Verkaufserfolg blieben. Ebenfalls erfolglos blieb die Ausstellung von Bildern im Schaufenster des Farbenhändlers und Kunstliebhabers Père Tanguy.
In Paris wendete sich van Gogh dem dort aktuellen Kunststil Impressionismus zu. Unter diesem Eindruck hellte seine vormals dunkle Palette sich auf, und er begann, mit verschiedenen Maltechniken zu experimentieren. Er malte viel im Freien, vor allem in der ländlichen Umgebung von Paris, so am Montmartre und in Asnières. Gleichzeitig lernte er Ukiyo-e – japanische Holzschnitte, beispielsweise von Katsushika Hokusai – kennen und begann sie zu sammeln. 1887 organisierte er eine Ausstellung mit Ukiyo-e-Holzschnitten im Cafe Le Tambourin, mit dessen Inhaberin Agostina Segatori er kurzzeitig eine Liebesbeziehung hatte.
Später wird Bernard schreiben, dass er im Atelier Cormon einen Mann entdeckte „mit rotem Haar, dem Spitzbart eines Bocks, dem Blick eines Adlers und bissigem Mund; von mittlerem Wuchs, stämmig, aber auch nicht übermäßig, mit lebhaften Gebärden und ruckartigen Schritten, so war van Gogh, immer mit seiner Pfeife, einer Leinwand oder Radierung oder einem Karton. In der Rede vehement, unendlich ausführlich und ein Entwickler von Ideen, weniger bereit zur Kontroverse und voller Träume, ach! Träume, Träume! Riesige Ausstellungen, philanthropische Künstlergenossenschaften, Gründungen von Künstlerkolonien im Süden Frankreichs.“
Die leidenschaftlichen Diskussionen fanden in den Ateliers oder in Cafés statt, mit Pissarro, Gauguin, Signac, Seurat, manchmal auch Degas. Überwiegend gehörten die Freunde zum „Kleinen Boulevard“, aber so klar war die Trennung zu den Impressionisten nicht, die zum „Großen Boulevard“ gezählt wurden: Monet, Renoir, Pissarro, Sisley… Sie hatten gemeinsam in der Öffentlichkeit eine Außenseiterposition zu den Malern, die im offiziellen „Salon“ ausstellten. Vincent malte Blumenstillleben, Landschaftsbilder, Selbstbildnisse. Mit Bernard tauscht er Bilder aus, so dass der Kritiker Albert Aurier, als er Bernards Atelier besuchte, auf Vincent aufmerksam wurde.
Im Winter 1886 zogen die Brüder in eine größere Wohnung am Montmartre (54 Rue Lépic). Theo freute sich über seinen Bruder, an Moe schrieb er: „Wir mögen unsere neue Wohnung sehr. Sie würden Vincent nicht wiedererkennen, so sehr hat er sich verändert; die anderen finden das noch mehr als ich. Er hat sich einer Operation im Mund unterzogen, er hatte fast alle Zähne verloren, denn er hatte einen kranken Magen. Der Arzt bezeichnet ihn als geheilt. Er macht in seiner Arbeit fantastische Fortschritte und fängt an, Erfolg zu haben. Er malt vor allem Blumen, damit seine Gemälde farbiger werden. Er hat noch nichts verkauft, aber er tauscht seine Gemälde gegen andere. Dem verdanken wir, dass wir eine schöne Sammlung von einigem Wert haben. Er ist viel fröhlicher als früher, und die Leute mögen ihn hier. Zum Beweis: Es vergeht fast kein Tag, an dem er nicht in das Atelier von bekannten Malern eingeladen wird oder dass sie zu ihm kommen. Er hat Freunde, die ihm jede Woche eine Menge Blumen schicken, die er als Modell nimmt. Wenn das so weitergeht, werden seine Schwierigkeiten bald vorbei sein. Er wird in der Lage sein, sich allein durchzuschlagen.“ Vincent gelang es, Gemälde seiner Freunde zu verkaufen.
Vincent zog 1887 trotzdem aus. Viviane Forrester vermutet, dass dieser Schritt mit Theos Beziehung zu Johanna Bonger (1862–1925) zusammenhing, der Schwester des gemeinsamen Freundes Andries Bonger. Theo und Jo werden sich erst im Januar 1889 verloben und drei Monate später heiraten, aber Theo verliebte sich schon 1887 hoffnungsvoll in sie. Jo bekam nach dem Tod der beiden Brüder van Gogh herausragende Bedeutung, denn sie sorgte für das Bekanntwerden der Bilder und gab die erste Briefsammlung heraus, weil sie für Theos Sohn die Erbschaft verwaltete.
Ein Brief, den Theo van Gogh der Schwester Wil schrieb, macht deutlich, wie schwer ihm die Trennung von seinem Bruder fiel:
„Paris 24. und 26. Februar 1888
Liebe Wil,
Seit langer Zeit schon wollte ich Dir schreiben, und ich tue das jetzt, weil ich dir erzählen muss, dass ich wieder allein bin. Vincent ging letzten Sonntag Richtung Süden, zuerst nach Arles, um sich zu orientieren, und dann wahrscheinlich nach Marseille. Die neue Schule von Malern versucht vor allem, Licht und Sonne in Malereien zu bekommen, und Du kannst gut verstehen, dass die grauen Tage zuletzt wenig Material für Motive geliefert haben. Darüber hinaus hat die Kälte ihn krank gemacht. Die Jahre von so viel Sorge und Widrigkeit haben ihn kein bisschen kräftiger gemacht, und er fühlte ein eindeutiges Bedürfnis nach eher milderer Luft. Eine Fahrt von einer Nacht und einem Tag und man ist dort, so war die Versuchung groß, und entsprechend entschied er sich rasch, dahin zu fahren. Ich glaube, es wird ihm auf jeden Fall guttun, zugleich physisch und für seine Arbeit. Als er vor zwei Jahren hierher kam, hätte ich nie gedacht, dass wir einander so verbunden sein würden, denn jetzt ist da eindeutig eine Leere, wo ich wieder allein in meiner Wohnung bin. Wenn ich jemanden finde, will ich mit ihm leben, aber es ist nicht leicht, jemanden wie Vincent zu ersetzen. Es ist unglaublich, wie viel er weiß und welch eine klare Sicht er von der Welt hat. Deshalb bin ich sicher, dass er sich einen Namen machen wird, wenn er noch eine gewisse Zahl von Jahren zu leben hat. Es geschah durch ihn, dass ich mit vielen Malern in Kontakt kam, die ihn sehr hoch schätzten. Er ist einer der Meister von neuen Ideen, das heißt, es gibt nichts Neues auf dieser Welt und deshalb wäre es korrekter, von der Wiederherstellung alter Ideen zu sprechen, die durch den Alltagstrott korrumpiert und klein gemacht worden sind. Zudem hat er so ein großes Herz, dass er ständig bemüht ist, für Andere etwas zu tun, unglücklicherweise für jene, die ihn nicht verstehen können oder wollen.“
Erster Plan
Der Umzug in den Süden nach Marseille reizte Vincent wegen des Lichtes: „... das ist die Sonne, die niemals in uns eingedrungen ist, uns andere aus dem Norden“. Das Licht war seit der Japanmode sein spezielles Thema, weswegen die Bretagne als Ziel weniger in Frage kam, obwohl er dort Freunde hatte. Aber nicht nur wegen des Lichtes, auch nicht nur wegen der Freunde, sondern ganz besonders wegen seines Vorbildes Adolphe Monticelli (1824–1886).
Monticelli war ein Schüler von Felix Ziem (1821–1911), der durch die Gruppe von Barbizon beeinflusst wurde und zeitweilig in Paris lebte. Ab 1849 hatte er einen Wohnsitz auf dem Montmartre in Paris (in der Rue Lépic, wie sie später heißt und wo Theo mit Vincent wohnen wird) und ab 1853 in Barbizon. Feliz Ziem befreundete sich mit Théodore Rousseau (1812 in Paris – 1867 in Barbizon) und Jean François Millet (1814 in Gréville-Hague – 1875 in Barbizon), den beiden Vorbildern von Vincent seit dem Internat. Der inspirierende Orientalismus hatte auch Ziem erfasst. Er gilt als Vorläufer des Impressionismus.
Zweiter Plan
Das „Atelier des Südens“ sollte in Vincents Vorstellung mehr als eine Malerkolonie sein, nämlich ein Phalanstère (Phalansterium) nach den Vorstellungen von Fourier, denn das ist eine Arbeits- und Lebensgemeinschaft von Gleichgesinnten zum gemeinsamen Nutzen. Für den frühen Sozialisten Charles Fourier, der von Karl Marx als Utopist abgestempelt wurde, war es beides: eine Kolonie und eine kämpfende Gemeinschaft für eine bessere Gesellschaft als die kapitalistische, deren „anarchische Industrie“ und „Kommerz des Handels“ er ablehnte. Vincents Atelier des Südens sollte ein Projekt sein, in dem gemeinsam und gleichberechtigt gearbeitet und verkauft, der Erfolg gleichverteilt und nach den eigenen Bedürfnissen gelebt wird. Das war sein Verständnis von Sozialismus. Gauguin würde kommen, der Versuch startete erstmal zu zweit, aber er wurde konsequent verfolgt. Bernard hatte zugesagt, dass er auch dabei sein würde. Ein Anfang war gemacht, Vincent begann allein, hatte Kontakte zu Malern in der Umgebung und war euphorisch.
Dritter Plan
Vincent van Gogh wusste, dass sein Bruder lieber heute als morgen bei seinen Arbeitgebern aufhören wollte und einen Grundstock an Bildern besaß, der für eine eigene Firma ausreichte. Er selbst hielt sich ebenfalls für kompetent und fühlte sich auch in der Lage zu verkaufen: „Mein lieber Bruder, wäre ich durch diese dreckige Malerei nicht so verrückt und vernarrt, was für einen Kaufmann würde ich gerade mit den Impressionisten abgeben.“ Der Plan ging von drei Standorten aus: Paris mit Theo, Marseille mit Vincent, London mit Hermanus Tersteeg, dem Nachfolger von Theo bei Goupil & Co. Er hoffte, dass Tersteeg sich von Theo überzeugen lassen würde, schlug vor, ihn nach Paris einzuladen und durch die Ateliers der Malerfreunde zu führen. Dann würde Tersteeg erfahren, welch ein Maler Vincent ist. Eine alte Wunde würde sich schließen. Es wäre eine Rehabilitierung auch den Onkeln gegenüber. Er entwarf einen Brief, den Theo an Tersteeg schickte. Am 19. Februar 1888 reiste er in das südfranzösische Arles.

### Arles

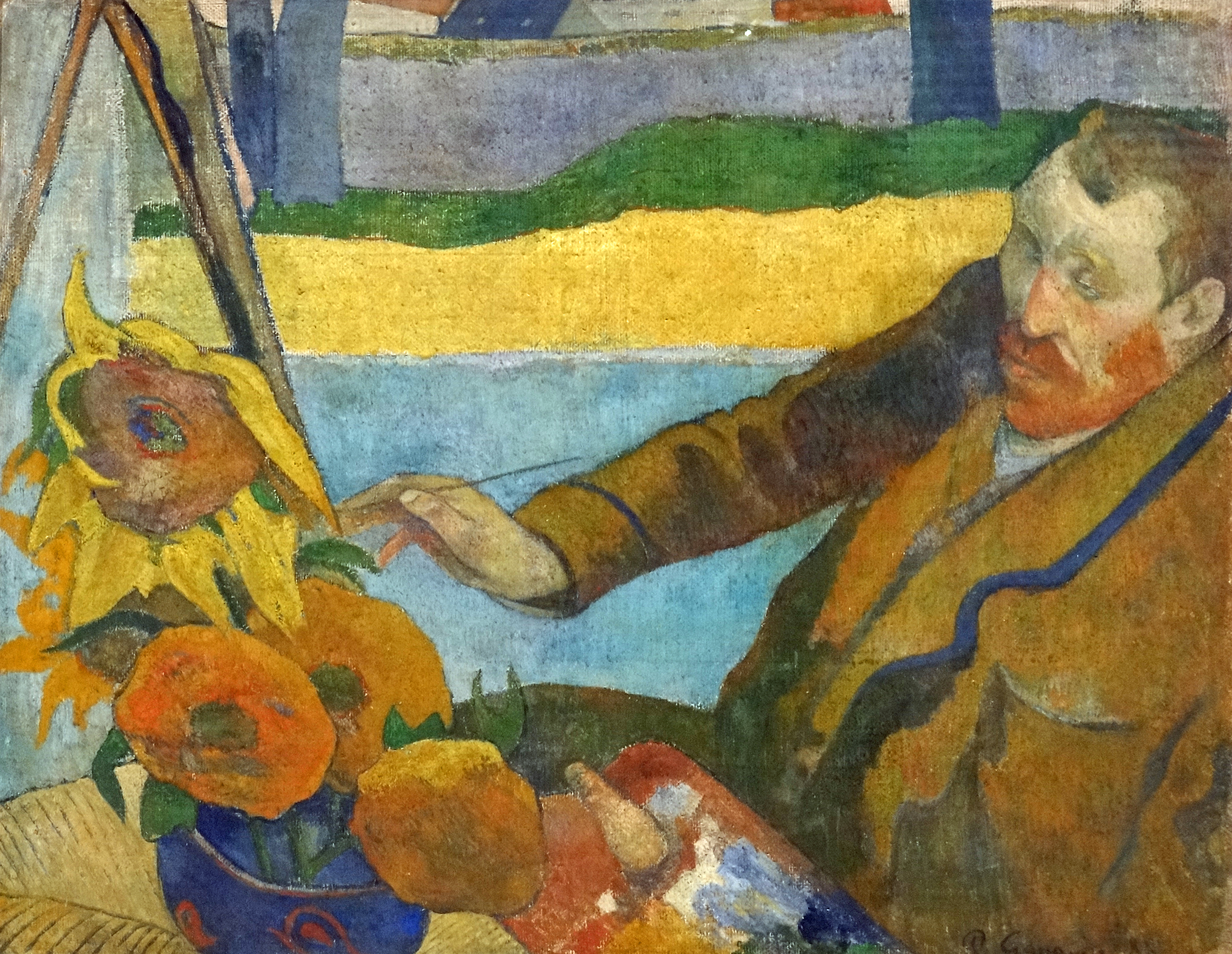
Paul Gauguin: Vincent van Gogh, Sonnenblumen malend (1888)

Ursprünglich war Arles nur als Zwischenstation auf dem Weg nach Marseille gedacht gewesen. Doch blieb er in diesem Provinznest hängen, weil sein „Atelier des Südens“ dort Gestalt annahm. Der Plan eines Handelsnetzes mit Tersteeg scheiterte, aber bis kurz vor Vincents Selbstmord hatte er die Hoffnung nicht aufgegeben, mit Theo eine gemeinsame Firma zu gründen. Als Kompagnon kam später Andries Bonger ins Gespräch.

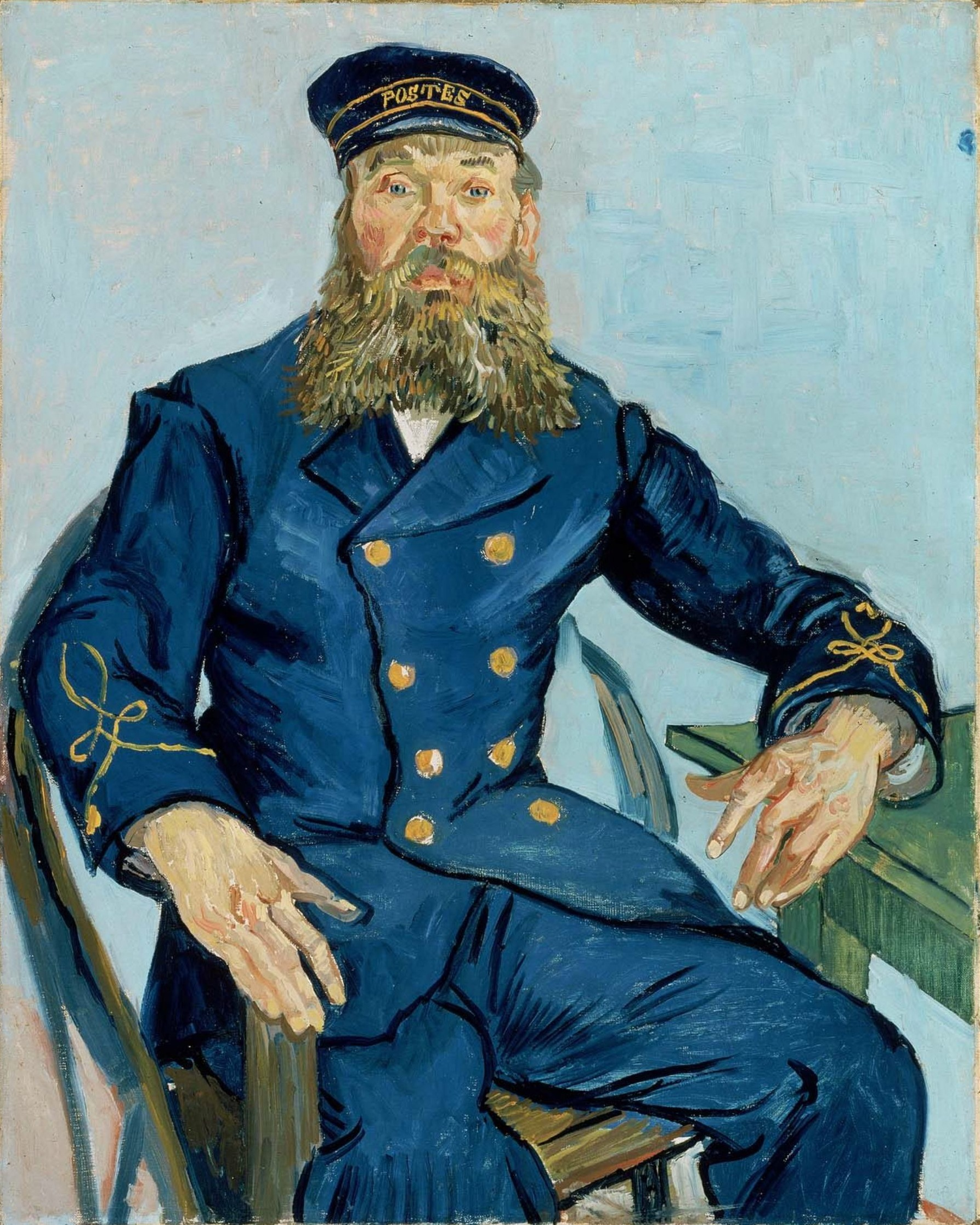
Porträt Joseph Roulin (1888)

Er wohnte zunächst im Hotel Carrel. Im März traf er sich mit dem Maler Christian Mourier-Petersen. Am 15. April bekam er Besuch des amerikanischen Malers Dodge Macknight, den er zweimal in Fontvieille besuchte. Den Kontakt stellte der Freund John Russell her. Mitte Juni gab es eine wichtige Begegnung mit Eugène Boch. Vincent gab Zeichenunterricht an den Zouaven Milliet.
Vom 22. März bis 3. Mai hatte er drei Bilder auf der 4. Ausstellung der Unabhängigen in Paris. Im April mietete er ein Atelier im Gelben Haus, wo er ab September auch wohnte, nachdem er auch noch die anderen Zimmer im Haus gemietet hatte. Dazwischen wohnte er in einem Zimmer im Café von Herrn und Frau Ginoux, die er auch porträtierte. Das Gelbe Haus fiel bei der Befreiung von den Nazis einem Bombardement der US-Armee zum Opfer.
In künstlerischer Hinsicht war der Arleser Aufenthalt besonders produktiv; in sechzehn Monaten schuf van Gogh 187 Gemälde. In Ermangelung von Modellen wandte er sich zunächst der Landschaft zu. Nach der Brücke von Langlois malte er im Frühling eine Serie blühender Obstgärten und andere Motive aus der Umgebung von Arles. Vom 30. Mai bis 4. Juni machte van Gogh einen Ausflug in die Camargue ans Mittelmeer nach Saintes-Maries-de-la-Mer, von wo er unter anderem die Skizzen für das später angefertigte Gemälde Fischerboote am Strand von Les Saintes-Maries mit nach Hause brachte.
Große Sympathie brachte er Eugène Boch entgegen, den er porträtierte. Auch zu Arleser Mitbürgern entwickelten sich Kontakte, die sich in Porträts niederschlugen. Von besonderer Bedeutung war die Freundschaft mit dem Postmeister Joseph Roulin. Van Gogh malte sämtliche Mitglieder der fünfköpfigen Familie Roulin mehrfach, darunter den Postmeister allein sechsmal.
Nachdem er im September seine Wohnung fertig möbliert hatte, konnte van Gogh daran denken, einen lang gehegten Traum zu verwirklichen: Das Atelier des Südens, in dem Künstler gemeinsam lebten und arbeiteten. Einzig Paul Gauguin erklärte sich jedoch nach langem Zögern bereit zu kommen, nachdem Theo van Gogh ihm die Übernahme der Reisekosten sowie eine monatliche Unterstützung zugesagt hatte. Van Gogh sah dem Eintreffen Gauguins sowohl freudig als auch mit Anspannung entgegen. Um den Kollegen zu beeindrucken und das für ihn gedachte Zimmer auszuschmücken, malte er in kurzer Zeit zahlreiche Bilder, darunter die bekannten Sonnenblumenbilder. Er malte auch deshalb unermüdlich, um Theo, in dessen Schuld er sich fühlte, einen Gegenwert für die zusätzlichen Kosten bei der Hauseinrichtung zu bieten. Vor Gauguins Ankunft klagte van Gogh über gesundheitliche Probleme durch Erschöpfung.
Am 23. Oktober traf Gauguin in Arles ein; Emile Bernard zögerte noch. Theo freute sich und schrieb: „Ich bin sehr zufrieden, dass Gauguin mit Dir zusammen ist... Nun, in Deinem Brief, sehe ich, dass Du krank bist und Dir eine Menge Sorgen machst. Ich muss Dir ein für alle Mal etwas sagen. Ich sehe es so, dass die Sache mit dem Geld und dem Verkauf von Bildern und die ganze finanzielle Seite nicht existiert, oder dass sie vielmehr wie eine Krankheit existiert. Du sprichst von Geld, das Du schuldest und das Du mir zurückgeben willst. Das kenne ich nicht. Das, wovon ich möchte, dass Du es erreichst, das wäre, dass Du niemals Sorgen haben sollst. Ich bin gezwungen, für Geld zu arbeiten ...“
Allerdings war es ein Konkurrenzverhältnis zwischen zwei eigenwilligen und emotionalen Menschen, von denen mindestens Gauguin egozentrisch und berechnend war. Aufbrausend und von der eigenen Malerei überzeugt waren beide. Aber Vincent war bereit, die monatliche Zuwendung (150 Francs) von Theo und das Haus gleichberechtigt zu teilen. Sie malten nebeneinander dieselben Motive und auf Vincents Wunsch hin jeder ein Selbstporträt. Auch die Maler Laval und Bernard, die beide zum engen Freundeskreis der „Schule“ zählten, aber noch nicht in Arles waren, malten ein Selbstbildnis für Vincent. Dieser war begeistert von der Qualität der Bilder und machte Theo Hoffnung, sie würden „besser und verkäuflicher“.
Im Oktober 1888 verkaufte Theo van Gogh ein Bild von Corot und ein Selbstbildnis von seinem Bruder an eine Londoner Galerie und bestätigte die Bezahlung. Darauf wies M. E. Trabault bereits 1967 hin, wie Viviane Forrester schreibt. Trotzdem findet diese Tatsache keine Beachtung, obwohl sie zeigt, dass Vincents Bilder schon zu seinen Lebzeiten Käufer fanden.
Am 1. und 2. November 1888 schrieben Vincent van Gogh und Paul Gauguin einen Brief an ihren gemeinsamen Freund Emile Bernard, der im Jahr 2020 für 210.600 € versteigert wurde, weil es der einzige Brief von beiden Malern zusammen ist. Er macht deutlich, dass sie zu diesem Zeitpunkt noch einer Meinung waren, gemeinsam arbeiteten und die Zukunft planten.
Vincent schrieb: „Außerdem denke ich, dass es Dich nicht sehr verblüffen wird, wenn ich Dir sage, dass unsere Diskussionen dahin gehen, das schreckliche Thema eines Zusammenschlusses bestimmter Maler zu behandeln. Dieser Verein, soll oder kann er ja oder nein einen kommerziellen Charakter haben. Wir sind noch nicht zu irgendeinem Ergebnis gelangt und haben überhaupt noch nicht den Fuß auf einen neuen Kontinent gesetzt. Also ich, der ich eine Ahnung von einer neuen Welt habe, der ich gewiss an die Möglichkeit einer gewaltigen Renaissance der Kunst glaube. Der ich glaube, dass diese neue Kunst die Tropen zur Heimat haben wird. Ich glaube, dass wir selbst nur zu Vermittlern dienen werden. Und dass es erst eine folgende Generation sein wird, der es gelingen wird, in Frieden zu leben. Letztlich wird all das, werden unsere Aufgaben und unsere Möglichkeiten des Handelns uns nur durch das Experiment klarer.“ Gauguin fügte hinzu: „Seine Vorstellung von der Zukunft einer neuen Generation in den Tropen scheint mir als Maler absolut richtig und ich verfolge weiter die Absicht, dorthin zurückzukehren, wenn ich die Mittel dazu finden werde. Wer weiß, mit etwas Glück?“
Zu diesem Zeitpunkt war der Diskussionsstand von den beiden Malern eindeutig, dass ihr Atelier des Südens in die Tropen weiterziehen sollte. Nach der Etappe Arles würde Vincent vielleicht erst noch Marseille aufsuchen, aber auf jeden Fall Gauguin in die Tropen folgen. So steht es dort geschrieben. Paul Gauguin kam gerade aus einer Künstlerkolonie in der Bretagne, die er mit aufgebaut hatte, und wollte am liebsten in die Tropen zurück, wo er schon gemalt hatte. Beim vorigen Mal war er nicht allein gefahren, sondern mit einem Freund. Vincent van Gogh war bereit mitzugehen, um seinen Traum zu realisieren, der jetzt ganz nah war.
Schon wenig später war die Beziehung der beiden schwierigen Charaktere von Konflikten belastet. Noch Mitte Dezember besuchten sie jedoch gemeinsam das Museum Fabre in Montpellier, wo sie auf Bilder von Delacroix stießen, die Vincent schockierten. Delacroix hat seinen Mäzen Bruyas mehrfach gemalt, auf einem Bild tritt der Maler als selbstbewusster Künstler dem Mäzen mit Knecht und Hund entgegen. Das Bild zeigt Bruyas schwarzgekleidet in Trauer oder Verzweiflung und ist wie ein Spiegel, der Vincent vorgehalten wird. Er schrieb an Theo: „Das ist ein Herr mit rotem Bart und Haaren, der verteufelte Ähnlichkeit mit Dir oder mir hat und mich an dieses Gedicht von Musset denken lässt: Überall wo ich die Erde berührt habe, kam, um sich in unsere Nähe zu setzen, ein schwarzgekleideter Unglücklicher, der uns wie ein Bruder anschaute.“
Und er bat Theo van Gogh um eine Lithografie eines weiteren Werkes von Delacroix, „weil es mir scheint, dass eben diese Gestalt mit dem schönen Porträt von Brias etwas zu tun haben muss.“ Es ist das Bild von Tasso im Gefängnis der Verrückten: Le Tasse dans la prison des fous.
In dieser Situation im Museum tauchte der schwarzgekleidete unglückliche Bruder auf, der totgeborene Vincent der Erste, von dem Vincent seit seiner Kindheit verfolgt wurde, weil er selbst nur sein Ersatzmann Vincent der Zweite war. Und er erkannte seine Verzweiflung. Er sah auf dem Bild von Delacroix eine Allegorie für die Situation in Arles: Der Künstler Gauguin begrüßt stolz, fast hochmütig den steifen Händler Theo, hinter dem der gebeugte Bruder Vincent dienert.
Die Verzweiflung sollte sich noch verstärken, denn Theo plante eine Reise nach Holland, um der Familie seine zukünftige Frau vorzustellen. Theo war jetzt die einzige nahe Person, die ihm blieb, denn Gauguin war auf dem Absprung nach Paris, wo Theo Bilder von ihm verkauft hatte. Vincent geriet bei jedem Schritt, mit dem Theo sich weiter von ihm entfernte, in eine Krise, weil er Angst vor der Trennung hatte, die er als Fallen-gelassen-werden empfand. Vgl. Viviane Forrester

#### Selbstverstümmelung des Ohrs

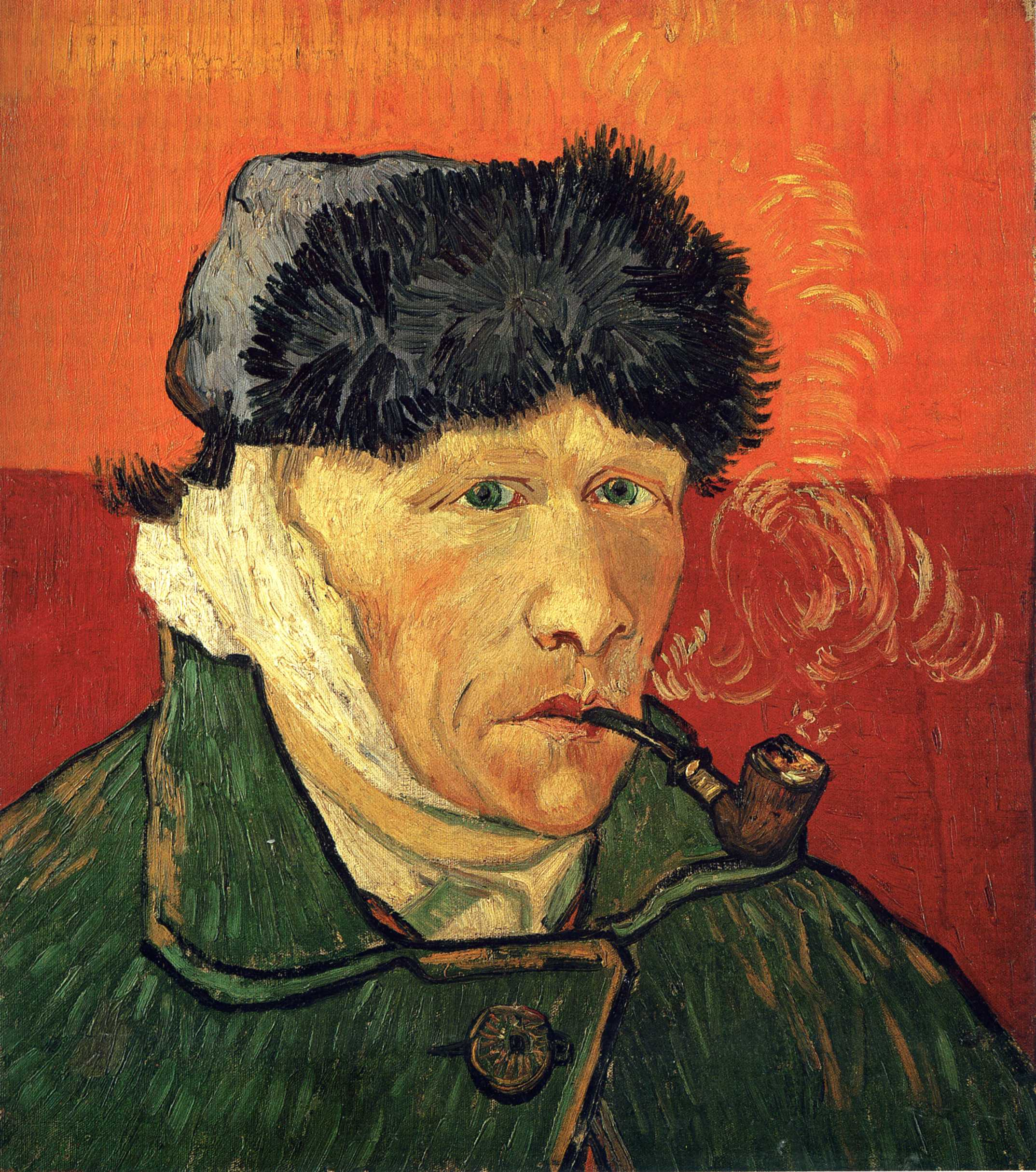
Selbstporträt mit verbundenem Ohr und Pfeife (1889)

Am 23. Dezember 1888 endet das Zusammenleben mit Gauguin. Nach Zeitungsberichten aus Arles schnitt sich Vincent gegen 23:30 selbst das Ohrläppchen oder einen größeren Teil seines linken Ohrs ab. In den meisten Biographien wird davon ausgegangen, dass es nicht das ganze Ohr gewesen sein kann, da Vincent sonst verblutet sein müsste. Dennoch zeigen neue Erkenntnisse, insbesondere eine Zeichnung des behandelnden Arztes, welche erst 2016 wiederentdeckt wurde, dass tatsächlich das ganze Ohr abgetrennt wurde. Der Bericht, dass er nur ein kleines Stück Ohrläppchen verletzte, könnte eine nachträgliche Falschmeldung durch Jo Bonger sein, um das Bild der Familie aufzubessern.
Die übliche Darstellung der Ereignisse besagt, dass Vincent überarbeitet, überreizt, angetrunken und von Paul Gauguin genervt zur Selbstverstümmelung ansetzte. Nach Gauguins Darstellung soll dies während eines heftigen Streits zwischen ihm und Vincent geschehen sein, in dem Vincent ihn attackierte. Diese These wird auch vom Van Gogh Museum in Amsterdam vertreten. Vincent habe erst Gauguin im Wahn mit einem Rasiermesser bedroht und sich dann selbst verletzt. Einige Autoren widersprechen Gauguins Darstellung und sehen diese als Versuch, seine abrupte Abreise aus Arles zu rechtfertigen. Auch die Verlobung von Theo wird als möglicher Grund für die Selbstverstümmelung genannt. Eine neuere, nicht unumstrittene Interpretation der Ereignisse vermutet, dass Gauguin Vincent das Ohr abgeschnitten habe. Provoziert durch sein Verhalten könnte er zum Degen gegriffen haben, und anschließend, um der Strafverfolgung zu entgehen, die Lüge gestreut haben, dass Vincent dies im Wahn selbst getan hätte.
Vincent nahm das abgeschnittene Stück Ohr zu einem Bordell mit und überreichte es seiner Lieblingsprostituierten namens Rachel und trug ihr auf, auf den Gegenstand sorgfältig aufzupassen. Nachdem sie erkannte, worum es sich handelt, fiel sie in Ohnmacht. Die wahre Identität der Prostituierten wurde erst 2016 bekannt. Die Empfängerin des Ohrs war in Wirklichkeit die 18-jährige Gabrielle Berlatier, die wegen Arztkosten hoch verschuldet und gezwungen war, dies durch Arbeit im Bordell auszugleichen. Das Ohr übergab sie wenige Tage später dem behandelnden Stationsarzt in Arles. Dieser konservierte es in Alkohol. Der Verbleib ist nicht geklärt. Möglicherweise arbeitete Berlatier außerdem als Reinigungskraft im Café de la Gare, welches Vincent öfters frequentierte, weshalb die beiden sich besser gekannt haben könnten.
Nach dem Vorfall wurde der blutende Vincent von Joseph Roulin nach Hause gebracht. Daraufhin telegraphierte Gauguin die Geschehnisse an Theo, welcher sofort nach Arles aufbrach und die Feiertage mit Vincent verbrachte. Gauguin hatte Arles noch in der Nacht fluchtartig Richtung Paris verlassen. Am nächsten Tag wurde Vincent neben Roulin auch von einem Arzt und weiteren Gästen sowie der Polizei besucht. Er gab an, sich nicht an die Ereignisse der Nacht zu erinnern. Roulin kümmerte sich nach dem Vorfall eine längere Zeit um Vincent, welcher für einige Tage ins Krankenhaus kam.

### Saint-Rémy

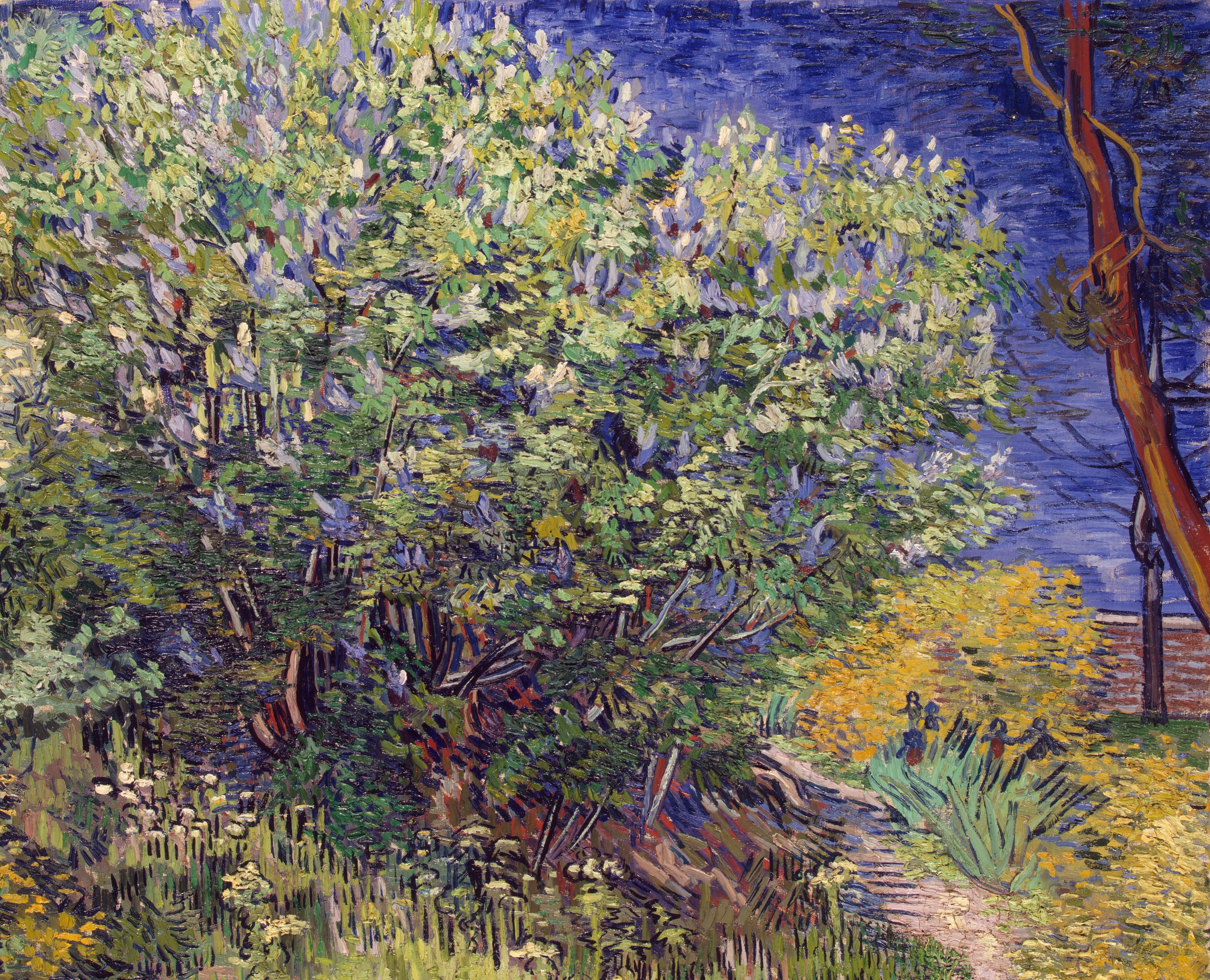
Fliederstrauch (1889)

Am 8. Mai 1889 verließ Vincent Arles mit dem Zug und fuhr in Begleitung von Frédéric Salles, Pastor der evangelisch-reformierten Kirche in Arles, zu der privat geführten Nervenheilanstalt in der Abtei Saint-Paul-de-Mausole, die dort seit der Französischen Revolution in der ehemaligen Klosteranlage aus dem 12. Jahrhundert existierte. Der Direktor der Anstalt, Théophile-Zacharie-Auguste Peyron (1827–1895), vermerkte am 9. Mai, dass der Patient van Gogh unter akuter Manie mit visuellen und auditorischen Halluzinationen leide und sich in der Folge in Arles ein Ohr abgeschnitten habe. Vincent habe ihm berichtet, dass er sich nicht stark genug fühle, eigenständig zu leben, und deshalb freiwillig um die Aufnahme in der Anstalt gebeten habe. Pastor Salles schrieb am 10. Mai an Theo und berichtete über die Reise, was erklären würde, wieso Vincent sich erst am 15. Mai (eine Woche später als üblich) erneut per Brief bei Theo meldete. Hier beschrieb er, wie ihm der Anblick der Mitpatienten helfe, seine eigene Angst zu überwinden. Bis zur Antwort von Theo am 22. Mai verbrachte Vincent seine Zeit im Männerbereich des Gartens der Anstalt, wo ihm andere Patienten bei der Arbeit zusahen. Es war Vincent anfangs nicht gestattet, das Gelände der Anstalt zu verlassen. In diesen Tagen begann er etwa die Arbeit am Fliederstrauch. Theo erkundigte sich in seinem Brief an Vincent über die Behandlung, die Verpflegung und die Mitpatienten, und ob er schon etwas von der Landschaft gesehen habe.

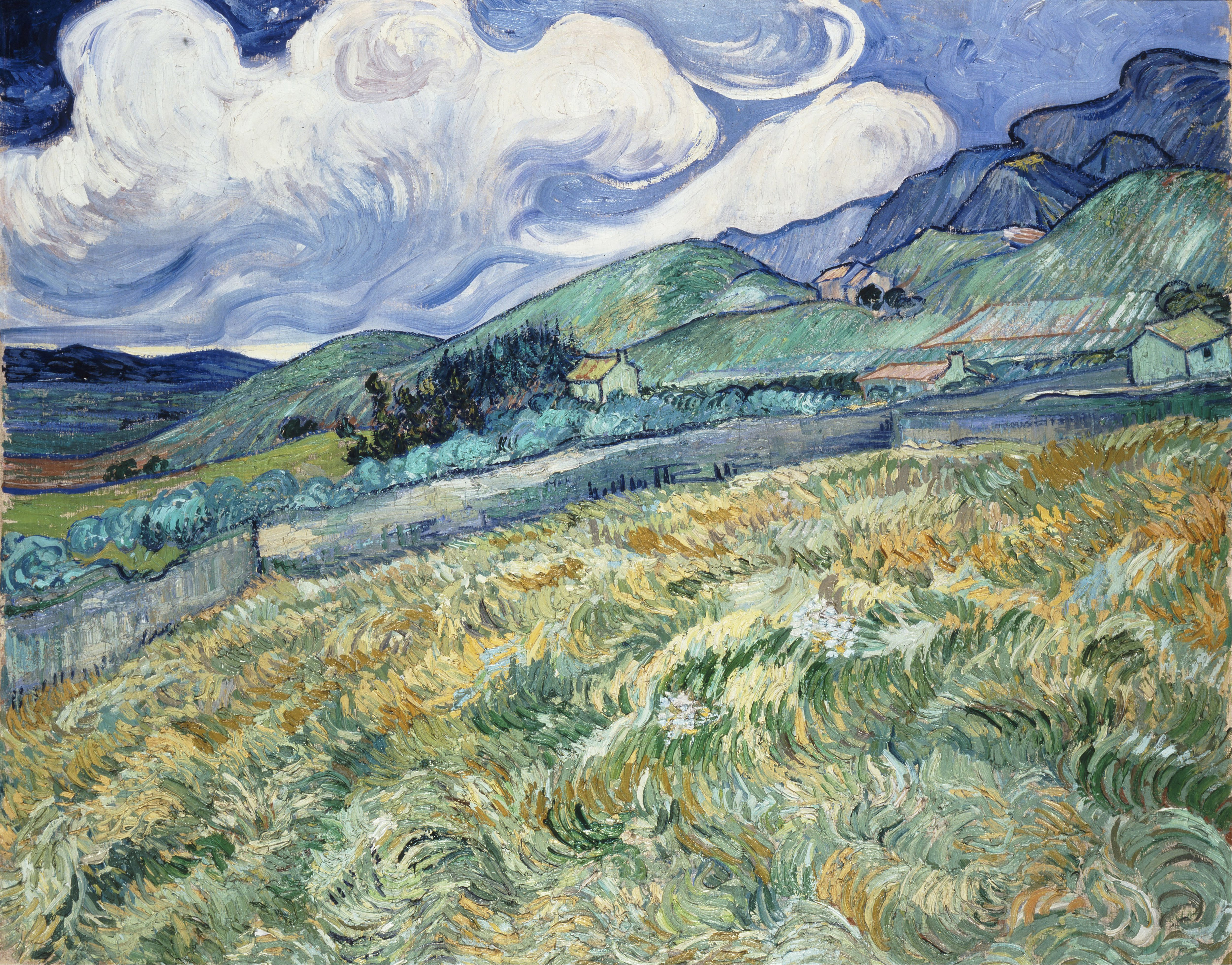
Landschaft von Saint-Rémy (1889)

Vincent antwortete darauf mit einem siebenseitigen Brief inklusive Skizzen. Dort beschrieb er sein Zimmer, berichtete, dass er die Anstalt noch nicht verlassen und daher nicht viel von der Landschaft gesehen habe, und klagte über die Verpflegung: Das Essen schmecke schimmlig, wie aus einem Restaurant mit Kakerlakenbefall. Darüber hinaus täten seine Mitpatienten den ganzen Tag über gar nichts und hätten neben dem geregelten Essensplan keine Ablenkung. Andererseits berichtete Vincent, dass ihm die Beobachtung der Mitpatienten die Angst vor dem Verrücktwerden nehme, und dass sich auch sein Allgemeinzustand verbessere. Dennoch berichtete Vincent erneut von Anfällen mit Halluzinationen sowie Epilepsie. Der Brief erreichte Theo am 23. Mai, woraufhin dieser, besorgt um seinen Bruder, bei Dr. Peyron um eine professionelle Einschätzung bat. Peyron antwortete Theo am 26. Mai und berichtete über eine leichte Verbesserung von Vincents Zustand. Vincent sei ruhig, habe besseren Schlaf und mehr Appetit, was Hoffnung auf vollständige Erholung mache. Dennoch äußerte er die Vermutung, dass der Zustand bzw. sein Anfall durch Epilepsie ausgelöst sein könne, und dass dies eine schlechte Prognose für die Zukunft sei.
Über seine Beziehung zu Peyron schrieb Vincent am 2. Juni an Theo, dass Peyron ihm nichts erzähle und er ihn nichts frage, und dass dies am leichtesten sei. Er bat Theo um weitere Ausstattung zum Malen. Diesem Wunsch schien Theo nachzukommen, da sich Vincent in seinem nächsten Brief am 9. Juni für die Übersendung von Leinwänden, Farben, Tabak und Schokolade bedankte. Er berichtete, dass er nun seit einigen Tagen außerhalb der Mauern der Anstalt arbeite. Dort habe er beispielsweise auch die Landschaft von Saint-Rémy gemalt, wie er am 16. Juni in einem Brief an seine Schwester Wil erwähnte. Am selben Tag erreichte Vincent der erste Brief Theos seit dem 21. Mai, in dem er Vincent riet, mit seinen Werken – zu Gunsten seines Gesundheitszustandes – nicht in mysteriöse Regionen vorzudringen. Vincent antwortete zwei Tage später, dass ihn seine Arbeit, entgegen Theos Befürchtung, ablenke und beschäftige. Darüber habe er nach eigener Aussage Vorkehrungen getroffen, die einen Rückfall unwahrscheinlich machten.

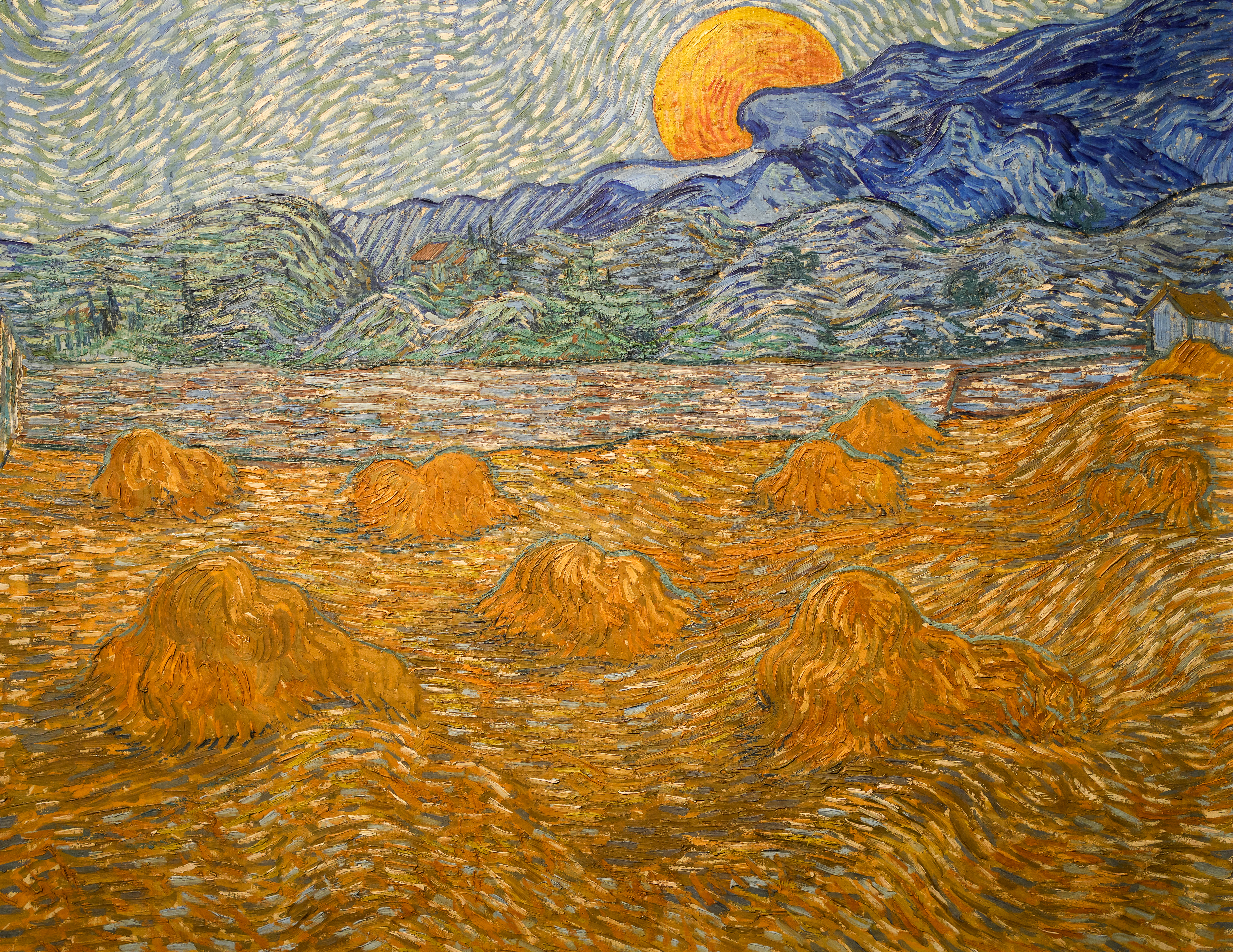
Landschaft mit Weizengarben und aufgehendem Mond (1889)

Am 5. Juli erreichte Vincent ein Brief von Jo, in der diese ihm von ihrer Schwangerschaft berichtete. Das Kind sei ein Junge, und sie hätten sich für den Namen Vincent entschieden. In seiner Antwort am 6. Juli zeigte sich Vincent zuerst erfreut über die Nachricht. Außerdem berichtete er von einem Gespräch mit Dr. Peyron: Dieser habe ihm angeboten, Vincents Möbel, die sich noch in Arles befänden, in der Anstalt zu verwahren, sodass Vincent nicht doppelt zahlen müsse. Weiterhin prognostizierte Dr. Peyron einen Mindestaufenthalt in der Anstalt von einem Jahr, bis Vincent sich als geheilt bezeichnen könne. Am nächsten Tag besuchte Vincent gemeinsam mit einem Mitarbeiter der Anstalt Arles, primär, um seine verbliebenen Werke mit nach Saint-Rémy zu nehmen. Nach seiner Rückkehr malte er weiter Motive aus dem Garten der Anstalt, wie etwa die Landschaft mit Weizengarben und aufgehendem Mond. Außerdem beschäftigte er sich mit der Literatur von William Shakespeare und las zu dieser Zeit die Werke Maß für Maß und Heinrich VIII.
Am 14. Juli schrieb Vincent erneut an Theo. Seine Genesung müsse er langsam und geduldig angehen, um genug Kraft für den Winter zu sammeln, in welchem er seine malerischen Studien aus Arles überarbeiten wolle. Theos Antwort erreichte Vincent am 16. Juli. Er habe einige Werke aus Arles befreundeten Künstlern gezeigt, welche besonders Gefallen an Bildern mit nächtlichen Motiven und Sonnenblumen gefunden hätten. Dem Brief beigelegt waren 100 Francs. Vermutlich am selben Tag erlitt Vincent einen erneuten Anfall, seinen ersten in Saint-Rémy. Der Anfall dauerte über fünf Wochen an. Am 1. August erkundigte sich Theo per Telegramm nach Vincents Gesundheitszustand, welches von Dr. Peyron beantwortet wurde, der nur angab, dass Vincent seit ein oder zwei Tagen etwas krank sei. Vincent erreichten zwei weitere Briefe: am 4. August von Theo und am 16. August von Jo, beide auf Niederländisch statt wie sonst auf Französisch verfasst – vermutlich, um den Inhalt privat zu halten. Darin ermutigten sie Vincent und äußerten sich besorgt hinsichtlich der fehlenden Rückmeldung Vincents. Diese erfolgte erst am 22. August durch einen kurzen, mit Bleistift geschriebenen Brief an Theo. Vincent erzählte von seinem jüngsten Anfall und beschrieb seinen inneren Zustand als ungeordnet. Er bat Theo, an Dr. Peyron zu schreiben und ihm klarzumachen, wie wichtig die Malerei für seine Genesung sei. Vermutlich wollte Dr. Peyron Vincent vom Malen abhalten, nachdem dieser giftige Farben zu sich genommen hatte.

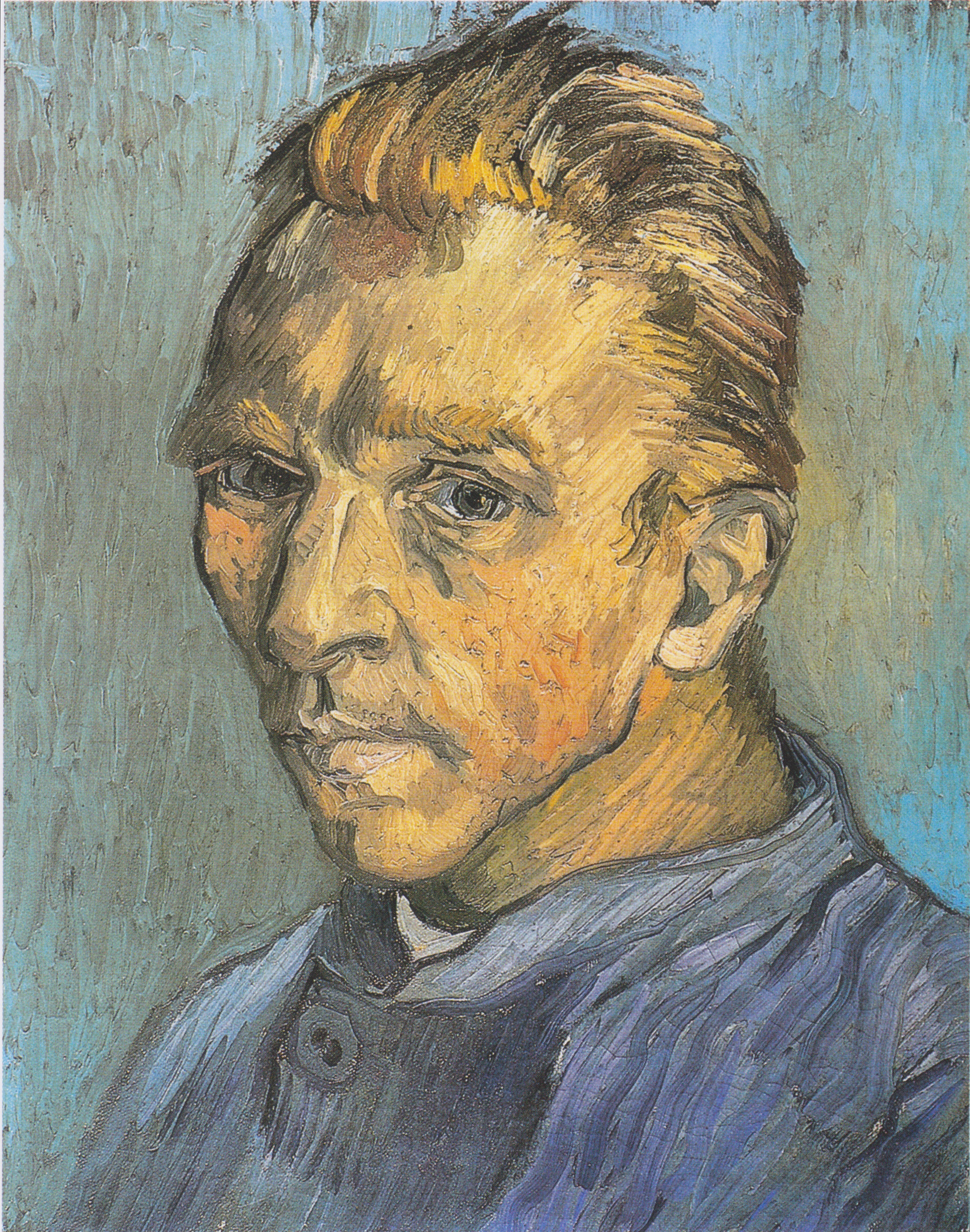
Selbstbildnis ohne Bart, 1889

Eine weitere Krise folgte zu Weihnachten, in deren Verlauf er (ebenso wie während eines weiteren Anfalls Ende des Jahres) versuchte, giftige Farben zu schlucken, was als Suizidversuch gewertet wurde. Danach wagte er sich für Wochen nicht aus dem Haus, malte indes mehrere Selbstporträts. Außerdem setzte er eine Reihe von Gemälden, die er schätzte und als Schwarzweiß-Reproduktionen besaß – vor allem von Delacroix und Millet –, in farbige Gemälde um. Im Frühjahr 1890 kehrte er wieder zum Thema der Schwertlilien zurück.

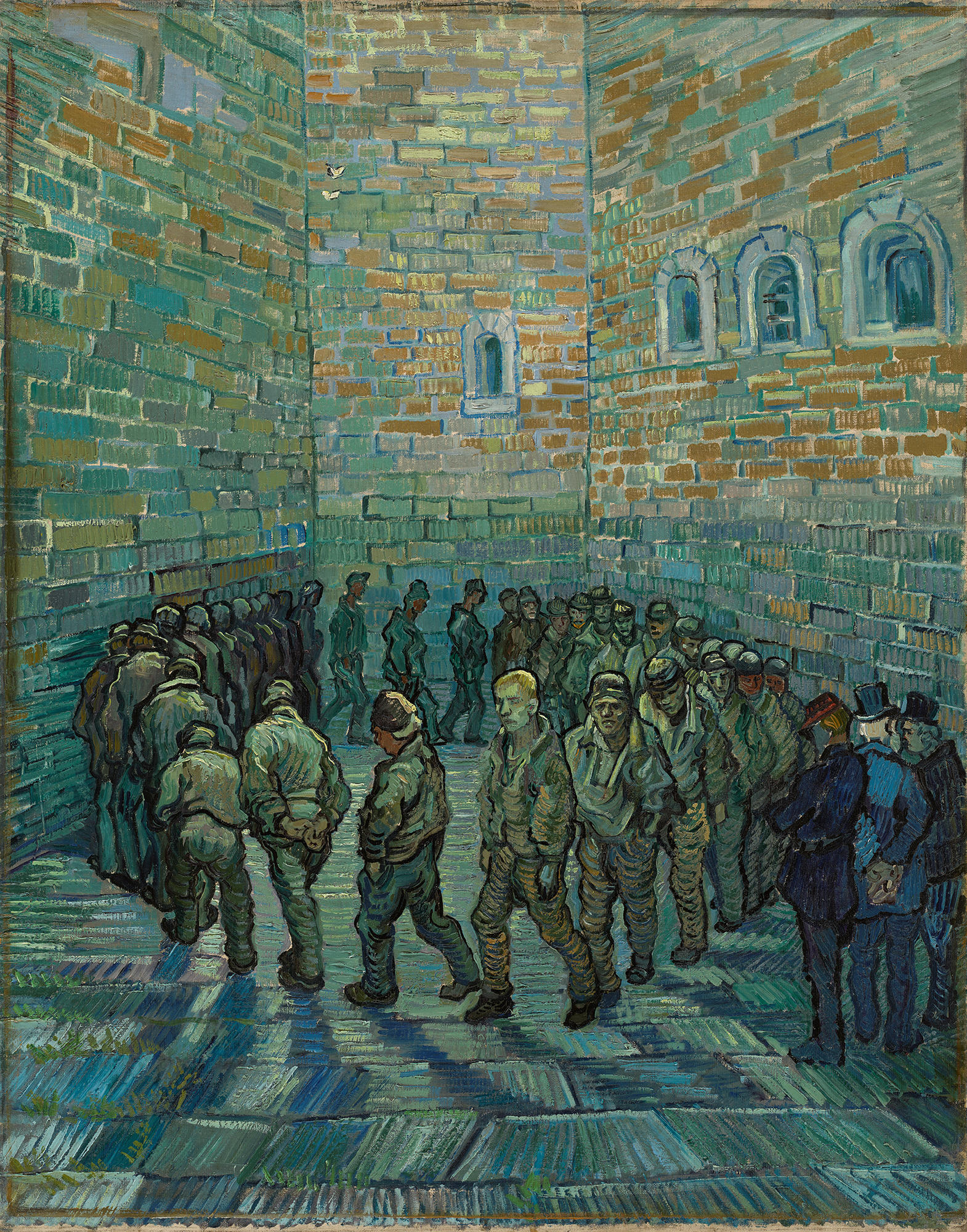
Der Rundgang der Gefangenen (nach Gustave Doré) (1889)

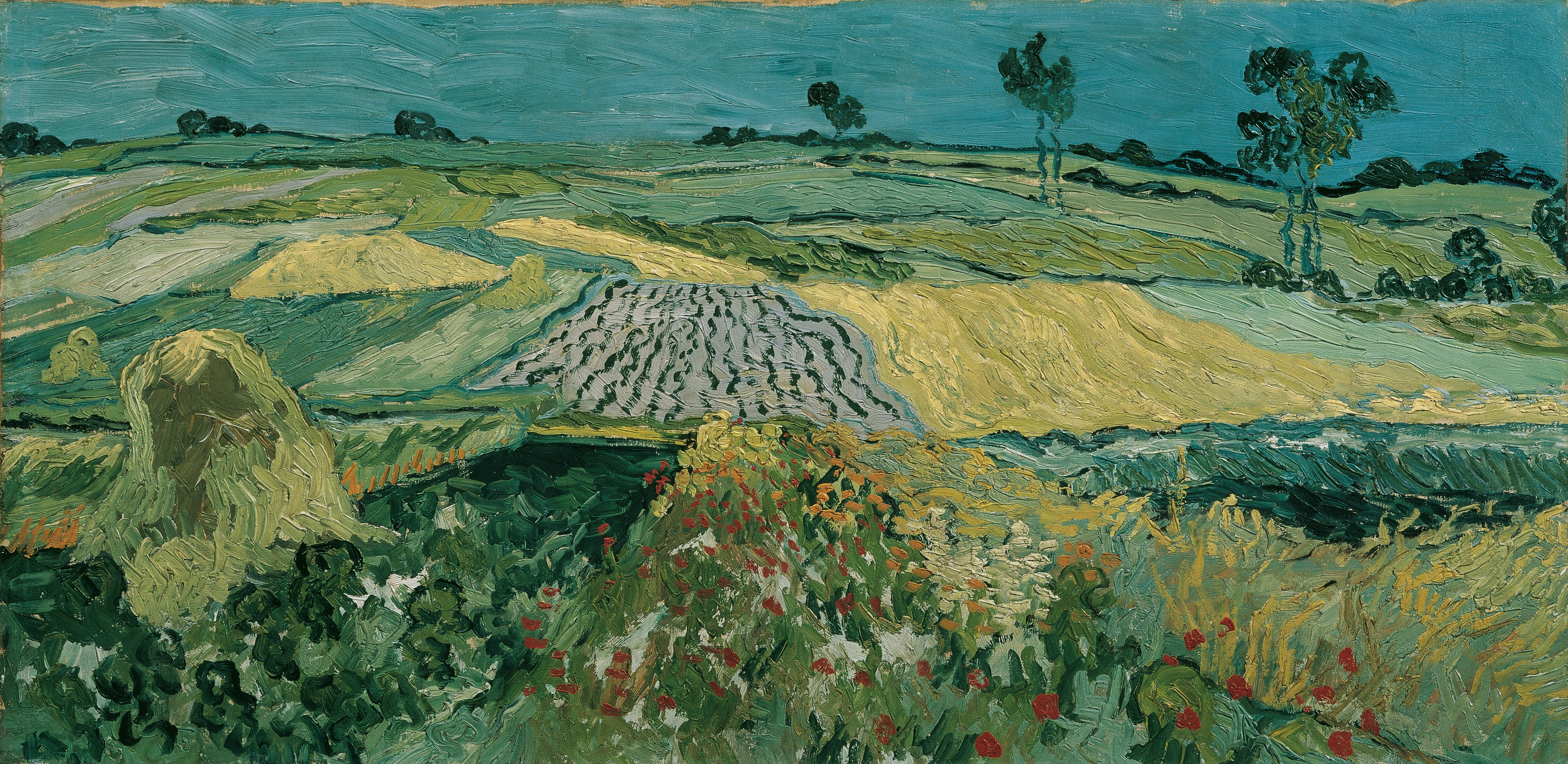
Die Ebene von Auvers, 1890, Belvedere, Wien

Zwischen September 1889 und April 1890 reichte Theo Gemälde van Goghs zu drei namhaften Ausstellungen avantgardistischer Kunst ein. Damit erreichte der Maler erstmals eine breitere Öffentlichkeit. Die Reaktionen waren anerkennend und gipfelten in einem begeisterten Artikel des Kritikers Gabriel-Albert Aurier in einer Kunstzeitschrift. Zudem wurde auf einer der Ausstellungen Anfang 1890 das Bild Die roten Weingärten von Arles van Goghs verkauft – es handelt sich um den einzigen belegten Verkauf aus seiner reifen Periode. Der Maler sah dem nun sich möglicherweise ankündigenden Erfolg eher ängstlich als freudig entgegen. So schien es auf den ersten Blick, weil Vincent das Bild nicht behagte, das Aurier von ihm erstellt hatte: in der Tendenz ein verrücktes Genie. Zugleich wusste er um die Bedeutung des Lobs, schickte Aurier eines seiner Gemälde und schrieb an Theo:
„Erinnerst Du Dich, dass wir damals, als Reid da war, von der Notwendigkeit sprachen, viel zu schaffen? Kurze Zeit später kam ich dann nach Paris und sagte: Ehe ich nicht 200 Bilder habe, kann ich überhaupt nichts machen; was einigen Leuten als zu rasches Arbeiten erscheint, ist in Wirklichkeit das Gewöhnliche, der normale Zustand regelmäßiger Arbeit. Man muss nur begreifen, dass ein Maler genauso arbeiten muss wie z. B. ein Schuster.
Sollte man nicht an Reid oder vielleicht an Tersteeg oder an C.M. ein Exemplar des Aufsatzes von Aurier schicken? Wir müssen das jetzt ausnützen und versuchen, in Schottland etwas unterzubringen, jetzt gleich oder auch später. Ich glaube, Du wirst das Bild, das ich für Aurier bestimmt habe, lieben.“
Schon seit dem Herbst verfolgte van Gogh die Absicht, die Anstalt, in der er sich als ein Gefangener fühlte, zu verlassen und wieder in den Norden zu ziehen. Damit stellte sich die Frage nach einem Ort, an dem er die notwendige Betreuung erhielte. Im Frühjahr 1890 schien die Frage gelöst: In Auvers-sur-Oise, ca. 30 km von Paris entfernt, würde der Kunstfreund und Arzt Paul Gachet sich seiner annehmen.

### Letzte Monate in Auvers sur Oise

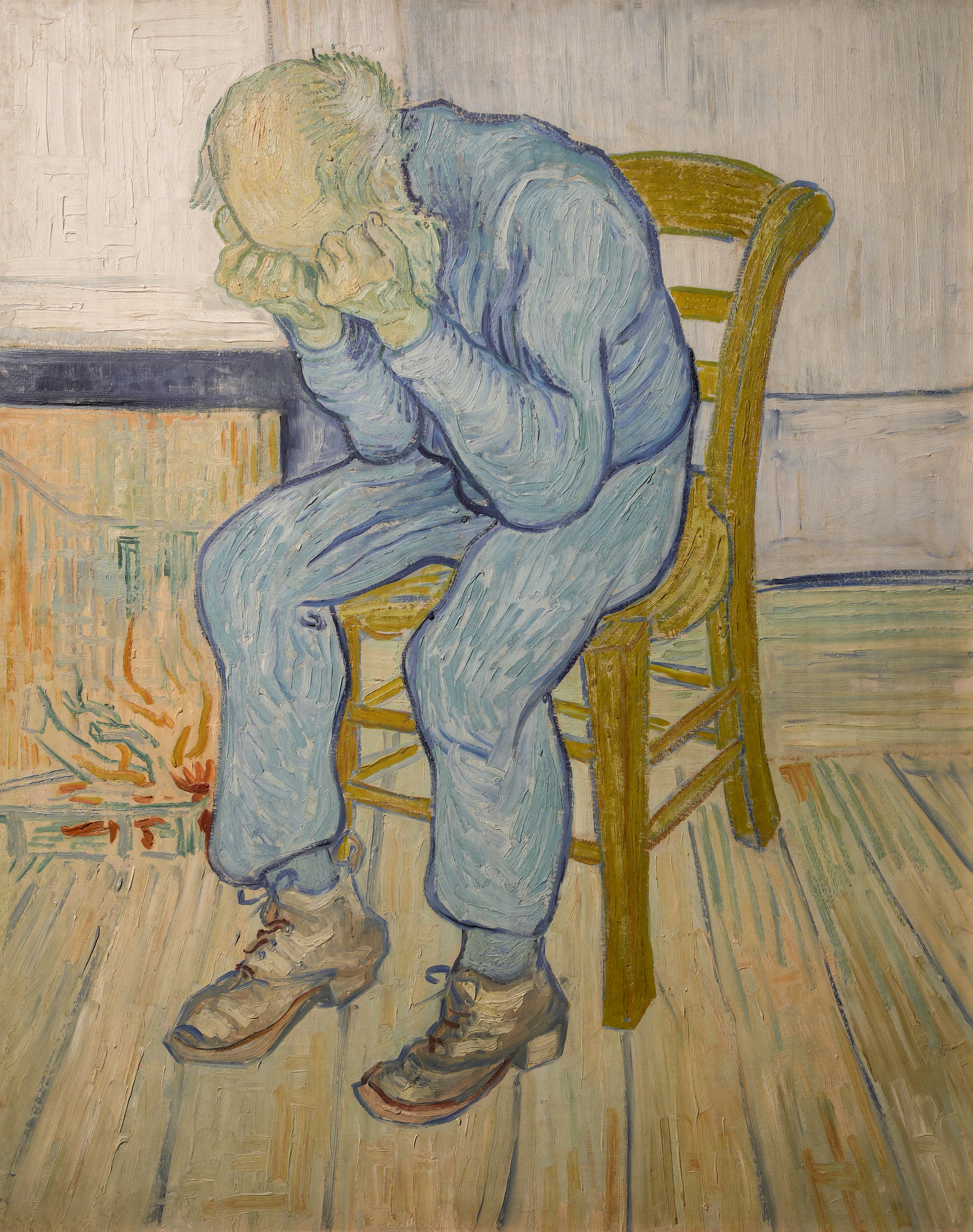
An der Schwelle zur Ewigkeit (Mai 1890)

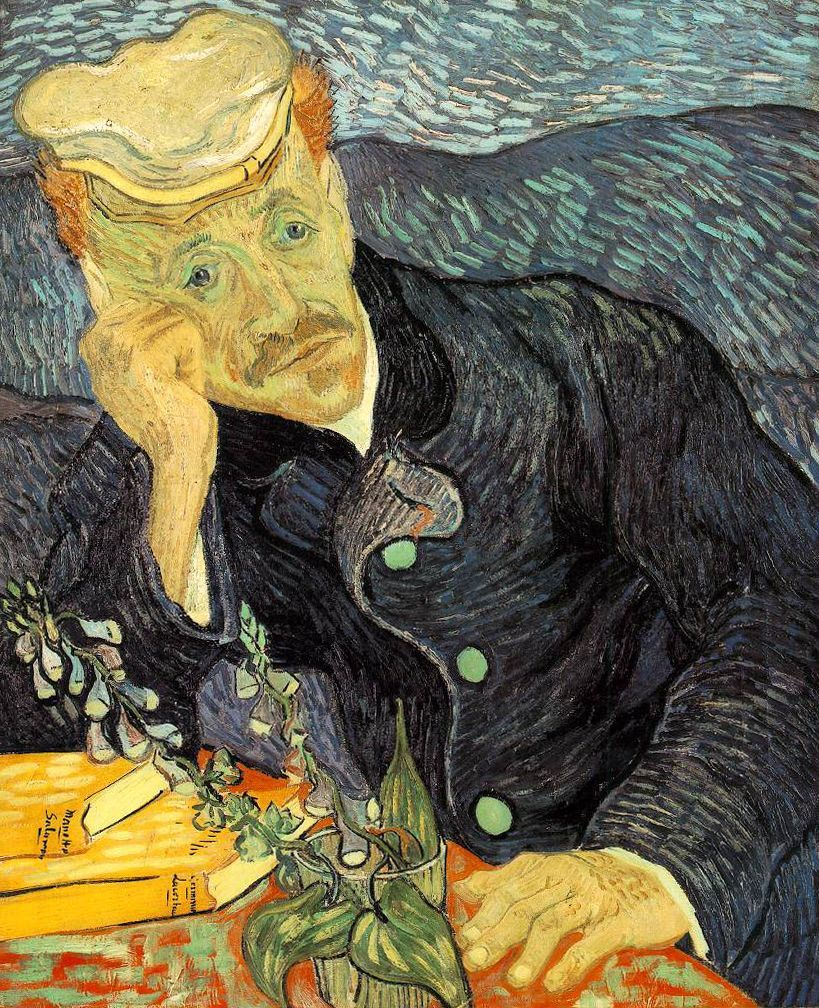
Porträt des Dr. Gachet (Juni 1890)

Das weiße Haus bei Nacht (Juni 1890)

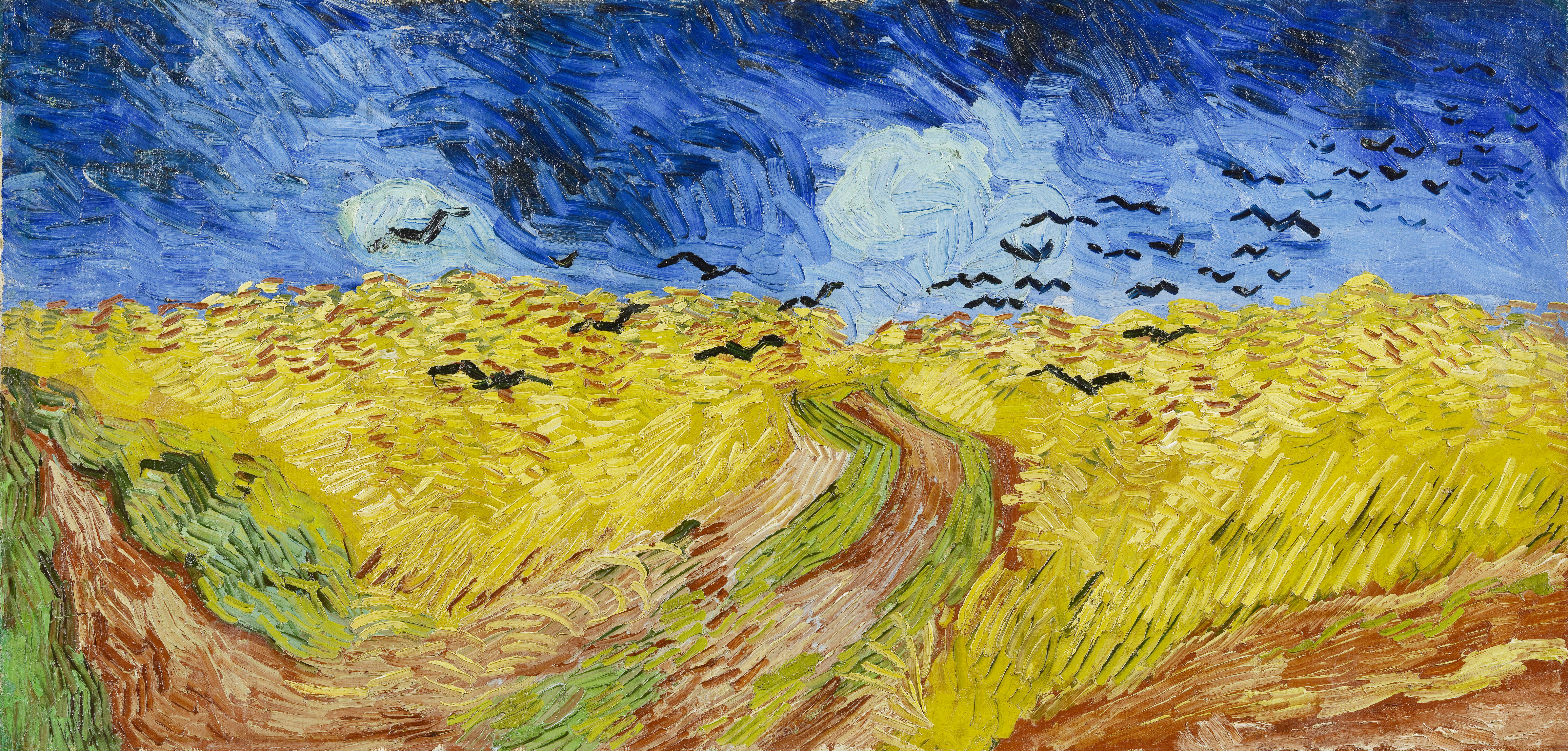
Kornfeld mit Krähen (Juli 1890)

Am 17. Mai 1890 traf Vincent van Gogh in Paris bei seinem Bruder, dessen Frau Jo und dem Ende Januar geborenen, ebenfalls Vincent genannten Sohn ein. Vincent hatte Jo gebeten, einen anderen Namen zu wählen, weil damit ein anderer Vincent für Theo wichtig wurde. Jo hatte Schwierigkeiten mit Vincent. Die Atmosphäre in der Familie war angespannt: Theo hatte Differenzen mit seinen Arbeitgebern und spielte mit dem Gedanken, sich mit einer eigenen Galerie selbstständig zu machen – ein finanzielles Wagnis gerade jetzt, wo er nicht nur für den Bruder, sondern auch für Frau und Kind zu sorgen hatte; zudem war er schon seit geraumer Zeit durch diverse Gesundheitsstörungen beeinträchtigt. Nach drei Tagen reiste Vincent van Gogh nach Auvers zu Dr. Gachet weiter.
Person und Verhalten des Dr. Gachet, von dem sein neuer Patient sagte: „[…] seine Erfahrung als Arzt muss ihn ja schließlich im Gleichgewicht halten bei der Bekämpfung des Nervenübels, an dem er mir mindestens so ernstlich zu leiden scheint wie ich […]“, werden in der Literatur unterschiedlich beurteilt. Heißt es einerseits: „Vincent konnte für seine Krankheit keinen besseren Therapeuten finden“, so gilt er der neueren Forschung eher als Heuchler, der van Goghs Krankheit falsch diagnostizierte, ihn ausnutzte, indem er Bildergeschenke „bestellte“, und ihn möglicherweise letztlich in den Tod trieb. Der Witwer Gachet war mit zahlreichen modernen Künstlern bekannt, darunter Paul Cézanne und Claude Monet, deren Bilder er sammelte, und betätigte sich selber in seiner Freizeit künstlerisch. Van Gogh wohnte im Gasthof, war aber einmal wöchentlich bei dem Arzt, der sich von seiner Malerei sehr angetan zeigte, zum Essen eingeladen.
In Auvers fiel der Maler in einen wahren Schaffensrausch. In 70 Tagen schuf er rund 80 Gemälde und 60 Zeichnungen. Das noch ländliche Auvers mit seinen strohgedeckten Hütten bot ihm zahlreiche Motive. Er malte die Häuser des Dorfes, seine Kirche und die Porträts einiger Bewohner, darunter auch das des Dr. Gachet und dessen Tochter (Mademoiselle Gachet am Klavier). Theo informierte seinen Bruder, dass er seine Stelle bei Boussod kündigen und sich mit Dries Bonger, Jos Bruder, selbständig machen wolle. Er war mit der Bezahlung nicht einverstanden, aber vor allem brauchte er für seine Familie mehr Geld. Er sah die Möglichkeit, mit den modernen Malern viel Geld zu verdienen, die von seinen Chefs verachtet werden. Allerdings brauchte Theo Geschäftspartner zur Finanzierung des Unternehmens und hoffte auf Dries, den Bruder von Jo, der mit seiner Frau im selben Haus eine Wohnung gefunden hatte. Das Zusammenleben unter einem Dach war nicht konfliktfrei. Am Sonntag, den 6. Juli, besuchte Vincent Theo und Dries in Paris, um hoffnungsfroh über Theos neue Perspektive zu reden: ein Gemeinschaftsunternehmen, an dem Vincent beteiligt wäre. Die Frauen mischten sich ein, Dries lehnte ab. Vincent reiste deprimiert am selben Tag ab. Er wollte eigentlich länger bleiben. Das Ehepaar Theo-Jo war sich der Dramatik bewusst und wusste doch keinen Ausweg.
Theo schrieb am 25. Juli an Jo: „Wenn er doch nur jemanden finden würde, der ein paar von ihnen kauft, aber ich fürchte, das könnte noch eine sehr lange Zeit dauern. Aber man kann ihn nicht fallen lassen, wenn er so hart und so gut arbeitet. Wann wird eine glückliche Zeit für ihn kommen? Er ist so durch und durch gut und hat mir so viel geholfen weiterzumachen.“
Jo antwortete am 26. Juli: „Was mag mit Vincent los sein? Sind wir an dem Tag, als er kam, zu weit gegangen? Mein Liebster, ich habe mich fest entschlossen, nie wieder mit Dir zu streiten – und immer zu tun, was Du wünschst.“

### Tod
Am 27. Juli verließ van Gogh seine Herberge mit Staffelei und Farben, um draußen zu malen. Im Laufe des Tages schoss er sich vermutlich selbst im Freien eine Kugel in die Brust, konnte aber noch zum Gasthof zurückkehren. Die Kugel bohrte sich nicht tief in den Körper, sondern prallte an einer Rippe ab und wanderte in den Bauchraum. Das Einschussloch lag direkt unter seinem Herzen. Die beiden herbeigerufenen Ärzte, darunter Dr. Gachet, wollten oder konnten die Kugel nicht entfernen. Theo machte sich früh am 28. Juli auf den Weg von Paris nach Auvers. Vincent van Gogh starb letztendlich nach 30-stündigem Todeskampf am 29. Juli im Beisein seines Bruders.

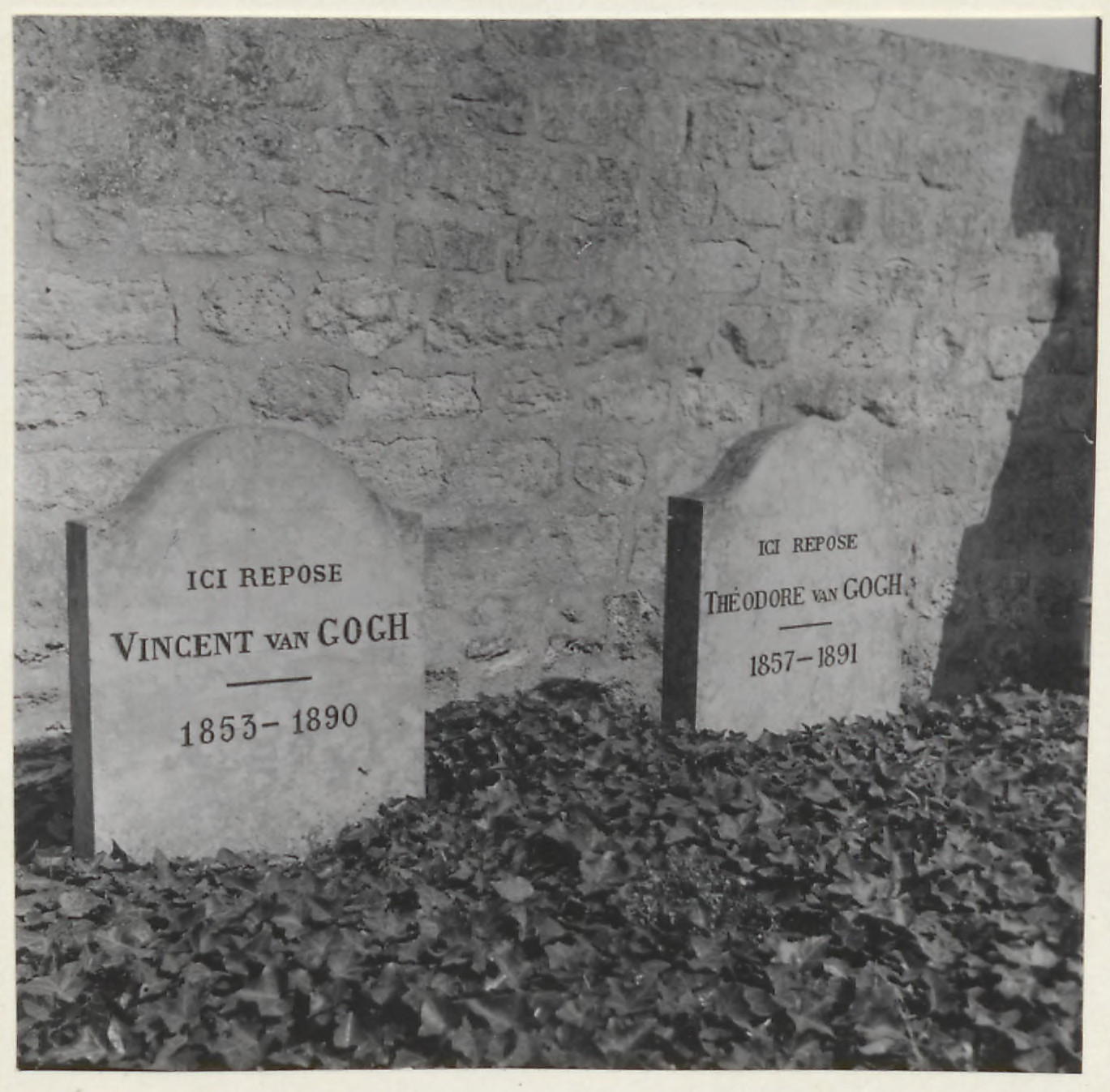
Grabsteine von Vincent und Theo van Gogh auf dem Cimetière d'Auvers-sur-Oise. Foto: Emmy Andriesse, zwischen 1951 und 1952

Es ist nicht abschließend geklärt, ob van Gogh nicht doch Opfer eines Unfalls geworden sein könnte. Insbesondere diskutiert wird, wie van Gogh an eine Pistole gekommen sein soll. Spekuliert wird, dass eine ortsansässige Jugendgruppe, die teils als schießwütig bekannt war, an van Goghs Tod beteiligt gewesen sein könnte. Ein Mitglied dieser Jugendgruppe, René Secretan, gab später zu, dass der verwendete Revolver ihm gehört habe. Van Gogh habe ihn entwendet. Für einen Selbstmord spricht van Goghs eigene Aussage gegenüber dem Wirt und seiner Tochter nach der Rückkehr in die Gaststätte sowie gegenüber zwei Polizisten am Morgen des 28. Juli, wo er bekräftigt, dass es seine eigene freie Entscheidung gewesen sei und er versucht habe, sich umzubringen. Dennoch stellten Experten 2015 in einem neuen Gutachten fest, dass es einige Unstimmigkeiten gibt. Wenn van Gogh die Waffe für einen Selbstmord in direktem Kontakt zum Körper abgefeuert hätte, wären Pulverrückstände sichtbar gewesen, wovon keiner der anwesenden Ärzte berichtete. Als Erklärung für seine Aussagen gegenüber Polizei und Gästen wurde angeführt, dass er den Tod trotz Fremdeinwirkung willkommen hieß. Auch andere Experten zweifeln auf Grund des Einschusswinkels und der Distanz des Schusses sowie des fehlenden Abschiedsbriefes an einem Selbstmord.
Über die Beweggründe für einen möglichen Selbstmord van Goghs wurde viel spekuliert. Kurz zuvor hatte Theo ihm mitgeteilt, dass er seine Stelle kündigen und sich selbstständig machen würde. Theo machte ihm außerdem klar, dass er nicht vorhatte, jemals selbst mit seiner Familie nach Auvers zu ziehen. Möglich ist, dass van Gogh nun um Theos ungeteilte Zuwendung fürchtete und ihm zudem in der unsicheren beruflichen Situation finanziell nicht länger zur Last fallen wollte. Möglicherweise sollte der Tod auch eine Preissteigerung seiner Bilder zugunsten Theos bewirken. Dafür spricht auch die Menge an Gemälden, die van Gogh in Auvers in kürzester Zeit anfertigte. Als Motiv wäre ebenfalls denkbar, dass eine sich anbahnende Liebesbeziehung zur 21-jährigen Tochter Gachets durch deren Vater verboten worden war. Nicht auszuschließen ist außerdem, dass es sich bei dem Schuss um einen „Hilfeschrei“ ohne wirkliche Tötungsabsicht handelte.
Im Jahr 1965 wurde die mutmaßlich verwendete Pistole, ein 7-mm-Lefaucheux-Revolver, von einem Landwirt auf den Feldern um Auvers gefunden. Das Kaliber passt zu der abgefeuerten Kugel. Die geringe Feuerkraft des Revolvers könnte erklären, wieso van Gogh seinen Verletzungen nicht direkt erlag.
Am 9. Oktober brach Theo zusammen. Am 12. Oktober wurde Theo in eine Psychiatrie überführt. Auf dem Aufnahmeblatt ist in der Spalte „Krankheitsursache“ notiert: „Chronische Krankheit. Überanstrengung und Kummer. Er hat ein Leben voller gefühlsmäßiger Spannung geführt.“
Der Malerfreund Camille Pissarro schrieb an seinen Sohn Lucien Pissarro: „In Folge dieser Dinge hat er in einem Augenblick der Verzweiflung den Boussod gekündigt und ist plötzlich verrückt geworden. (…) Er wollte das Tamburin mieten, um eine Malervereinigung zu gründen. Danach ist er heftig geworden. Er, der seine Frau und sein Kind so sehr liebte, er wollte sie töten.“
Theo hatte Schuldgefühle, nicht genügend an seinen Bruder geglaubt und dessen Projekt eines Phalansteriums nicht unterstützt zu haben. In seinen Halluzinationen sprach er davon, das Pariser Kabinett „Tambourin“ zu mieten, in dem Vincent einige Jahre zuvor ausgestellt hatte, um die Malervereinigung zu gründen, für die Vincent so ausdauernd gekämpft hatte. Er wusste im Sterben, dass dieses Projekt von Vincent auch sein eigenes Projekt war, an dessen Scheitern sie beide zerbrochen sind.
Theo verstarb an den Folgen einer Syphiliserkrankung und überlebte Vincent nur um ein halbes Jahr. Die Gräber der Brüder liegen heute auf dem Friedhof von Auvers nebeneinander.

## Werk

### Holländische Periode

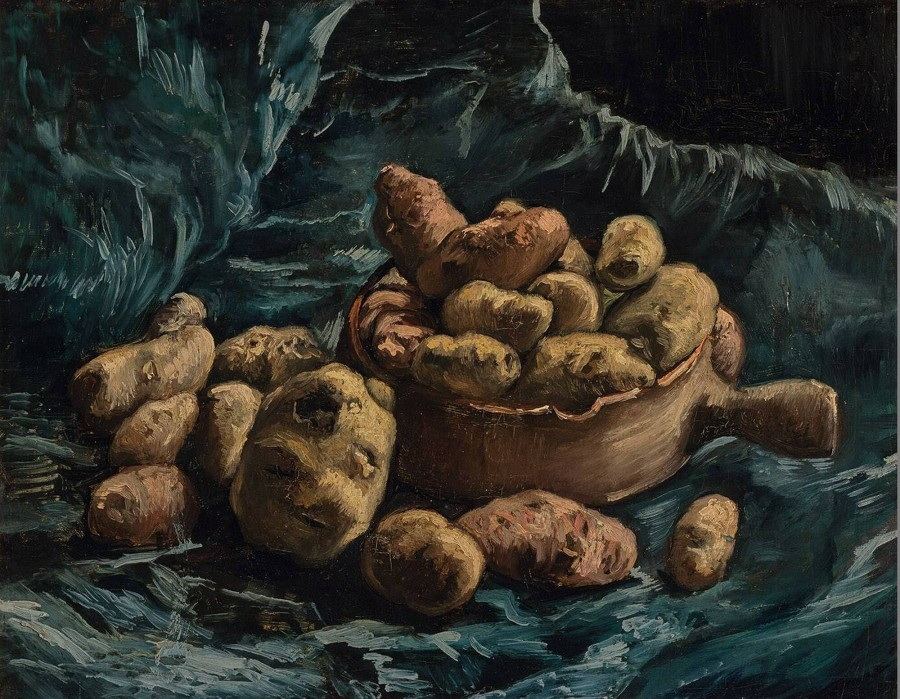
Stillleben mit Tontopf und Kartoffeln (1884)

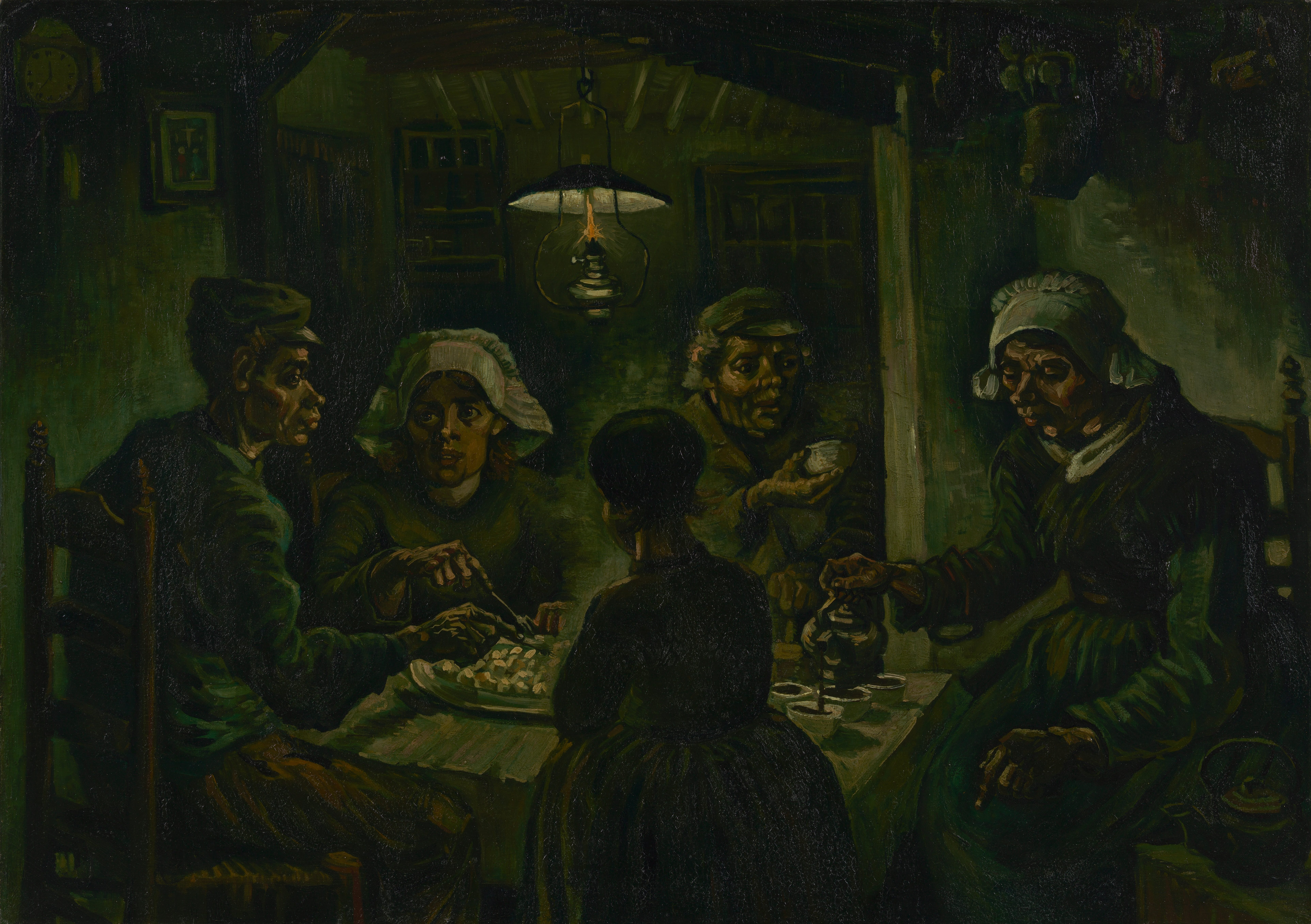
Die Kartoffelesser (1885)

Von September 1866 bis März 1868 erhielt Vincent van Gogh auf einer Elite-Schule richtigen Zeichen- und Kunst-Unterricht. An der Stelle, wo er zur Schule ging, kann man heute Vincents Zeichenklasse besuchen. Er wurde auf das renommierte Institut „Wilhelm II.“ in Tilburg geschickt. Sein Lehrer war ein in Frankreich erfolgreicher Maler von Landschaften und Bauernleben, Constant Cornelis Huijsmans. Er hatte auch einschlägige Zeichenlehrbücher veröffentlicht. Schon sein Vater war Zeichenlehrer an der Königlichen Akademie gewesen, dessen Nachfolge Sohn Constant angetreten hatte. Huijsmans stellte entscheidende Weichen für Vincent. Er war Anhänger von Théodore Rousseau, einem realistischen Landschaftsmaler, der die Schule von Barbizon gegründet hatte. In ihr waren die ersten Freilichtmaler zusammengeschlossen, zu denen auch Cézanne gehörte. Huiysmans hatte den Süden Frankreichs bereist und war Verfechter der Subjektivität. Der Staat gewährte ihm einen Kredit, damit er eine Sammlung von Reproduktionen von Kunstwerken kaufen konnte, die seine Schüler betrachten und kopieren lernten. Vincent machte dort als Jugendlicher seine erste Zeichnung von zwei Bauern, die auf einer Schaufel lehnen. Es bleibt festzuhalten, dass Vincent auf der Schule den wichtigsten holländischen Maler der Avantgarde zum Lehrer hatte, der ihm die Art zu sehen und zu malen beibrachte, an die Vincent später anknüpfen wird, denn in Paris wird er sich mit den Nachfolgern dieser „Schule“ zusammentun.
Vincent van Gogh bekam ab November 1881 Zeichen- und Malunterricht bei Anton Mauve. Der vertrat das Barbizon des Nordens. Er gehörte zur Oosterbeeker Schule, einer Künstlerkolonie, die in der Nähe von Arnhem am Niederrhein entstanden war und als Barbizon des Nordens angesehen wird. Die Künstler wendeten sich der Natur zu und malten die Landschaft vor der Industrialisierung und ihre Bevölkerung. Diese Schule wirkte anziehend auf mehr als vierzig Maler zwischen 1840 und 1870, sie war vor allem in den fünfziger Jahren wegweisend. Dazu gehörten Jozeph Israëls, der holländische Maler, der durch seinen Aufenthalt in Paris von der Künstlerkolonie in Barbizon beeinflusst wurde (1845–1847), und sein Landsmann Hendrik Willem Mesdag. Sie wendeten sich dem Realismus und der Freilichtmalerei in der Natur zu. Israëls hielt sich in den fünfziger und sechziger Jahren viel an der Küste auf (Katwijk und Zandvoort) und zog Anfang der siebziger Jahre nach Den Haag. Die Küste ist dort nicht weit, Scheveningen gehört zur Residenzstadt Den Haag. Die Oosterbeeker Schule wirkte ab 1870 weiter in der Haager Schule und entwickelte eine niederländische Form des Impressionismus. Das Fischerdorf Scheveningen mit seinen Fischern und ihren Booten, Natur- und Küstenlandschaften zogen die Künstler an, zu denen Mauve, Izraël und Mesdag weiterhin gehören. Sein Sohn Isaac Israël sollte Mitte der Achtziger mit Vincents Freund Breitner den Amsterdamer Impressionismus begründen, aber bis dahin war die Haager Schule bestimmend. Eine bedeutende Rolle spielte dafür in Den Haag der Künstlerverein Pulchri, in den ein Künstler gewählt werden musste. Er konnte sich bewerben, aber das Komitee bestimmte. In den Galerien des Vereins wurden Verkaufsausstellungen organisiert und auch gemeinsame Kunstbetrachtungen der Bilder von Mitgliedern. Zum Vorstand gehören nach Israëls die Brüder Maris, Weissenbruch, Mesdag und – Anton Mauve. 1878 hatten sie zusätzlich die Holländische Zeichengesellschaft gegründet. Das einende Band der niederländischen Künstlerkolonien dieser Epoche war die Suche nach einer naturalistischen Malerei zu einer Zeit, als auch in der Literatur der Naturalismus als Doktrin von Emile Zola verkündet wurde. Paris und Barbizon sind ganz nah, der Gedanke von Künstlerkolonien beeinflusste den deutschen Maler Max Liebermann in Scheveningen, Paris und Barbizon. Immer wieder fuhr er in die Niederlande. Vincent versuchte, ihn in Zweeloo zu treffen. Ein frühes Werk dieses deutschen Impressionisten ist eine Kartoffelernte und lässt an Vincents frühe Werke denken.
Mauve hatte Vincent van Gogh eine Reise in die Drenthe empfohlen, weil die abgelegene, ländliche Landschaft dort ihn selbst und andere bekannte Maler (insbesondere Max Liebermann) inspiriert habe. Auch Theo macht Vincent auf Liebermann aufmerksam. Erst im Herbst 1883 fuhr Vincent dorthin, aber zu spät. Sie begegneten sich später in Paris, wo der bürgerliche Liebermann sich jedoch abwendete, als er Vincent sah. Seit 1872 fuhr Max Liebermann fast jeden Sommer nach Holland, vor allem nach Zweeloo in der Region Drenthe, eine einsame Gegend mit Moor und Heidelandschaften und Windmühlen angrenzend an Niedersachsen. Es gibt eine Nähe in den Motiven von Liebermann und Van Gogh (Näherin, Weber), was die Ausstellung „Barbizon des Nordens“ Anfang 2020 gezeigt hat. Vincent hat in der Drenthe intensiv gemalt, sieben Bilder sind erhalten. Liebermann bewunderte genau wie Vincent van Gogh den Maler Jean-François Millet und hatte ihn 1874 in Barbizon besucht. Auf der Ortsgrenze zwischen Veenoord und Nieuw-Amsterdam steht heute das Van Gogh Huis. Dort wohnte Vincent damals. Es ist ein Museum und immer noch Gastwirtschaft. Wie der Name schon sagt, ist Veenoord ein Feen-Ort, das ist in Ostfriesland die Bezeichnung für eine Moorlandschaft mit Kanälen und Windmühlen.
Vincent van Gogh bewunderte den belgischen Maler Charles De Groux. Er war Vertreter eines sozialkritischen Realismus, der die Verarmung und Verelendung insbesondere der Arbeiterschaft thematisierte. Es liegt nahe, dass Vincents bourgeoise Verwandte von derartigen Sujets nichts hielten, jedoch Vincent nach seinen Erfahrungen im Borinage umso mehr. De Groux hatte 1851/52 in Düsseldorf studiert, wo sich die Malschule um Wilhelm Ludwig Heine und Ludwig Knaus nach der 48er Revolution sozialpolitischer Themen angenommen hatte. Für diese neue Entwicklung stand in der Literatur damals Georg Büchner. Bis heute wird diese Schule als „Tendenzmalerei“ diffamiert, weil sie keine Malerei-Kunst um der Kunst willen betrieb. Knaus ging später auch nach Paris und Barbizon. Vincent war auf Grund seiner beruflichen Erfahrungen diese wichtige Düsseldorfer Malschule mit ihren bedeutenden Vertretern selbstverständlich bekannt, und ebenso eindeutig positionierte er sich in den Auseinandersetzungen mit seinen konservativen Verwandten.
In den Jahren 1880–1885, die er in Holland bzw. Brüssel verbrachte, waren es noch zwei Landsleute des 17. Jahrhunderts, die Einfluss auf sein Werk ausübten: Rembrandt und Frans Hals. Von ihnen übernahm er die Palette der Braun-, Grau- und Schwarztöne, die Helldunkelmalerei, den pastosen Farbauftrag mit den recht groben, sichtbar bleibenden Pinselstrichen, die Vernachlässigung von Bilddetails zugunsten einer desto eindringlicheren Gesamtwirkung. Ausdrücklich bewunderte er, wie diese alten Meister darauf verzichteten, ihre Bilder allzu sehr auszuarbeiten. „Was mich beim Wiedersehen der altholländischen Bilder besonders betroffen hat, ist die Tatsache, dass sie meistens schnell gemalt sind. Dass die großen Meister – wie ein Hals, ein Rembrandt, ein Ruysdael und viele andere – soviel wie möglich de premier coup (mit dem ersten Hieb) hinsetzen und dann nicht so sehr viel mehr daran machen“, schrieb er seinem Bruder Theo 1885. Van Gogh selbst behielt dieses Prinzip sein Leben lang bei.
Inhaltlich bearbeitete er vor allem das Thema, das ihm am meisten am Herzen lag – die Welt der einfachen Menschen. Van Gogh malte in dieser „Holländischen Periode“ Bauern bei der Arbeit, ihre ärmlichen Hütten, Handwerker, auf seinen Stillleben ist bezeichnenderweise die Kartoffel häufig zu finden. Dabei stellte er an seine Bilder den Anspruch, wahrhaftig zu sein und eine Stimmung, ein Gefühl oder eine Idee zu transportieren – einen Anspruch, den er auch bei seinen Vorbildern erfüllt fand.
Das ambitionierteste und bekannteste Gemälde aus dieser Periode sind Die Kartoffelesser von 1885. Es zeigt eine bäuerliche Familie bei ihrer einfachen Mahlzeit; van Gogh wollte damit die Erdverbundenheit und das harte Leben der Landbevölkerung darstellen. Er gab sich viel Mühe mit diesem Bild; da er Schwierigkeiten hatte, die dargestellten Personen in einer glaubhaften Szene zu gruppieren, mietete er trotz seines knappen Budgets Modelle und fertigte viele Studien an.

### Zeit der Entwicklung: Antwerpen und Paris

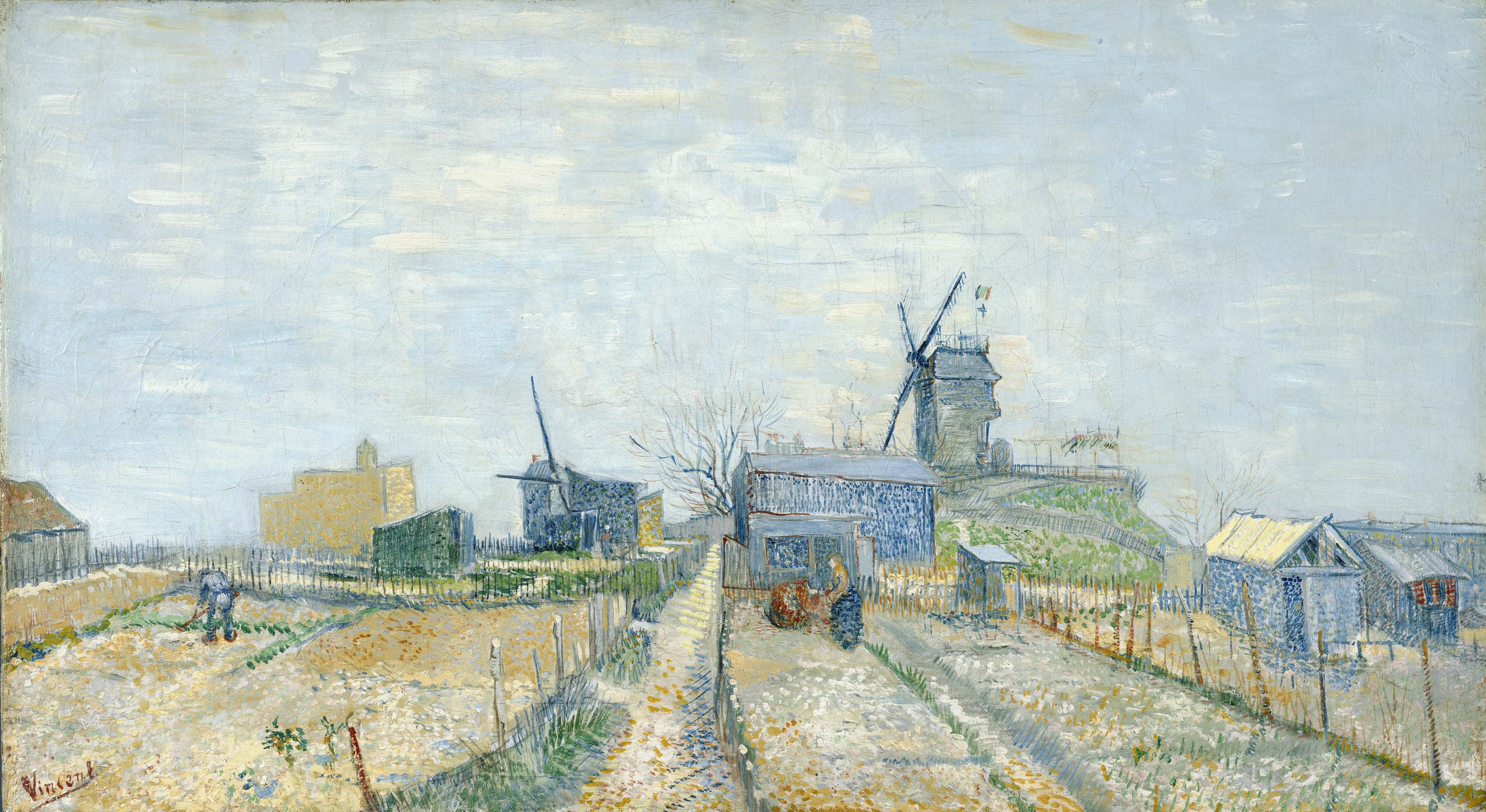
Impressionistische Anklänge: Gemüsegärten auf dem Montmartre (1887)

Während des dreimonatigen Aufenthaltes in Antwerpen, vor allem aber in den beiden Pariser Jahren 1886–1888 war Vincent van Gogh vielfältigen neuen Eindrücken ausgesetzt. Für seine eigene Arbeit begann eine Phase des Experimentierens, die letztlich zu einer grundlegenden Änderung seiner Malweise führen sollte.

In Paris traf er auf den dort aktuellen Kunststil, den Impressionismus. Wenn er gegen den neuen Stil auch Vorbehalte hegte (die Auflösung der Formen und der leichte Farbauftrag widersprachen zu stark seinen eigenen Zielen, auch vermisste er inhaltliche Aussagen), so übernahm van Gogh doch Elemente des Impressionismus in seine eigene Malerei. Er verwendete nun hellere, reine Farben und ging über zu gestrichelten, komma-förmigen Pinselzügen oder auch Punkten (dies eine Anregung aus dem Pointillismus), wobei er farbige Flächen gern aus komplementärfarbigen Elementen zusammensetzte. Die Begegnung mit Bildern von Eugène Delacroix unterstützte die Hinwendung zu einer stärkeren Farbigkeit. Thematisch wandte er sich Pariser Motiven zu, auch in der ländlichen Umgebung der Stadt malte er häufig. Beispiele für impressionistisch beeinflusste Bilder aus dieser Zeit sind Angeln im Frühling, Pont de Clichy (1887), Seinebrücken bei Asnières (1887) oder Gemüsegärten auf dem Montmartre (1887). 

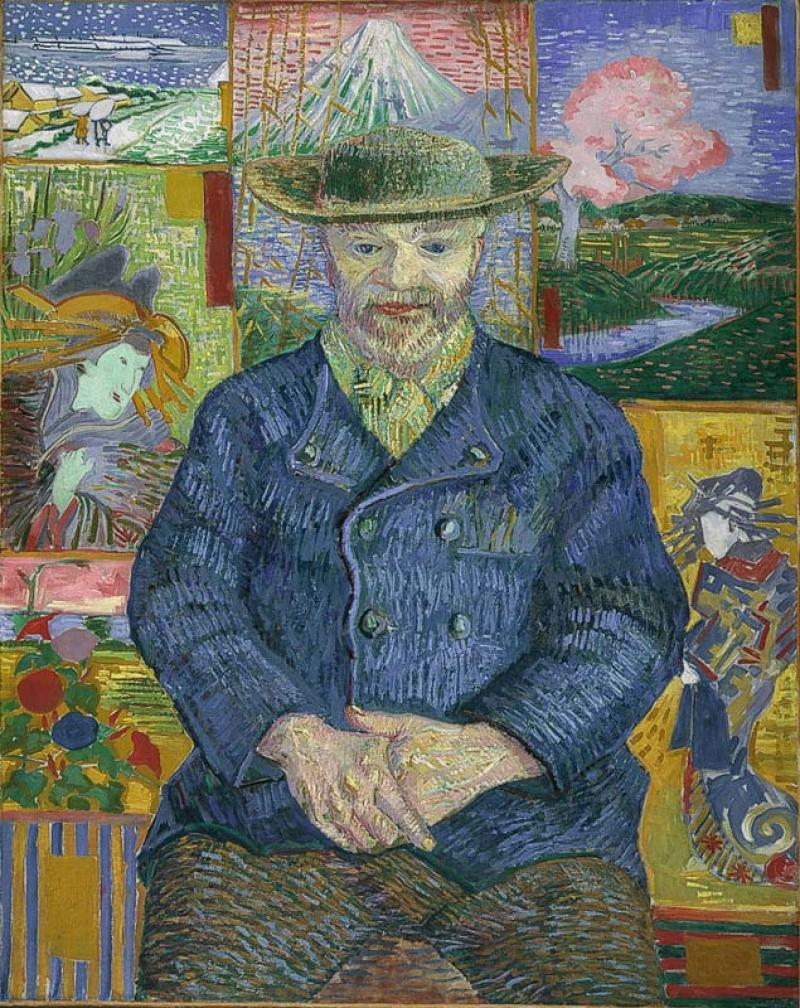
Porträt des Père Tanguy (1887/88)

Wichtig für seine weitere künstlerische Entwicklung wurde die Begegnung mit dem Japanischen Farbholzschnitt. 1853 hatte Japan seine Grenzen geöffnet, und in den Folgejahren fanden immer mehr Blätter ihren Weg nach Europa. Viele Künstler begeisterten sich für die so ganz neuartige Kunst des Japonismus, und auch van Gogh war fasziniert. Er legte eine Sammlung von Farbholzschnitten an und übertrug auch einige Motive in Ölgemälde wie beispielsweise das Porträt des Père Tanguy. Vor allem aber lernte er aus der japanischen Kunstauffassung und machte sich ihre Gestaltungsprinzipien zu eigen. Praktisch jedes seiner von nun an gemalten Bilder weist das eine oder andere „japanische“ Gestaltungsmittel auf: das Fehlen von Körper- und Schlagschatten, „flache“ Farbflächen, die mit dünnen Linien umrandet sind, ungewöhnliche Perspektiven, winzig dargestellte Personen in einer Landschaft (zum Beispiel Straßenarbeiten in Saint-Rémy, 1889). Über sein Bild Das Schlafzimmer des Künstlers schrieb er an Theo: „Schatten und Schlagschatten sind weggelassen, und die Farben sind flach und einfach aufgetragen wie bei Japandrucken […]“. Auch seine Motivwahl ist teilweise japanisch beeinflusst, beispielsweise bei den Serien blühender Obstbäume vom Frühjahr 1888.

### Reifer Stil: Arles
In Arles begann Vincent van Gogh, in dem neuen Stil zu malen, den er in der letzten Pariser Zeit theoretisch entwickelt, aber bisher noch nicht konsequent angewandt hatte. Diese Malweise, die er im Wesentlichen bis zu seinem Tod beibehielt, ist diejenige, die wir heute als „typisch“ für van Gogh empfinden.
Es gibt einen Maler, der Paul Cézanne beeinflusst hat und den Vincent van Gogh immer wieder als leuchtendes Vorbild benannte: Adolphe Monticelli in Marseille. Auch seinetwegen war er in den Süden aufgebrochen, doch war Monticelli schon 1886 gestorben.
Das Licht in der japanischen Kunst führte van Gogh in den Süden Frankreichs, wo er das „Atelier des Südens“ mit Paul Gauguin und anderen Malern aufbauen wollte. Gemeinsam hegten sie einen Augenblick lang den Traum eines „Atelier der Südsee“, den Gauguin allein verwirklichte.

#### Farben

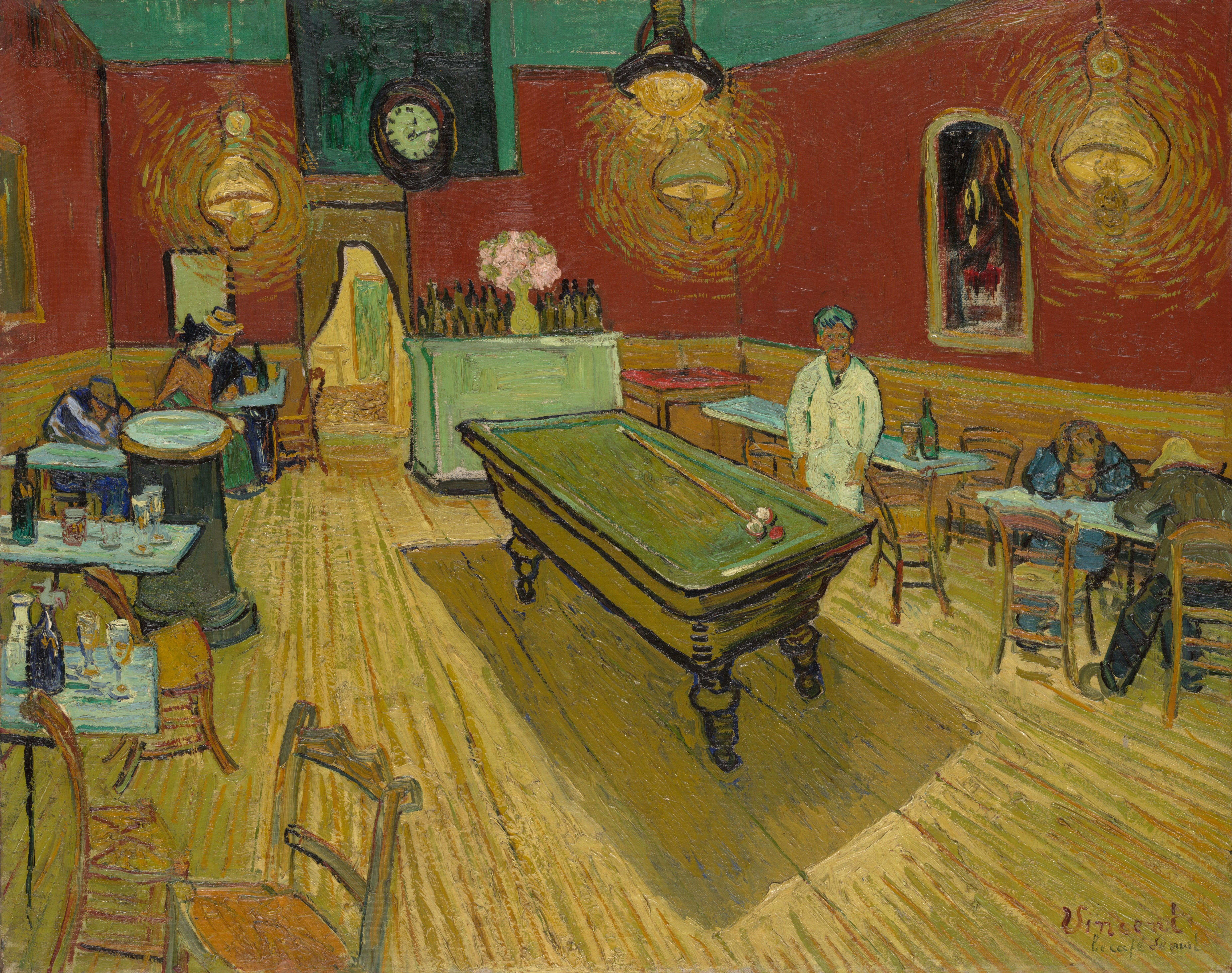
Komplementärkontrast in Rot und Grün: Das Nachtcafé (1888)

In der Hoffnung auf die leuchtenden Farben des Südens war Vincent van Gogh nach Arles gezogen: „[…] weil man da […] die schönen Gegensätze von Rot und Grün, von Blau und Orange, von Schwefelgelb und Lila von Natur aus findet.“ In der Tat malte er schon bald nach seiner Ankunft dort mit reinen, kräftigen Farben, die er gern in Komplementärkontrasten nebeneinander setzte, damit sie sich in ihrer Wirkung gegenseitig steigerten. Über die Lokalfarben, also die natürlichen Farben der Gegenstände, setzte er sich dabei hinweg. Häufig übertrieb er die Farben, oder er setzte sie so ein, dass sie in das Farbschema passten, das er für das jeweilige Bild entwickelt hatte. Bei van Gogh gibt es grüne Himmel, rosa Wolken, türkisfarbene Straßen. Er selbst schrieb dazu: „Ich übernehme von der Natur eine gewisse Reihenfolge und eine gewisse Genauigkeit in der Platzierung der Töne, ich studiere die Natur, damit ich keinen Unsinn mache und vernünftig bleibe; doch ob meine Farbe buchstäblich genau dieselbe ist, daran liegt mir nicht weiter viel, wenn sie nur auf meinem Bild gut wirkt […].“ Trotz der leuchtenden Farben und der starken Kontraste wirken van Goghs Bilder aber niemals grell oder plakativ. Er sorgte für einen harmonischen Zusammenklang, indem er auch Zwischentöne einsetzte, die die übrigen Farben abmildern und verbinden.
Farbe hatte für van Gogh darüber hinaus eine symbolische Funktion. Farben sollten Stimmungen ausdrücken, so wie in dem Bild Das Nachtcafé (1888): „Ich habe versucht, mit Rot und Grün die schrecklichen menschlichen Leidenschaften auszudrücken. Der Raum ist blutrot und mattgelb, ein grünes Billard in der Mitte, vier zitronengelbe Lampen mit orangefarbenen und grünen Strahlenkreisen. Überall ist Kampf und Antithese […]“

#### Malweise

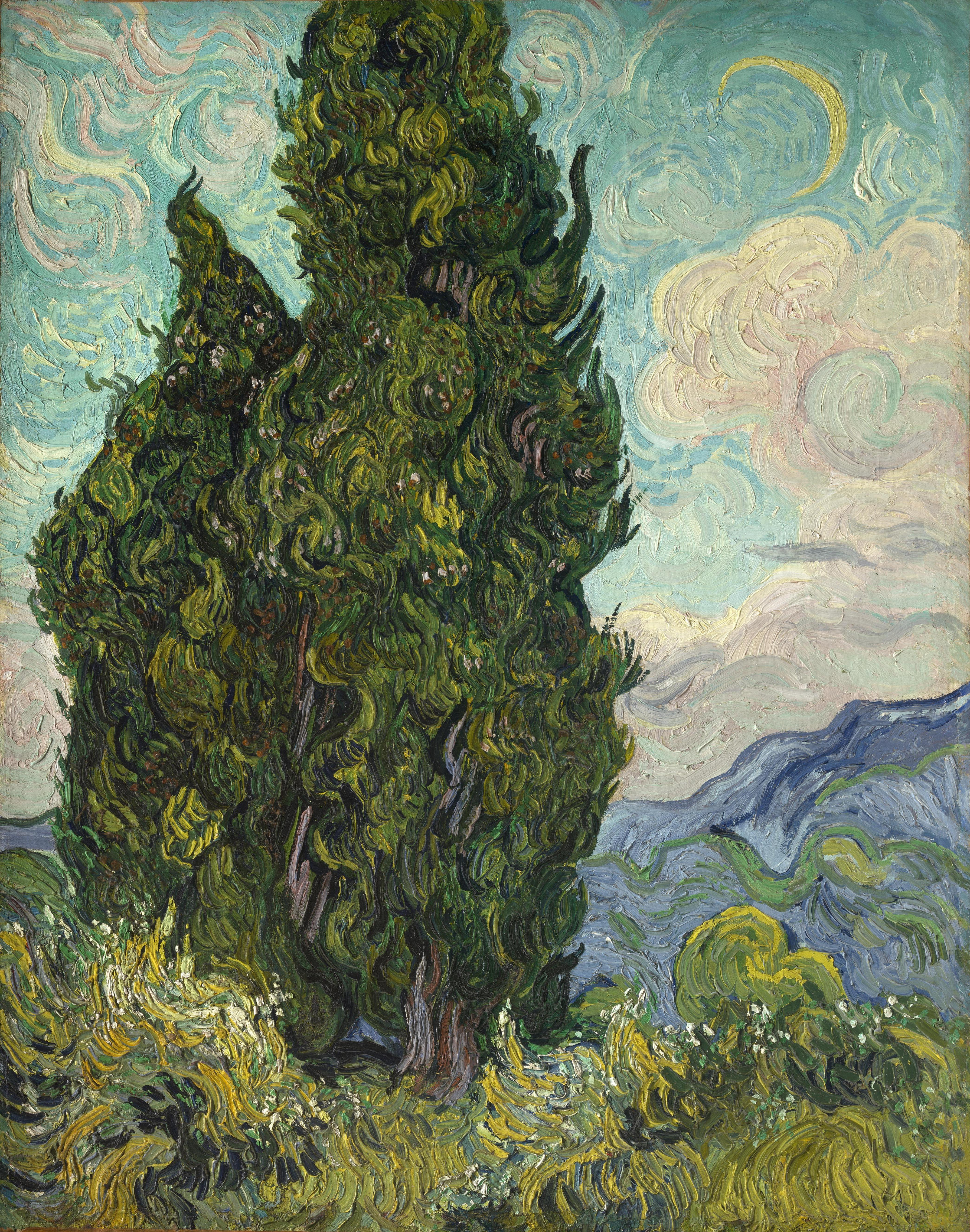
Zypressen (1889)

Sternennacht (1889)

Vincent van Gogh malte schnell, spontan und ohne im Nachhinein größere Korrekturen durchzuführen. Die zügige Malweise kam einerseits seinem Schaffensdrang entgegen, andererseits setzte er sie aber auch ganz bewusst als Ausdrucksmittel ein: Sie sollte seinen Bildern mehr Lebendigkeit, Intensität und Unmittelbarkeit verleihen. Auch vereinfachte er die Motive zugunsten einer desto größeren Gesamtwirkung. Wenn er auch schnell malte, so malte er dennoch nicht impulsiv oder gar ekstatisch; vor der Ausführung bereitete er seine Gemälde gedanklich, teilweise auch in mehreren Zeichnungen sorgfältig vor.
Fast immer malte er „vor dem Motiv“, nur in sehr seltenen Fällen aus der Erinnerung oder Vorstellung. Wenn er auch das Gesehene oft stark umformte, so blieb er doch immer der Wirklichkeit verpflichtet und überschritt nie die Grenze zur Abstraktion.
Die Farben pflegte van Gogh pastos, also unverdünnt oder nur wenig verdünnt, aufzutragen und drückte sie auch manchmal direkt aus der Tube auf die Leinwand. Der dicke Farbauftrag macht seine Pinselstriche plastisch sichtbar und ist somit hervorragend geeignet, van Goghs besondere Art der Pinselführung zur Geltung zu bringen. Neben dem „japanischen“ Stil der glatten, von Konturen umgebenen Farbflächen hatte er schon in Paris eine Technik entwickelt, die Farben in kleinen Strichen nebeneinander zu setzen (Wiese mit Blumen unter Gewitterhimmel, 1888/1889, Blühender Obstgarten mit Blick auf Arles, 1889). Um seine Gemälde noch lebendiger und bewegter zu gestalten, begann er in Saint-Rémy, diese Striche zu rhythmisieren und in Wellenlinien, Kreisen oder Spiralen anzuordnen, so beispielsweise im Selbstbildnis, 1889/90, oder in der Sternennacht, 1889. Die jeweilige Malweise wählte van Gogh in Abhängigkeit vom Motiv (so nutzte er beispielsweise die Wellentechnik zur Darstellung von Zypressen).
Von vielen Motiven existieren mehrere Versionen; so schuf van Gogh beispielsweise sieben Fassungen der berühmten Sonnenblumen (eine davon wurde im Zweiten Weltkrieg zerstört). Er tat dies einerseits, um Variationen auszuprobieren oder Verbesserungen anzubringen, andererseits malte er oft Bilder, die er verschenken wollte oder verschenkt hatte, für sich bzw. seinen Bruder noch einmal neu.

#### Ausdruck und Symbolik

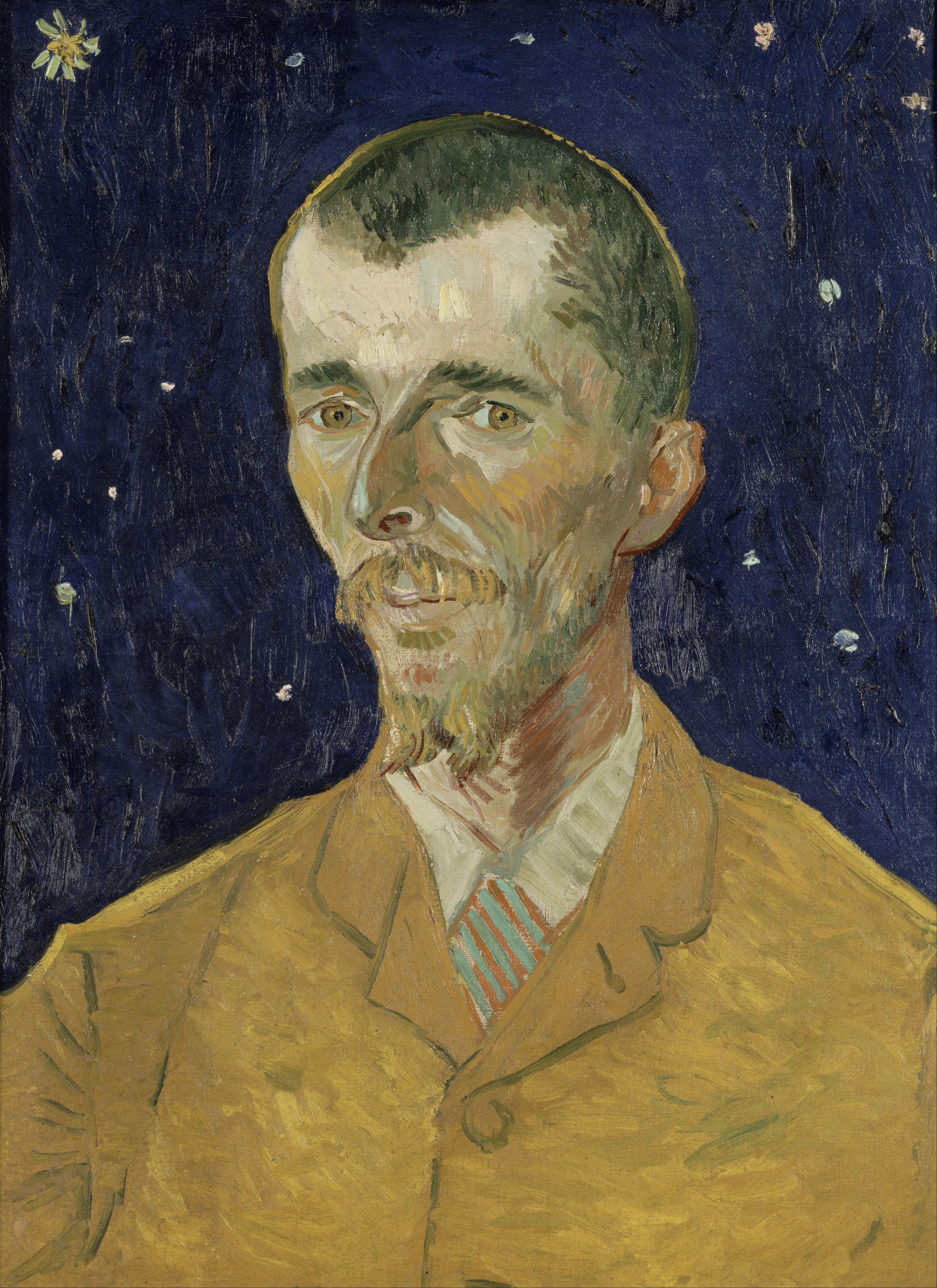
Porträt Eugène Boch (1888)

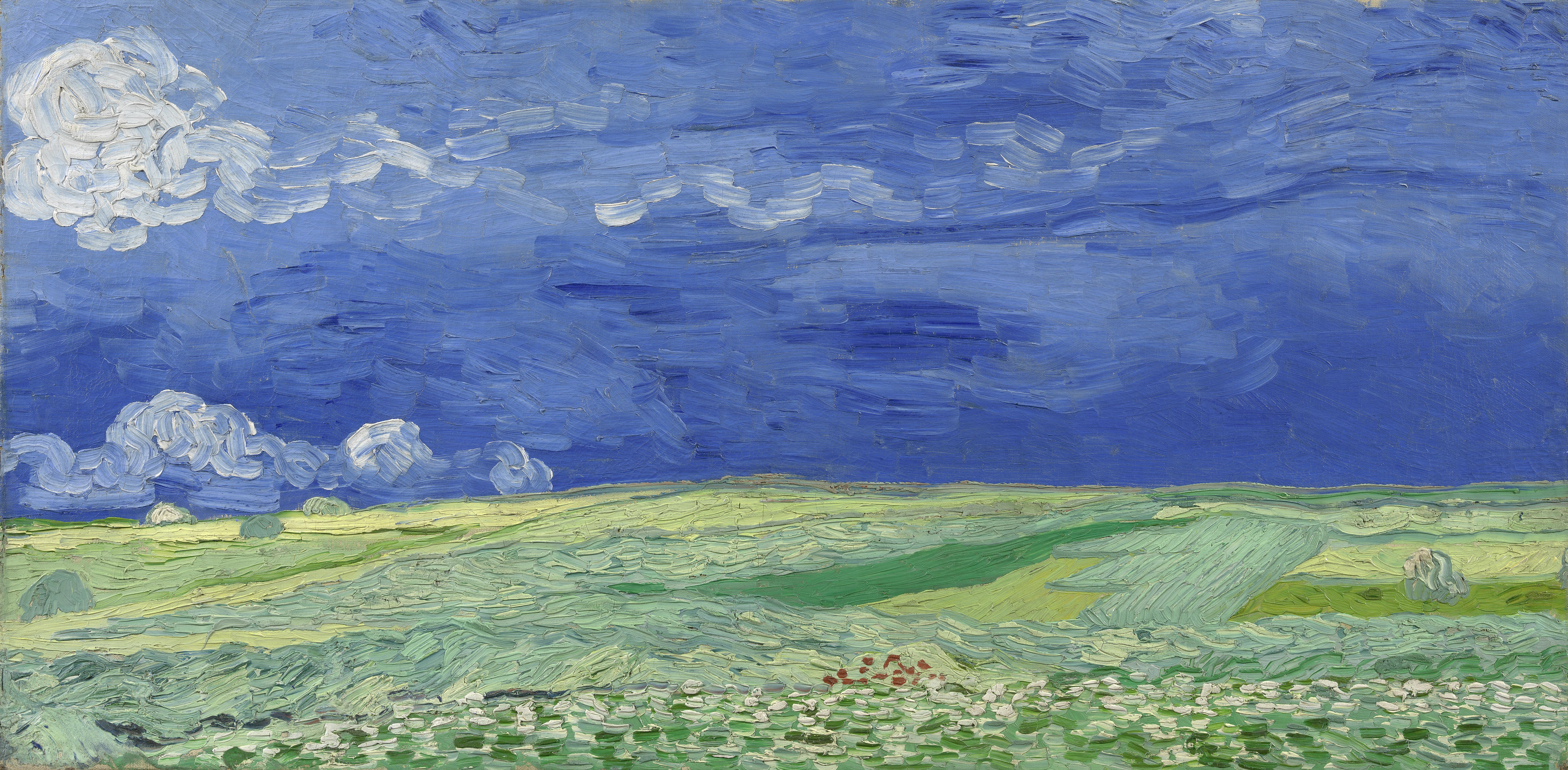
Weizenfeld unter einem Gewitterhimmel (1890)

Die bloße Wiedergabe der sichtbaren Wirklichkeit war nicht das Ziel Vincent van Goghs. Vielmehr lag ihm daran, das Wesentliche und Charakteristische seiner Motive zum Ausdruck zu bringen sowie die Gefühle, die er ihnen gegenüber empfand. So sagte er zum Porträt von Eugène Boch: „Ich möchte in das Bild die Bewunderung legen, die Liebe, die ich für ihn empfinde. […] Hinter dem Kopf […] male ich das Unendliche, ich mache einen einfachen Hintergrund vom sattesten, eindringlichsten Blau, das ich zustande bringen kann, und durch diese einfache Zusammenstellung bekommt der blonde, leuchtende Kopf auf dem sattblauen Hintergrund etwas Geheimnisvolles wie der Stern am tiefblauen Himmel.“ Und über seine späten Landschaftsbilder aus Auvers schrieb er: „Es sind endlos weite Kornfelder unter trüben Himmeln, und ich habe den Versuch nicht gescheut, Traurigkeit und äußerste Einsamkeit auszudrücken […]“ Die angestrebte Eindringlichkeit des Ausdrucks erreichte der Maler, indem er sowohl Formen als auch Farben veränderte; während er bei der Form zur Vereinfachung tendierte, übersteigerte er die Farbe.

Spaziergang im Mondlicht (1890)

Darüber hinaus drückte van Gogh sich durch vielfältige Symbole aus. Auf vielen Bildern stellte er symbolisch dar, was er in Worten nicht sagen konnte. Neben überlieferten Symbolen (zum Beispiel die brennende Kerze als Sinnbild der Vitalität, die erloschene als das des Todes) verwendete er vor allem eine individuelle Symbolsprache, deren Bedeutung sich nur durch Kenntnis seiner Biographie sowie seiner Gedanken- und Gefühlswelt erschließt. In seinem Stillleben mit Zeichenbrett, Pfeife, Zwiebeln und Siegellack, entstanden 1889 nach dem ersten Krankenhausaufenthalt, arrangiert er die Gegenstände, die ihm nun hilfreich sind: einen Gesundheitsratgeber und die von diesem gegen Schlaflosigkeit empfohlenen Zwiebeln, die geliebte Pfeife und den Tabaksbeutel, einen Brief von Theo sowie Siegellack als Sinnbild der Verbundenheit mit Freunden, die brennende Kerze zum Zeichen, dass das Lebensfeuer noch nicht erloschen ist, die leere Weinflasche als Symbol der Abkehr vom Alkoholkonsum. Das Gemälde Spaziergang im Mondlicht (1890) zeigt ein bei Mondaufgang durch eine Landschaft mit Olivenhain und Zypressen schreitendes Paar, wobei die männliche Figur durch rotes Haar und Bart als der Maler selbst gekennzeichnet ist. Das Bild ist sowohl Ausdruck von van Goghs Wunsch nach dem „wahren“ Leben mit einer Frau als auch des Ersatzes dafür: die Natur und die sie ausdrückende Kunst.

### Van Gogh als Zeichner

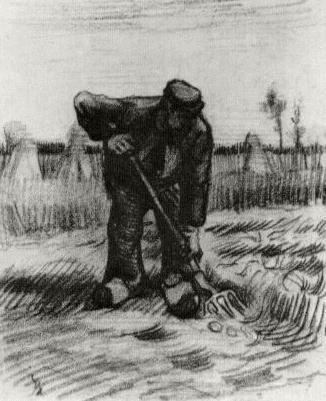
Grabender in einem Kartoffelfeld, schwarze Kreide (1885)

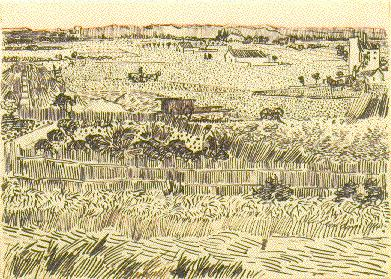
Ernte in der Provence, Rohrfeder und Feder in brauner Tinte (1888)

Über der Aufmerksamkeit, die Vincent van Goghs Gemälden zuteilwird, wird leicht vergessen, dass er auch ein guter und sehr produktiver Zeichner war. Die Zeichnung stand am Beginn seiner Laufbahn als Künstler, und sie begleitete ihn bis an sein Lebensende. Für einige Wochen im Sommer 1888 fertigte er ausschließlich Zeichnungen an, um Ausgaben für die teuren Ölfarben zu sparen.
Van Gogh war überzeugt, dass er, um ein guter Maler zu werden, zunächst das Zeichnen beherrschen müsse. Deshalb begann er 1880, sich anhand von Lehrbüchern – in Ermanglung eines Lehrers – systematisch die Gesetzmäßigkeiten bildnerischer Darstellung, beispielsweise die Perspektive und die Proportionen des menschlichen Körpers, zeichnerisch anzueignen. In den holländischen Jahren stellte er vor allem einfache, bäuerliche Menschen dar sowie Landschaften, unter anderem Ansichten seines zeitweiligen Wohnortes Den Haag. Er zeichnete in meist recht großem Format mit Bleistift oder Feder, teilweise auch mit Kreide oder Kohle. Nachdem Anton Mauve ihn Ende 1881 in die Technik der Aquarellmalerei eingewiesen hatte, fertigte er zudem mit Deckfarben kolorierte Blätter an. In Paris trat die Zeichnung gegenüber der Malerei zunächst in den Hintergrund. Erst ab 1887 zeichnete van Gogh wieder vermehrt, unter anderem farbige Stadtansichten von Paris.
In Arles lernte er als Werkzeug die Rohrfeder schätzen, die er sich von dem dort wachsenden Schilfrohr selber schnitt. Zugleich entwickelte er eine neue Darstellungstechnik: Über einer Bleistift-Vorzeichnung ist mittels Rohrfeder in sehr variantenreichen Strichen, Punkten, Kurven und Spiralen das Motiv wiedergegeben. Viele seiner Zeichnungen aus dieser Zeit stehen in Zusammenhang mit Gemälden. Entweder diente die Zeichnung zur Vorbereitung des Gemäldes, […] dann wieder fertigte er im Nachhinein eine Zeichnung eines gemalten Motivs an. Letztere sollte entweder Dritten einen Eindruck von dem Bild geben oder ihm helfen, bestimmte Fehler zu korrigieren, die er in der gemalten Version sah […]. Aus den letzten Lebenswochen van Goghs datieren zudem farbige Pinselzeichnungen, die die Häuser und Gärten von Auvers darstellen.

## Rezeption

### Einfluss auf die Moderne

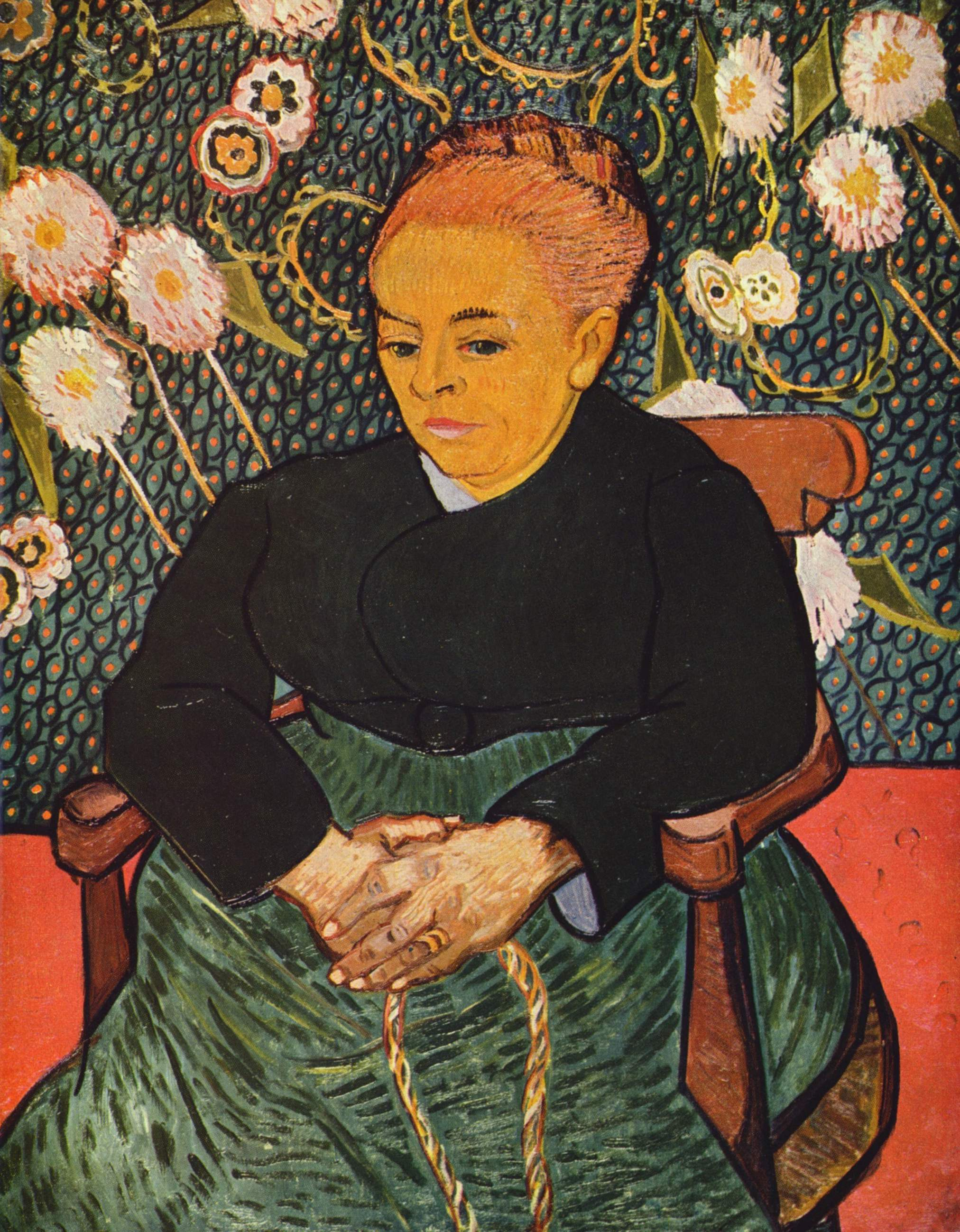
La Berceuse (1888)

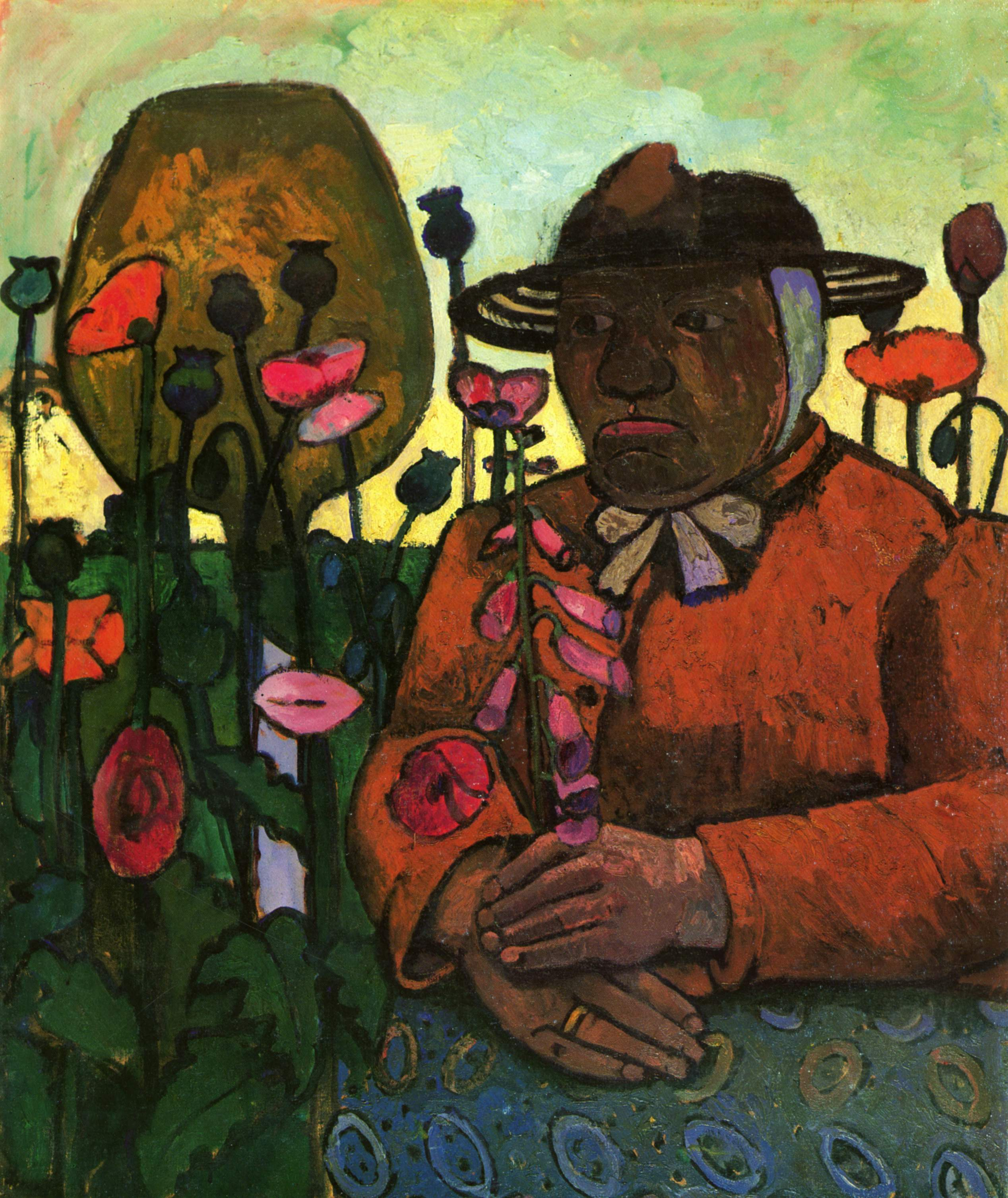
Paula Modersohn-Becker: Alte Armenhäuslerin im Garten (1906)

Als Vincent van Gogh 1890 starb, hatte er sich in Kreisen der künstlerischen Avantgarde bereits einen Namen gemacht. In seinem letzten Lebensjahr waren seine Bilder auf drei Ausstellungen vertreten. Camille Pissarro und Claude Monet hatten sich anerkennend über ihn geäußert, und in der literarischen Zeitschrift Mercure de France war 1890 ein ausführlicher Artikel erschienen. Auf Initiative der Malerin Maria Slavona wurde um 1898 eine der ersten Ausstellungen von van Goghs Werken in Paris organisiert. Zu Beginn des 20. Jahrhunderts hatte seine Kunst sich bereits so weit durchgesetzt, dass große Gedächtnisausstellungen stattfanden, so 1901 in Berlin und Paris, 1905 ebenfalls in Paris sowie in Amsterdam, 1912 in Köln.
In der Ausstellung Manet and the Post-Impressionists Ende 1910/Anfang 1911, die Roger Fry in den Grafton Galleries in London organisiert hatte, war van Gogh als einziger Niederländer neben französischen Künstlern wie Cézanne und Gauguin mit 25 Werken vertreten. Diese Ausstellung prägte den Kunstbegriff des Post-Impressionismus und sollte die Malerei des Impressionismus als abgelöst darstellen.
Mit der wachsenden Präsenz der Werke van Goghs mehrte sich die Zahl der Künstler, die dadurch wichtige Impulse für ihr eigenes Schaffen empfingen. Zu den ersten, welche seinem Werk Aufmerksamkeit schenkten, gehörten Henri Matisse und die ihn umgebenden Fauves. Matisse lernte Gemälde des Niederländers wahrscheinlich schon Mitte der 1890er Jahre kennen; sie inspirierten ihn zu einer Steigerung des Ausdrucks durch intensive Farbigkeit. Großen Einfluss hatte van Gogh auf die deutschen Expressionisten der Brücke und des Blauen Reiters. Die deutsche Malerin Paula Modersohn-Becker lernte seine Bilder auf einer ihrer Parisreisen zu Beginn des 20. Jahrhunderts kennen. „Außerdem war sie sehr von van Gogh angetan (z. B. die große Arlesierin, La Berceuse, das Sonnenblumenstillleben etc.)“, berichtete ihr Mann, der Maler Otto Modersohn. Weitere bekannte Maler, die am Beginn des 20. Jahrhunderts unter dem Eindruck van Goghs standen, sind Edvard Munch, Pablo Picasso, Egon Schiele und Chaim Soutine. In den 50er Jahren malte Francis Bacon eine Reihe von Neuschöpfungen Van-Gogh’scher Bilder, die ihrem Vorbild nicht nur thematisch, sondern auch in der Malweise verpflichtet sind.

### Mythos und Medien
1914 veröffentlichte Theo van Goghs Witwe, Johanna van Gogh-Bonger, den Briefwechsel der Brüder. Damit erfuhr die Öffentlichkeit Genaueres über die Lebensumstände des Malers. Sein bewegendes Schicksal, sein früher, tragischer Tod und im Kontrast dazu die stetig steigenden Preise seiner Bilder machten ihn zum Inbegriff des „verkannten Genies“ und boten einen willkommenen Stoff für zahlreiche Bearbeitungen in der Romanliteratur, in Film und Musik. Die dabei vorgenommenen Überhöhungen, einseitigen Interpretationen und Verfälschungen begünstigten einen „Van-Gogh-Mythos“, der bis heute die Sichtweise auf den Maler beeinflusst.
Den Anfang machte der Kunsthistoriker Julius Meier-Graefe, der bereits eine Anzahl wissenschaftlicher Schriften über Vincent van Gogh veröffentlicht hatte, als er 1921 seinen Roman eines Gottsuchers vorlegte. Zweck dieses Buches war es ausdrücklich, „Die Legendenbildung zu fördern […]. Denn nichts ist uns nötiger als neue Symbole, Legenden eines Menschtums aus unseren Lenden.“ Die heute bekannteste Romanbearbeitung dürfte Irving Stones Lust for Life (deutsch: Ein Leben in Leidenschaft) von 1934 sein. Auf diesem Roman basiert Vincente Minellis 1956 gedrehter gleichnamiger Spielfilm, einer der bedeutendsten unter den mehr als hundert existierenden Van-Gogh-Verfilmungen. Auf musikalischem Gebiet ragt Don McLeans Popsong Vincent von 1971 hervor, der sich mit dem Refrain „starry starry night“ auf van Goghs Sternennacht bezieht und den Maler als unverstandenen Leidenden stilisiert, der zu gut ist für diese Welt.
Heute ist Vincent van Gogh laut Meinungsumfragen der bekannteste und zugleich mit Abstand beliebteste Maler überhaupt. Seine hohe Popularität schlägt sich nicht nur in einer Vielzahl von Publikationen, in Rekordbesuchen von Van-Gogh-Ausstellungen und den Preisen seiner Bilder nieder, sondern auch in der Allgegenwart von Van-Gogh-Motiven in Form von Kunstdrucken, Postern, Kalendern und auf vielerlei Gebrauchsgegenständen.

### Farbveränderungen

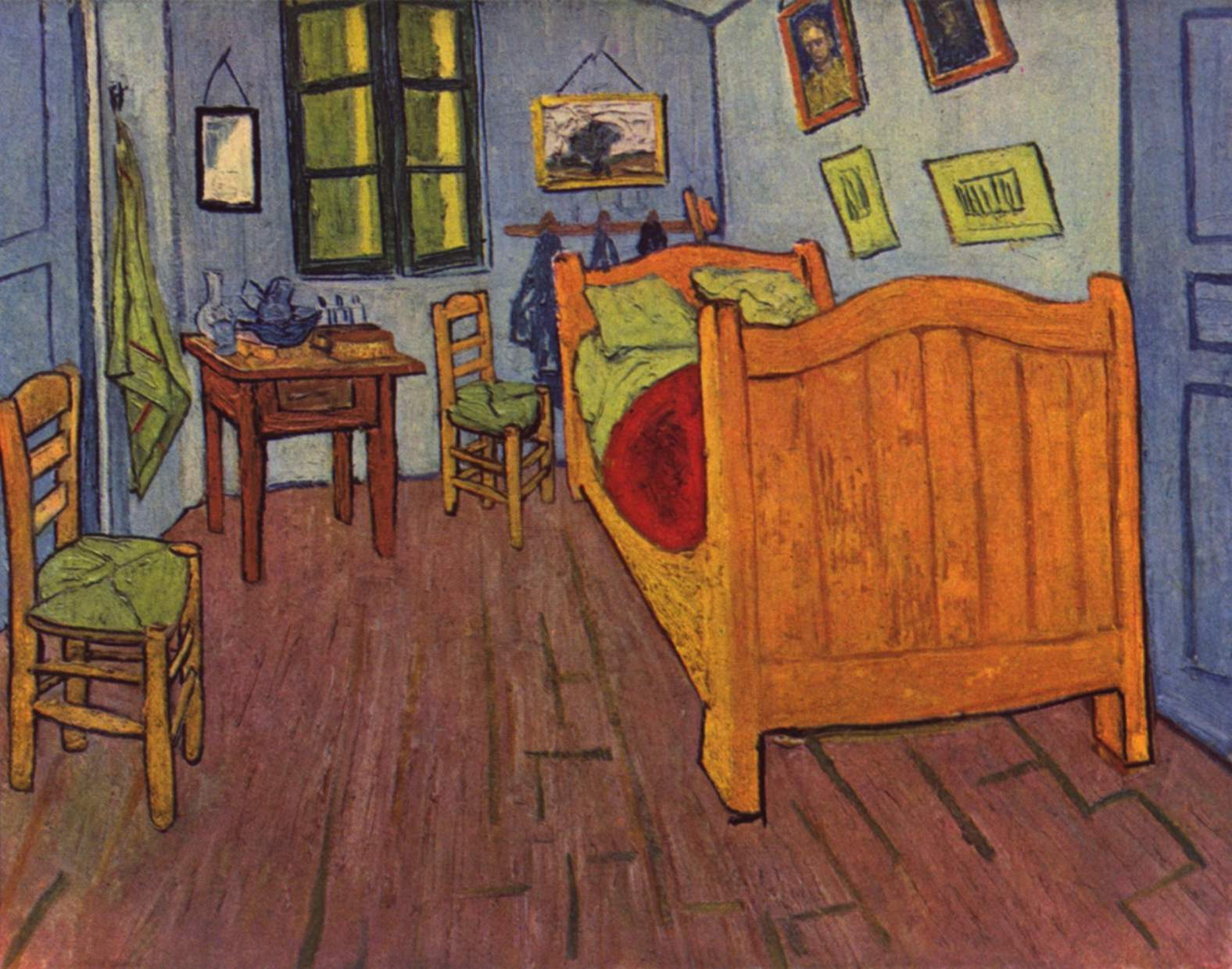
Das Schlafzimmer des Künstlers im Gelben Haus (1888)

Die Veränderungen der von van Gogh verwendeten Farben beschäftigen die Kunstforschung seit geraumer Zeit, da einige Bilder heutzutage deutliche Veränderungen gegenüber den von van Gogh beabsichtigten Farbwirkungen aufzeigen. Zu Beginn des Jahres 2013 wurde bekannt, dass sich das Lieblingsgelb van Goghs je nach Farbmischung durch Lichteinstrahlung auf verschiedenen Bildern (u. a. Ufer der Seine [1887, Van Gogh Museum]) in Braun- und Grüntöne verändert hatte. Neben chemischen Prozessen innerhalb und zwischen den Farbmischungen und der natürlichen UV-Strahlung des Sonnenlichts wird die Museumsbeleuchtung als weiterer Hauptverursacher dieses Effekts angenommen. Einige Forscher warnen bereits vor bestimmten LED-Lichtern.
In zahlreichen Briefen hatte van Gogh über die drei Versionen seines Gemäldes Schlafzimmer in Arles immer von der verwendeten Farbe Lila (Violett) geschrieben. Die heutige Betrachtung der verschiedenen Gemälde gibt aber blaue bis hellblaue Wände wieder. Im Frühjahr 2016 gab ein Team vom Art Institute of Chicago, wo eines der Bilder hängt, nach jahrelangen Untersuchungen den vermutlichen Grund für die unterschiedlichen Farbbeschreibungen bekannt: durch Lichteinwirkung seien die Farben verblasst und insbesondere das Violett zu einem Blau reagiert. Eine Labormitarbeiterin hatte blaue Farbpartikel aus dem Chicagoer Bild untersucht und entdeckte nach dem Umdrehen, dass deren Rückseiten noch violett waren. Untersuchungen an den anderen beiden Versionen des Gemäldes (im Van Gogh Museum, Amsterdam, und Musée d’Orsay, Paris) bestätigten dieses Ergebnis.

### Kunstmarkt

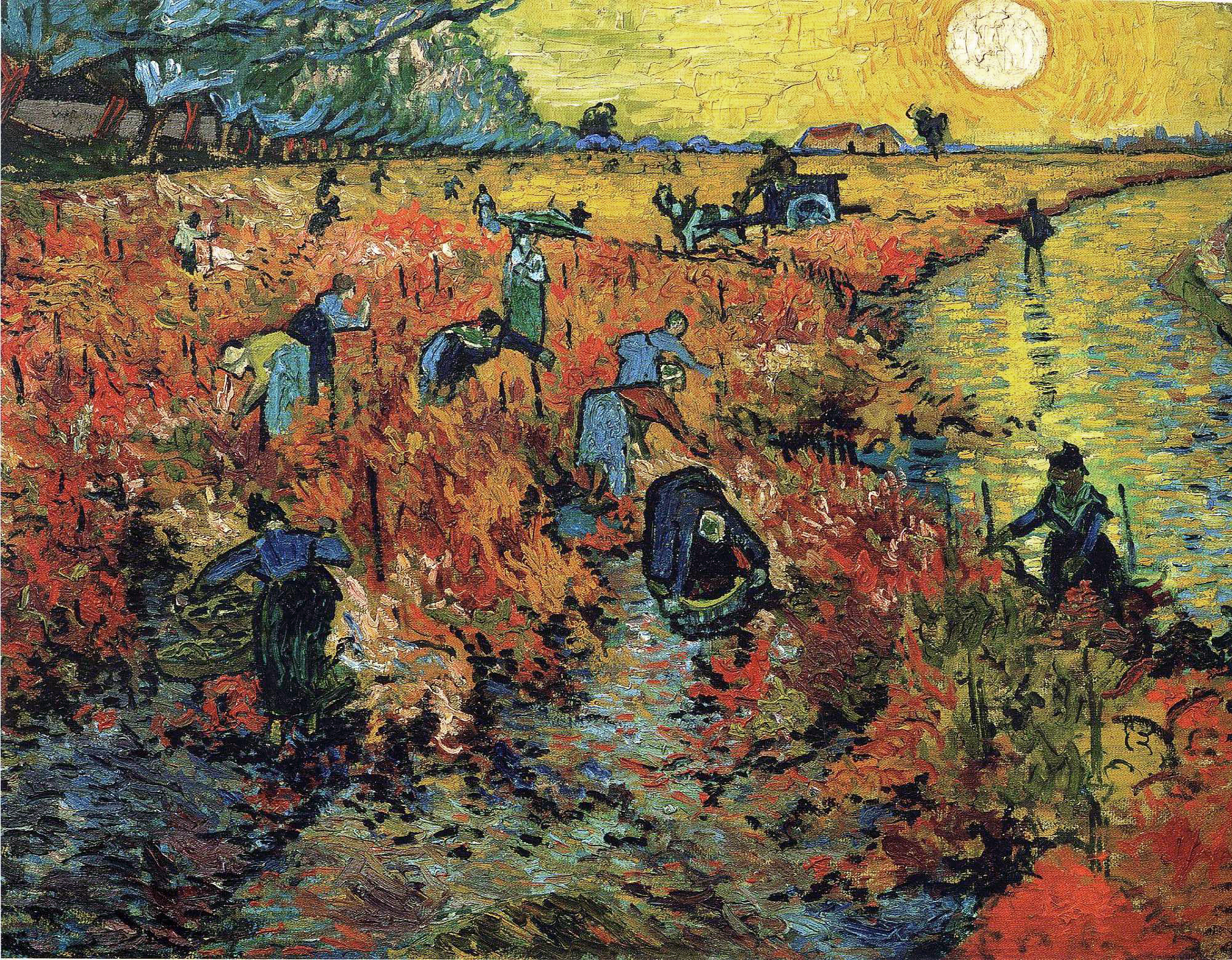
Roter Weinberg (1888)

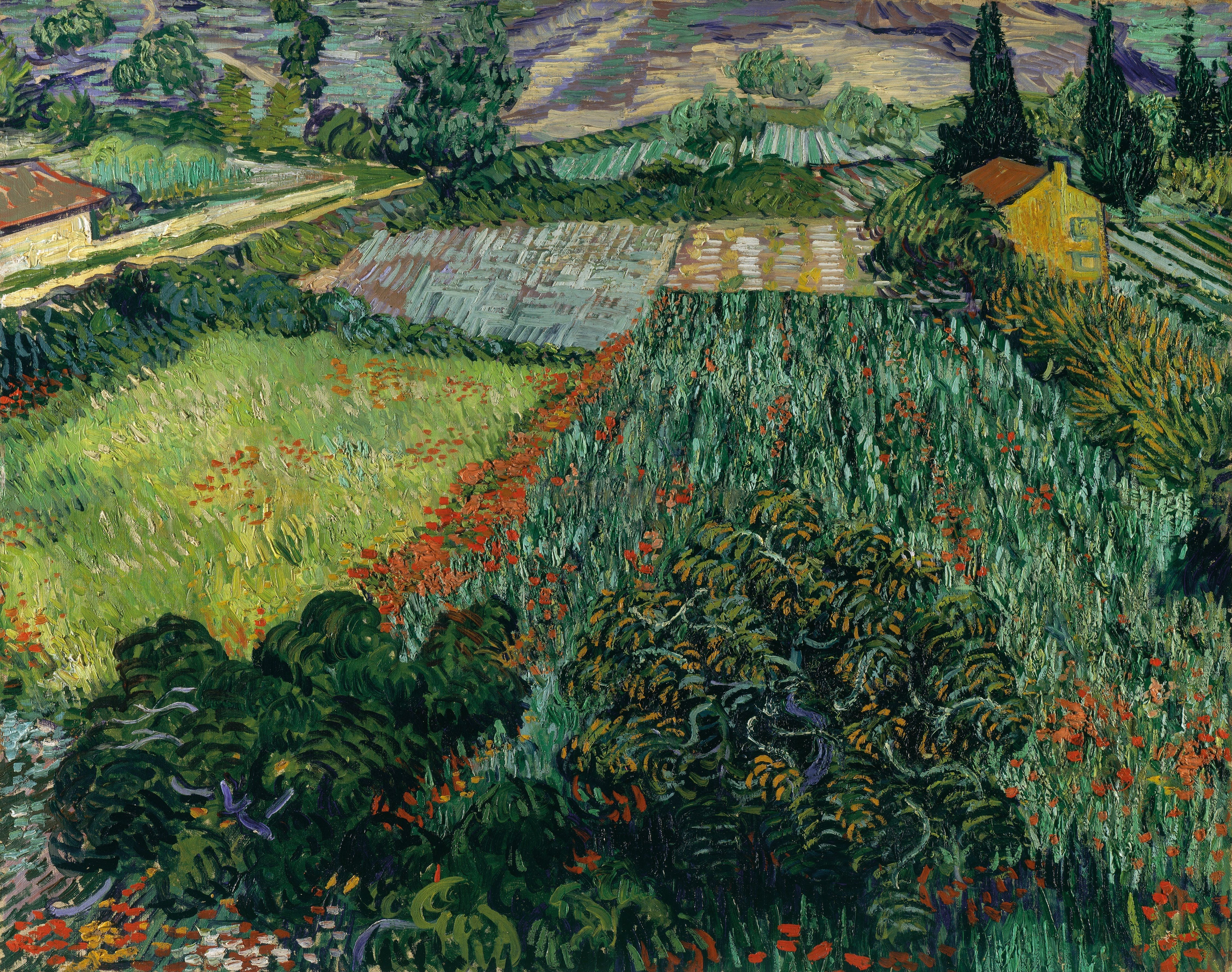
Mohnfeld (1889), Kunsthalle Bremen

Welche Bilder Vincent van Gogh zu Lebzeiten verkauft hat, kann heutzutage nicht mehr nachvollzogen werden. Entgegen der verbreiteten Behauptung, er habe nur ein einziges Werk verkauft, könnten es durchaus zehn gewesen sein. Dokumentiert ist bisher nur der Verkauf des Gemäldes Roter Weinberg an die belgische Malerin Anna Boch zum Preis von 400 Francs auf einer Ausstellung in Brüssel 1890.
Kurz nach van Goghs Tod stiegen sein Ruhm, die Verkaufszahlen und die Preise. Zu den ersten Käufern gehörten Malerkollegen und Personen aus deren Umfeld. Eine frühe und bedeutende Sammlerin war Helene Kröller-Müller, die 1909 erstmals ein Van-Gogh-Gemälde erwarb. Aus ihrer Sammlung ging später das Kröller-Müller Museum in Otterlo hervor, das heute, nach dem Van Gogh Museum in Amsterdam, den zweitgrößten Bestand an Van-Gogh-Bildern besitzt.
1910 erwarb Gustav Pauli für die Kunsthalle Bremen das Mohnfeld für 30.000 Goldmark (entspricht 2013 einer halben Million Euro), was den Bremer Künstlerstreit auslöste. 1929 zahlte die Berliner Nationalgalerie für ein Van-Gogh-Gemälde 240.000 Reichsmark (entspricht 2013 einer Million Euro).
Die Preisexplosion auf dem internationalen Kunstmarkt betraf in den 1980er und 1990er Jahren in besonderem Maße Gemälde von van Gogh. Im April 1987 wurde eine Version seines Gemäldes Sonnenblumen für umgerechnet 39,9 Millionen Dollar bei Christie’s in London versteigert. Dieser Betrag übertraf den vorherigen Höchstpreis für ein jemals versteigertes Kunstwerk (ein Gemälde von Manet) um ein Vielfaches und gilt als der Beginn einer neuen Epoche des Kunsthandels, was die bei Auktionen erzielten Preise für Spitzenwerke des späten 19. und frühen 20. Jahrhunderts anbelangt. Im November 1987 wurden van Goghs Schwertlilien für 53,9 Millionen Dollar bei Sotheby', New York versteigert. Sein Selbstbildnis ohne Bart wurde 1998 für 71,5 Millionen Dollar an einen unbekannten Bieter bei Christie’s in New York verkauft. Im Mai 1990 wurde sein Porträt des Dr. Gachet für umgerechnet 82,5 Millionen Dollar bei Christie’s versteigert. Auch diese waren die höchsten bis dahin erzielten Auktionspreise für ein Kunstwerk überhaupt. Der Preis für Porträt des Dr. Gachet ist bis heute der höchste für ein Van-Gogh-Gemälde, und erst 2004 wurde dieser Wert durch ein anderes Kunstwerk (Junge mit Pfeife von Picasso) übertroffen.

### Fälschungen

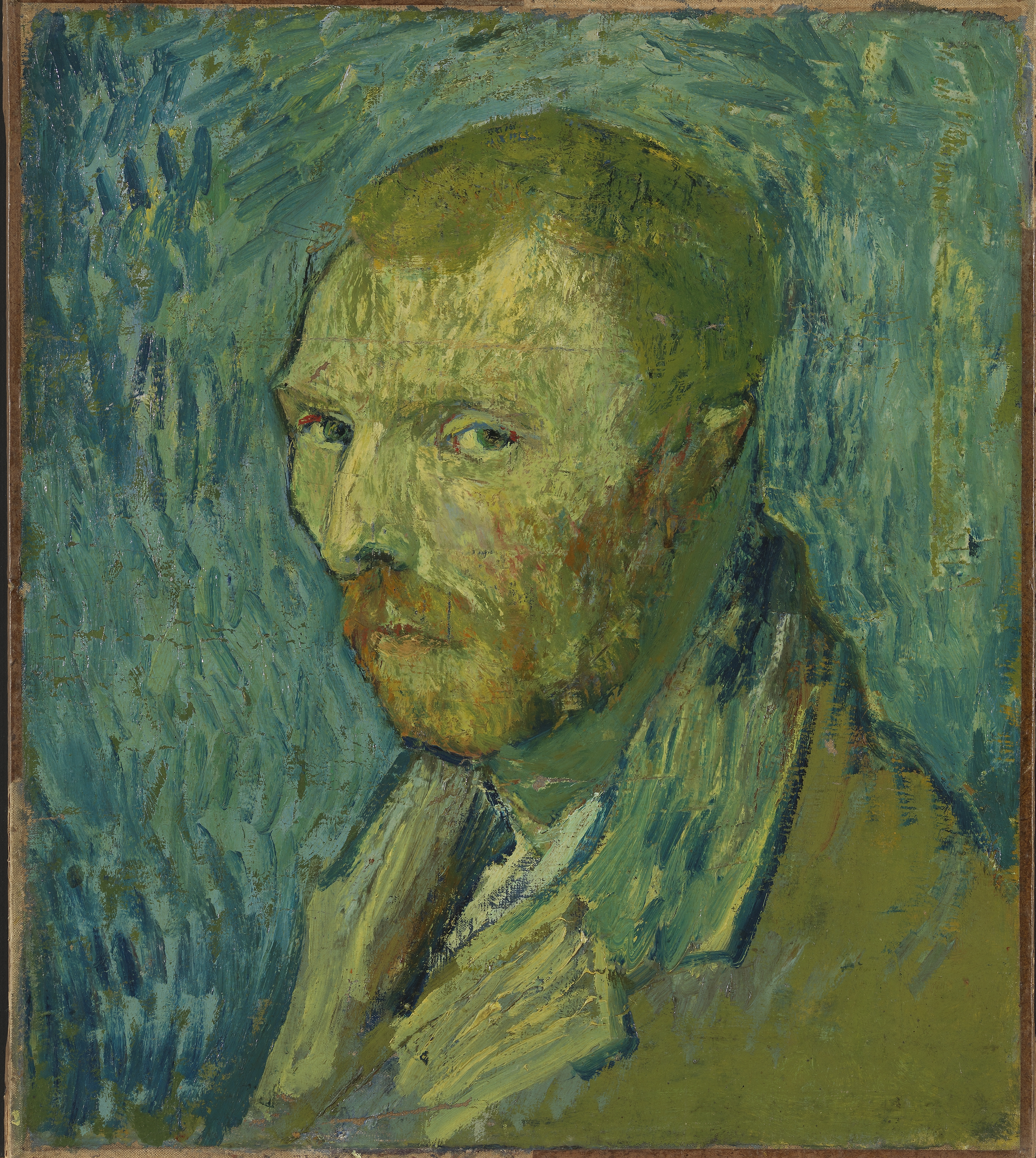
Wirklich ein van Gogh? An diesem Selbstporträt scheiden sich die Expertenmeinungen.

Das Werk Vincent van Goghs war seit jeher ein ergiebiges Betätigungsfeld für Kunstfälscher. Außerdem wurden dem Maler wohl ohne betrügerische Absicht Gemälde irrtümlich zugeordnet. Die Debatte um die Echtheit van Gogh’scher Bilder wird mit wachsender Intensität geführt.
Die ersten Fälschungen entstanden in den 1890er Jahren: bei einer Van-Gogh-Ausstellung in Paris 1901 mussten zwei Gemälde als nicht authentisch ausgesondert werden. Da das Fälschen sich damals wegen der noch niedrigen Preise eigentlich nicht lohnte, dürften wohl Insider am Werk gewesen sein, die die künftige Marktentwicklung vorhersahen. Der Verdacht der Kunsthistoriker fällt auf den Maler und Gauguin-Freund Émile Schuffenecker und auf den Hobbymaler Dr. Gachet und dessen Umkreis.
1928 bewegte der Wacker-Skandal die Kunstwelt. Der ‚Erotik-Tänzer‘ Otto Wacker bot in Berlin eine größere Anzahl von Van-Gogh-Bildern an, die vermutlich sein Vater Hans Wacker angefertigt hatte. Der Skandal entstand, weil die Echtheit dieser Bilder zunächst von Experten bestätigt worden war.
33 Wacker-Fälschungen waren auch in dem 1928 erschienenen Werkverzeichnis von Jacob-Baart de la Faille enthalten; ihre Echtheit musste später widerrufen werden. Die jüngste Auflage des Katalogs von de la Faille, 1970 erschienen und bis heute ein Standardwerk, verzeichnet 913 Ölbilder, die jedoch kritischer Überprüfung nicht immer standzuhalten scheinen. Der Van-Gogh-Experte Jan Hulsker, Verfasser eines weiteren Werkverzeichnisses, versah 45 der von de la Faille aufgeführten 2125 Arbeiten mit Fragezeichen. Die Unsicherheit in der Fachwelt spiegelt die Schwierigkeiten bei der Beurteilung: Diese kann häufig nur nach stilistischen Kriterien erfolgen; auch sind in Privatbesitz befindliche Werke der Überprüfung oft nicht zugänglich. Erschwerend kommt hinzu, dass van Gogh in seiner Pariser Periode unterschiedlichste Malweisen erprobte und später vom gleichen Motiv häufig mehrere Versionen anfertigte.
Im September 2013 wurde das Gemälde Sonnenuntergang bei Montmajour aus dem Jahr 1888 – das 1890 noch zur Sammlung von Theo van Gogh gehörte, 1901 verkauft wurde und lange Zeit auf einem Dachboden in Norwegen stand – nach neuesten Forschungsmethoden für echt erklärt und im Van Gogh Museum ausgestellt.
Seit Beginn des 21. Jahrhunderts wird van Goghs malerisches Werk auf 864 Bilder beziffert, eine Zahl, die angesichts einer ganzen Reihe strittiger Gemälde wohl noch korrigiert werden wird.

### Filme (Auswahl)
- 1948: Van Gogh (Kurzfilm) – Frankreich, Regie: Alain Resnais, mit Claude Dauphin
- 1956: Vincent van Gogh – Ein Leben in Leidenschaft (Lust for Life) – USA, Regie: Vincente Minnelli, mit Kirk Douglas und Anthony Quinn
- 1969: Van Gogh (TV) – BRD, Regie: Thomas Fantl, mit Herbert Fleischmann
- 1985: Besuch bei van Gogh – DDR, Literaturverfilmung, Regie: Horst Seemann, mit Christian Grashof
- 1987: Vincent – Australien, Regie: Paul Cox, mit John Hurt
- 1988: Vincent van Gogh (TV) – Finnland, Regie: Veli-Matti Saikkonen, mit Timo Torikka
- 1990: Akira Kurosawas Träume (Yume). Japan/USA, Regie: Akira Kurosawa, Kapitel „Krähen“
- 1990: Vincent und ich (Vincent et moi, Kinderfilm) – Kanada/Frankreich, Regie: Michael Rubbo, mit Tchéky Karyo und Jeanne Calment[86]
- 1990: Vincent und Theo (Vincent and Theo) – USA, Regie: Robert Altman mit Tim Roth und Paul Rhys
- 1991: Van Gogh – Frankreich, Regie: Maurice Pialat, mit Jacques Dutronc
- 2005: The Eyes of Van Gogh – USA, Regie: Alexander Barnett, mit Alexander Barnett und Lee Godart
- 2010: Vincent van Gogh – Painted with words – Großbritannien, Regie: Andrew Hutton, Schauspieler: Benedict Cumberbatch[87]
- 2010: Doctor Who: Folge 5x10, Vincent und der Doktor (Vincent and the Doctor), Regie: Richard Curtis, mit Tony Curran und Matt Smith
- 2016: Wahn, Wut oder Wollust – Großbritannien, Dokumentation über van Goghs Ohr, nach Bernadette Murphy
- 2017: Loving Vincent – Großbritannien, animierter Spielfilm im Stil seiner Bilder über seinen Tod
- 2018: Van Gogh – An der Schwelle zur Ewigkeit (At Eternity’s Gate) – Filmbiographie von Julian Schnabel mit Willem Dafoe

### Drama (Auswahl)
- 2015: Messer am Ohr. (Monologisierung der Briefe) durch Ines Eck

### Romane und Erzählungen
- Irving Stone: Lust for Life. 1934.
  - dt. Vincent van Gogh – Ein Leben in Leidenschaft. Rowohlt, Reinbek bei Hamburg 1968, ISBN 978-3-499-11099-3.
- J. R. Bechtle: Hotel van Gogh. Frankfurter Verlagsanstalt, Frankfurt am Main 2013, ISBN 978-3-627-00190-2.
- Jürgen Volk: Unbedingt. Van Gogh und Gauguin im gelben Haus. Plöttner, Leipzig 2013, ISBN 978-3-95537-108-1.
- Wolfgang Kauer: Die Blutspritzer-Madonna Vincent van Goghs (La Berceuse) – In: Wolfgang Kauer: Magenta Verde. Verlag arovell, Gosau/ Salzburg/Wien 2009, ISBN 978-3-902547-73-6, S. 56–65.
- Matilde Asensi: Das letzte Mysterium. Bastei Lübbe, Köln 2021, ISBN 978-3-404-18338-8.

### Musik
- Fré Focke: Tombeau de Vincent van Gogh, 20 Stücke für Klavier Solo (1951)
- Arthur Lourié: Paysage de Sons, pour voix haute et piano (1958) – Paroles: Van Gogh, Fragment d'une lettre à son frère Théo, 5 juillet 1889, No 599
- Don McLean: Vincent, Song (1971) (Starry starry night)
- Grigori Frid: Briefe des van Gogh, Mono-Oper in zwei Teilen für Bariton – Klarinette, Schlagzeug, Klavier, Streicher op. 69 (1975) – Kleine Fassung für Bariton – Klarinette, Klavier und Violoncello
- Rainer Kunad: Vincent, Oper (1975/76, Uraufführung 1979)
- Bertold Hummel: Acht Fragmente aus Briefen von Vincent van Gogh für Bariton und Streichquartett op. 84 (1985) bertoldhummel.de
- Einojuhani Rautavaara: Vincent, Oper in drei Akten (1986–1987)
- Einojuhani Rautavaara: Vincentiana, 6. Symphonie (1992) – Satzfolge: I Tähtiyö (Starry night) II Varikset (The crows) III Saint-Rémy IV Apotheosis
- Tupac Shakur: Starry Night (Gedicht in The Rose That Grew From Concrete, später vertont)
- Gloria Coates: Symphony No. 9 (The Quinces Quandary) Homage to Van Gogh, 1992/93
- Abel Ehrlich: Portrait of Vincent van Gogh at the Age of 27 für Solovioline und Streichquartett (2003)
- Henri Dutilleux: Correspondances pour soprano et orchestra (2002–2004) – Satzfolge: I. Danse cosmique (P. Mukherjee) II. A Slava et Galina … (A. Solschenizyn) III. Gong (R. M. Rilke) IV. Gong II (R. M. Rilke) V. De Vincent à Théo … (V. van Gogh)
- Bernard Rands: Vincent, Oper in zwei Akten (2011)
- Eine spanische Band nennt sich La Oreja de Van Gogh, was so viel bedeutet wie „Das Ohr von van Gogh“.

### Astronomie
- 1990 wurde der Asteroid (4457) van Gogh nach dem Maler benannt.[88]

## Literatur

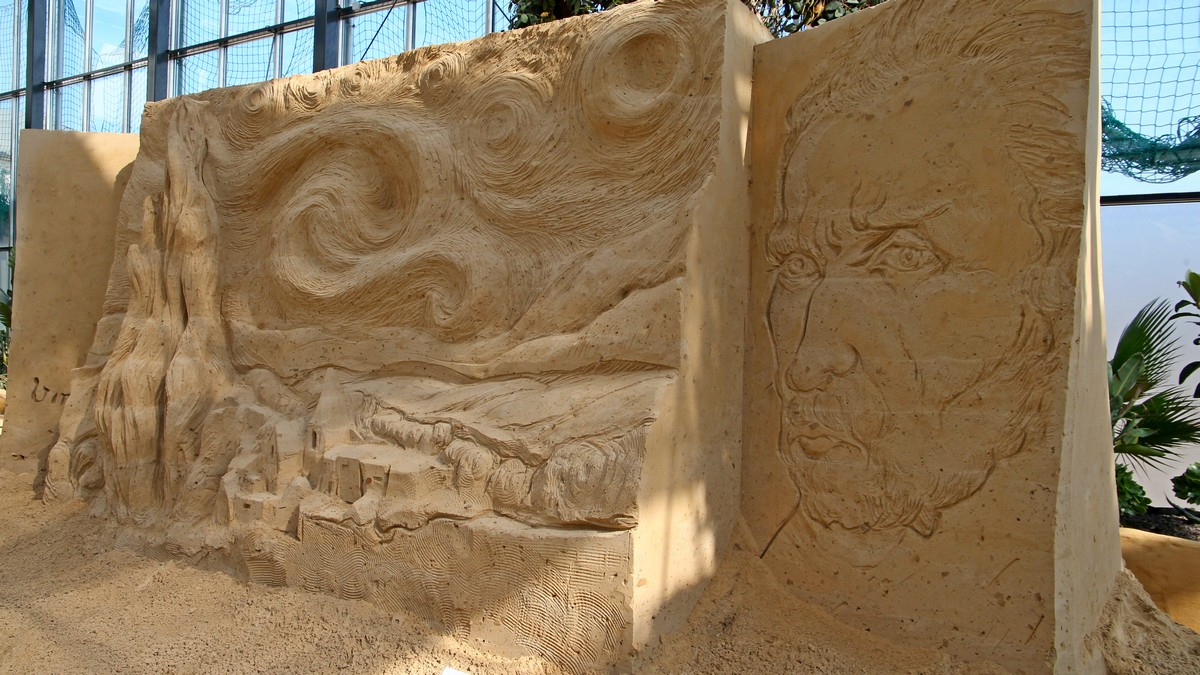
Sandskulptur in Prora (2022)

### Von Vincent van Gogh
- Vincent van Gogh: „Manch einer hat ein großes Feuer in seiner Seele.“ Die Briefe. Hrsg.: Leo Jansen, Hans Luijten, Nienke Bakker. C. H. Beck, München 2017, ISBN 978-3-406-68531-6 (Mit 110 Originalzeichnungen).
- Vincent van Gogh: Sämtliche Briefe. Hrsg.: Fritz Erpel. Henschel Verlag, Ost-Berlin 1968 (6 Bände).
- Paul Nizon: Van Gogh in seinen Briefen. Insel, Frankfurt am Main 1977, ISBN 3-458-31877-1.

### Biografien
- Matthias Arnold: Vincent van Gogh. Biographie. Kindler, München 1993, ISBN 3-463-40205-X.
- Matthias Arnold: Vincent van Gogh. Gefälschtes Leben, gefälschte Werke. Anderland Verlag, München 2003, ISBN 3-935515-03-0.
- Pascal Bonafoux: Vincent van Gogh: Das Licht der Farbe. Maier, Ravensburg 1990, ISBN 3-473-51013-0.
- Manfred Clemenz: Van Gogh: Manie und Melancholie. Ein Porträt. Böhlau, Köln 2020, ISBN 978-3-412-51594-2.
- Viviane Forrester: Van Gogh ou l’enterrement dans les blés. Seuil, Paris 1983.
  - dt. Übersetzung: Van Gogh oder Das Begräbnis im Weizen. Edition Nautilus, Hamburg 2003, ISBN 3-89401-406-7.
- Hans Kaufmann, Rita Wildegans: Van Goghs Ohr: Paul Gauguin und der Pakt des Schweigens. Osburg Verlag, Berlin 2008, ISBN 978-3-940731-14-2.
- Stefan Koldehoff: Van Gogh – Mythos und Wirklichkeit. DuMont, Köln 2003, ISBN 3-8321-7267-X.
- Stefan Koldehoff: Vincent van Gogh. Rowohlt Taschenbuch Verlag, Reinbek 2003, ISBN 3-499-50620-3.
- Steven Naifeh, Gregory White Smith: Van Gogh: the life. Profile Books, London 2011, ISBN 978-1-84668-010-6; Übersetzung: Van Gogh: sein Leben, Fischer Verlag, Frankfurt am Main 2012, ISBN 978-3-10-051510-0, 1211 Seiten.
- Uwe M. Schneede: Vincent van Gogh, Leben und Werk (= C. H. Beck Wissen in der Beck’schen Reihe, Band 2310.) C. H. Beck, München 2003, ISBN 3-406-48010-1.
- Gerd Stange: Vincent und Theo van Gogh: Das Atelier des Südens. Edition Contra-Bass, Hamburg 2021, ISBN 978-3-943446-54-8.

### Zum Gesamtwerk
- Jan Hulsker: The complete van Gogh – paintings, drawings, sketches. Abrams, New York, 1979.
- Matthias Arnold: Vincent van Gogh – Werk und Wirkung. Kindler, München 1995, ISBN 3-463-40206-8.
- Jan Hulsker: The new complete van Gogh – paintings, drawings, sketches. Meulenhoff, Amsterdam, 1996.
- Matthias Arnold: Van Gogh und seine Vorbilder. Prestel, München 1997, ISBN 3-7913-1794-6.
- Jacob-Baart de la Faille: The Works of Vincent van Gogh. His paintings and drawings. Meulenhoff, Amsterdam 1970.
- Neil Grant: Van Gogh. Verlag Edition XXL, Fränkisch-Crumbach 2005, ISBN 3-89736-330-5.
- Sjraar van Heugten: Van Gogh – die Zeichnungen. Belser, Stuttgart 2005, ISBN 3-7630-2452-2.
- John Rewald: Von van Gogh bis Gauguin. Die Geschichte des Nachimpressionismus. M. DuMont Schauberg, Köln 1987, ISBN 3-7701-2147-3 (Originaltitel: Post-impressionism. Übersetzt von Ursula Lampe, Anni Wagner).
- Ingo F. Walther, Rainer Metzger: Vincent van Gogh – Sämtliche Gemälde. Benedikt Taschen Verlag, Köln 1989, ISBN 3-8228-0396-0.

1. Etten, April 1881 – Paris, Februar 1888.
2. Arles, Februar 1888 – Auvers-sur-Oise, Juli 1890.

### Zu einzelnen Werken
- Belinda Thomson: Van Gogh – Gemälde – Die Meisterwerke. Hatje Cantz, Ostfildern 2007, ISBN 978-3-7757-1951-3.
- Thomas Noll: „Der große Sämann“. Zur Sinnbildlichkeit in der Kunst von Vincent van Gogh. Wernersche Verlagsgesellschaft, Worms 1994, ISBN 978-3-88462-112-7.

### Zur Rezeption
- Monika Kasper: Wirklichkeit und Wahn. Van Gogh in Literatur und Philosophie. Königshausen & Neumann, Würzburg 2019, ISBN 978-3-8260-6237-7.